# Vendée Globe 2020-2021
 (février 2025).
Navigation
2016-2017 2024-2025
Le Vendée Globe 2020-2021 constitue la neuvième édition de la course autour du monde du Vendée Globe. Le départ pour les trente-trois concurrents engagés a été donné le 8 novembre 2020 en baie des Sables-d'Olonne à 14 h 20. Épreuve majeure du circuit IMOCA, elle est courue en solitaire, sans assistance et sans escale, à bord de monocoques de 60 pieds. Dans cette édition, les bateaux les plus modernes, dotés de foils, n'auront pas pu rivaliser avec le record d'Armel Le Cléac'h réalisé en 2016-2017 (74 j 03 h 35 min) du fait de systèmes météo compliqués et de mers difficiles, particulièrement durant la traversée du sud.
Dans la nuit du 27 au 28 janvier, l'issue de ce Vendée Globe est particulière dans la mesure où c'est Yannick Bestaven (Maître Coq IV), arrivé à 4 h 19 qui l'emporte. Il bénéficie en effet d'une compensation en temps de 10 h 15 pour s'être détourné fin novembre dans l'Atlantique Sud afin de participer au sauvetage de Kevin Escoffier dont le bateau, le PRB (2010), avait coulé. Son temps de circumnavigation compensé est de 80 jours, 3 heures 44 minutes, 46 secondes.
Charlie Dalin (Apivia) coupe le premier la ligne d'arrivée aux Sables-d'Olonne le 27 janvier à 20 h 35, soit 7 heures et 53 minutes plus tôt, et en 80 jours, 6 heures, 15 minutes et 47 secondes, il termine deuxième. Louis Burton (Bureau Vallée 2), arrivé à 0 h 45, prend la troisième place, et Thomas Ruyant (Linked Out), qui touche au but à 5 h 42, arrive en quatrième position. Boris Herrmann (Seaexplorer), qui bénéficie lui aussi d'une compensation en temps, est dans le match pour les meilleures places quand il heurte un navire de pêche à quelques milles de l'arrivée. Il passe la ligne à 11 h 19 et prend provisoirement la quatrième place du classement en retranchant 6 h sur son temps, Damien Seguin (Groupe Apicil) arrive à 12 h 18 (sur le premier bateau non doté de foils), suivi de Giancarlo Pedote (Prysmian Group) à 13 h 02. Jean Le Cam (Yes We Cam !) est pour sa part le huitième marin à terminer à 20 h 19, et avec ses 16 h 15 de compensation (c'est lui qui avait récupéré Escoffier sur son bateau), il grimpe à la quatrième place finale. Il y a donc huit concurrents comptant 80 jours en mer, et s'espaçant en moins de 24 heures : il s'agit de l'arrivée la plus serrée dans l'histoire de la course.
En arrivant aux Sables d'Olonne le 3 février dans l'après-midi en 12e position en 87 j 2 h 24 min 25 s, Clarisse Crémer bat le record féminin détenu par Ellen MacArthur depuis l'édition 2000-2001 en 94 j 4 h 25 min et est le 100e skippeur à passer la ligne d'arrivée, toutes éditions confondues. Ari Huusela est le dernier marin classé de la course, en 25e position. Il coupe la ligne d'arrivée le 5 mars dans la matinée, 36 jours après les huit premiers.

## Règlement

### Parcours
L'avis de course (dans sa version actuelle) est rendu public le 4 octobre 2019. Le départ a été donné le 8 novembre 2020, au large des Sables-d'Olonne. Il s'agit ensuite de laisser les caps de Bonne-Espérance, Leeuwin et Horn à bâbord. Au total, un parcours théorique de 24 394 milles.

#### Zone d'exclusion antarctique

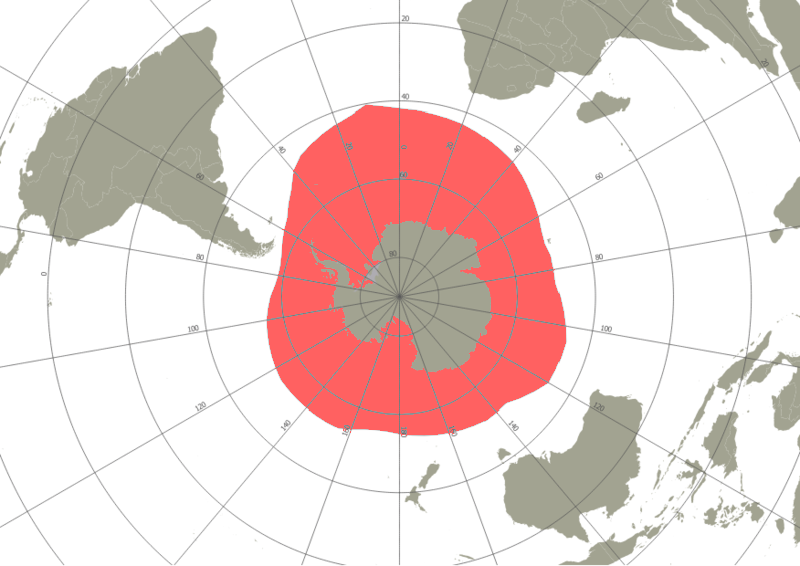
La zone d'exclusion antarctique, interdite aux concurrents.

La zone d'exclusion antarctique (ZEA) est une zone interdite délimitée par 72 points reliés entre eux, distants d'environ 5° de longitude afin d'éviter aux skippers d'éventuelles rencontres avec des icebergs,. Les points peuvent presque tous être déplacés avant et pendant la course en fonction de « montée » ou de « retrait » des glaces. Toutefois, la direction de course informe du déplacement d'un point avant qu'un concurrent ne soit à 1 500 milles de ce point. La fonte de la calotte glaciaire antarctique, toujours plus importante chaque année, a amené la direction de course, en accord avec les marins, à étendre cette zone depuis sa création. Pour l'édition 2020-2021, certains points d'exclusion frôlent le 42e parallèle sud (dans le sud-ouest de l'île Gough et le nord-ouest des îles Kerguelen), soit l'équivalent de la latitude du nord de l'Espagne dans l'hémisphère nord.
En concertation avec le MRCC australien (Maritime Rescue Coordination Center) et l'AMSA (Australian Maritime Safety Authority), la ZEA est remontée à 46° Sud entre 105 et 120 degrés de longitude Est afin de favoriser les recherches en cas de difficulté d’un concurrent.
Le mardi 29 décembre, le directeur de course Jacques Caraës annonce la cinquième modification de la ZEA alors que la tête de la course s'approche du cap Horn. Deux points GPS ont été remontés vers le nord à la suite d'observations de dérives d'icebergs, mais 9 points ont pu être abaissés vers le sud, aux alentours du passage de Drake et des îles Malouines, permettant d'élargir le terrain de jeu des navigateurs. Une bonne nouvelle pour la course pour le passage toujours redouté du cap Horn, les concurrents disposent ainsi d'un peu plus de marges de manœuvres pour gérer des situations météo souvent complexes par 55°sud.

#### Autres zones réglementées
Les concurrents sont tenus de respecter le dispositif de séparation du trafic (DST) entre le cap Finisterre et les Canaries et doivent éviter, le long des côtes mauritaniennes, une zone présentant des risques de piraterie.

### Type de bateau
Les bateaux admis à participer à cette course sont des voiliers monocoques d'une longueur comprise entre 59 et 60 pieds, c'est-à-dire environ 18 mètres. Ils doivent répondre aux dernières règles de la classe 60 pieds IMOCA,.

#### Énergie à bord
Un bateau International Monohull Open Class Association (IMOCA) est réglementairement équipé d’un moteur électrique ou d’un moteur Diesel de minimum 35 ch emportant au minimum deux fois dix litres de gasoil, qu'il doit conserver jusqu’à l’arrivée pour pouvoir aller porter assistance à une personne en mer avec l'assistance du moteur. La réglementation impose d'avoir une autonomie de cinq heures à cinq nœuds grâce au moteur, qu'il soit Diesel ou électrique.

##### Comparaison des générateurs
Les progrès des batteries (gains en densité énergétique donc en poids) sont en passe de donner un avantage compétitif au moteur électrique complété de batteries par rapport au moteur Diesel au gasoil, outre l'intérêt écologique de cette première configuration.
Chaque compétiteur est libre de définir la quantité de carburant optimale qu'il emporte (200 à 300 L environ). À raison d'une à deux heures de fonctionnement quotidien, le moteur thermique associé à un alternateur est l'une des solutions qui permettent de faire face à la demande croissante d'énergie électrique des IMOCA (pilote automatique, ordinateur du bord, centrale de navigation, capteurs divers, dessalinisateur, quille pendulaire, communications, vidéos et photos réalisées à bord). Le fait qu'il permette un peu de chauffage/séchage des vêtements est, outre la sécurité et la redondance également améliorées, l'une des raisons pour lesquelles il n'a pas disparu des voiliers de course, apportant un confort souvent très apprécié des navigateurs, surtout dans le Grand sud.
Dans l'édition 2020, 90 % des bateaux sont équipés d'hydrogénérateurs, 30 % de panneaux solaires, coûteux en poids et peu efficaces du fait des conditions d'ensoleillement difficilement maîtrisables en navigation, et 10 % d'éoliennes, moins avantageuses par leur traînée aérodynamique, leur poids et encombrement (mat de déport) et leur fiabilité (éoliennes endommagées voire arrachées par des vagues ou lors de gîtes extrêmes).
La solution de référence est donc l'hydrogénérateur. Fonctionnant dans l'eau avec un écoulement plus laminaire et moins turbulent que dans l'air sous le vent du bateau, à production comparable, il présente moins de traînée que l'éolienne (traînée limitée à haute vitesse par variation du pas de l'hélice), un poids et un encombrement nettement plus faibles, un meilleur rendement et une meilleure fiabilité que les autres sources d'énergies. Yannick Bestaven a ainsi fondé en 2009 Watt&Sea, société de conception et de fabrication d’hydrogénérateurs, pour viser l’autonomie énergétique totale sur un tour du monde. Les autres sources d'énergie (moteur thermique, solaire, éoliennes), même si elles présentent de moins bons compromis poids/encombrement/rendement/fiabilité face aux hydrogénérateurs, conservent l'avantage de la redondance, facteur de sécurité important sur une course autour du monde sans escale et sans assistance.
L'utilisation réversible hydrogénérateur/moteur électrique, solution légère, simple, compacte et fiable, déjà mûre dans la voiture électrique avec le freinage régénératif, a déjà été explorée mais nécessitait en 2020 encore des évolutions et des développements (compromis complexes nécessaires au rendement des hélices dans les deux situations, mais aussi poids des batteries de stockage de l'énergie), pour satisfaire les objectifs de sécurité de la classe IMOCA. Le gain de poids de la solution électrique est dors et déjà déterminant sur les multicoques de la classe Ocean Fifty. Ceux çi sont moins amenés à trainer dans les froideurs du grand sud où les déperditions d'énergie des moteurs thermiques deviennent des calories précieuses pour le séchage du matériel et le confort du marin. Les courses moins longues de la classe Ocean Fifty sont également moins exigeantes en matière de redondance de différentes solutions de production d'énergie. La solution électrique réversible hydrogénérateur/moteur électrique installée en 2020 sur le Ocean Fifty Primonial, allège le voilier en le rapprochant un peu plus de la jauge minimum de 3 200 kg. Dans cette classe où les contraintes de poids en sont plus aiguës qu'en IMOCA, la batterie retenue fait 20kWh et pèse environ 150kg. Il suffit en moyenne de 5h de recharge quotidienne au delà de 15 noeuds pour compenser la consommation des appareils de bord, la capacité de la batterie assure quatre jours d'autonomie en cas d'avarie d'hydrogénerénérateur. Un IMOCA équipé pour un tour du monde nécessite déjà en 2020 plus d'énergie, et l'évolution prévisible des équipements énergivores (comme l'asservissement du réglage des voiles et des foils, gage de performances optimisées avec l'évolution des pilotes auto, mais aussi de sécurité en permettant des manœuvres d'évitement rapides d'OFNI), exige des solutions plus endurantes donc plus lourdes pour les batteries de stockage. 
L'adoption de cette solution électrique en IMOCA est en harmonie avec la transition énergétique rendue nécessaire par l'épuisement des gisements pétroliers et par l'impératif de réduction des émissions de CO2. Le rythme de cette transition dépendra des compromis arbitrés collégialement entre la liberté d'exploration de ce gisement de gain de performances, et le bridage technologique permettant de maitriser des budgets et donc l'accessibilité de la classe IMOCA.

##### Enjeux
Le manque d'énergie peut devenir très pénalisant voire rédhibitoire sur les IMOCA, tandis que les premiers voiliers de course autour du monde voguaient des semaines sans électricité. Isabelle Joschke (MACSF) explique qu’elle était « en restriction d’énergie » lorsque son hydrogénérateur est tombé en panne et qu'elle devait se satisfaire du gasoil. À l’inverse, Benjamin Dutreux, en avarie de moteur, ne pouvait compter que sur ses hydrogénérateurs. François Gabart estimait qu'en dehors des risques d'avaries, il était dors et déjà possible en 2013 de boucler un tour du monde en assurant la totalité de l'autonomie énergétique avec les hydrogénérateurs.
Le dessalinisateur est notamment un gros consommateur d'énergie. Pour les courses dont la longueur est supérieure à 5 000 milles, deux dessalinisateurs fonctionnant à la fois manuellement et électriquement doivent être installés à bord, dont un qui doit rester en place ; la pluie peut dans certains conditions assurer l'approvisionnement en eau douce, mais cela nécessite du temps et de l'énergie que le navigateur ne peut plus consacrer au bateau, ainsi que du lest par un stockage d'eau douce qui pénalise la performance.
Lorsque la pénurie d'énergie compromet les fonctions les plus importantes du bateau (pilote automatique, ordinateur du bord, centrale de navigation, capteurs divers), les navigateurs doivent abaisser drastiquement le niveau de performance du bateau pour éviter la casse. Les informations météo dont ils ne disposent que depuis les années 2000 sont des éléments de sécurité qui permettent d'esquiver les pires situations. Ce paramètre a permis de réduire certains coefficients de sécurité mécanique, au bénéfice du poids et de la performance des bateaux, les rendant moins versatiles et plus sujets à la casse mécanique lors des tempêtes.

### Assistance et escales
Le Vendée Globe est une course en solitaire, sans assistance et sans escale. Entre le départ et l'arrivée, un bateau ne peut accoster aucune autre embarcation ; et personne d'autre que le skipper ne peut se trouver à bord — sauf en cas de sauvetage d'un autre concurrent. Un skipper peut faire escale, mais il a interdiction de poser le pied au-delà de la limite de l'estran. Le routage météo depuis la terre est interdit. Une assistance médicale est fournie à distance par le CROSS Gris Nez, qui met en relation le coureur et le Centre de consultation médicale maritime (CCMM) ainsi que le médecin de la course. Des conseils peuvent être donnés à distance par l'architecte ou par l'équipe technique, mais les réparations sont effectuées par le skipper, avec les moyens du bord. La seule intervention extérieure possible concerne les concurrents revenant aux Sables-d'Olonne dans les dix jours qui suivent le départ, avec l'espoir de repartir.

### Dotations
Pour cette édition, 800 000 € sont à répartir entre les différents participants à la course. Le vainqueur empoche 200 000 €, soit 40 000 € de plus que lors de la précédente édition. Le deuxième empoche 140 000 € et le troisième 100 000 €, puis en décroissant jusqu'à 15 000 € pour le dixième. Les concurrents classés au-delà se partagent les 100 000 € sans que leur gain soit supérieur au dixième,. Si seulement dix concurrents ou moins franchissent la ligne d'arrivée, les gains restants sont à répartir entre les skippers classés.

## Participants

### Inscription et qualification
Fixée dans un premier temps au 1er juillet 2020, la date limite des inscriptions est finalement repoussée au 1er septembre 2020 à la suite de la crise sanitaire du Covid-19. Pour être valide, l'inscription doit être complétée par un certificat de conformité délivré par l'IMOCA, et par la réalisation d'un parcours de qualification.
Un concurrent est réputé avoir réalisé son parcours de qualification s'il a terminé l'une des courses suivantes :
- le Vendée Globe 2016-2017 ;
- la Route du Rhum 2018 ;
- la Transat Jacques Vabre 2019, en double ;
- The Transat 2020 (course annulée) ;
- New York - Les Sables d'Olonne 2020 (course annulée) ;
- Vendée-Arctique-Les Sables d'Olonne ;
- ou une autre course en solitaire ou en double du Championnat Globe Series.

Il doit effectuer un parcours complémentaire de 2 000 milles en solitaire à la barre du bateau avec lequel il courra le Vendée Globe :
- s'il s'est qualifié dans une course en double ;
- s'il est qualifié sur le Vendée Globe 2016-2017 ;
- s’il s’est qualifié dans une course à la barre d’un autre bateau que celui sur lequel il participera au Vendée Globe.

### Liste des participants
Sur 37 candidats inscrits, 33 concurrents (27 hommes et 6 femmes) participent à l'épreuve, avec 9 nations représentées.
| Concurrent           | Nationalité      | Parti cipa tions | Nom du bateau                      | N° de voile | Architecte                     | Chantier                          |
| -------------------- | ---------------- | ---------------- | ---------------------------------- | ----------- | ------------------------------ | --------------------------------- |
| Fabrice Amedeo       | France           | 2e               | Newrest - Art & Fenêtres           | FRA 56      | VPLP / Verdier                 | Persico Marine                    |
| Romain Attanasio     | France           | 2e               | Pure - Best Western                | FRA 49      | Farr Yacht Design              | Southern Ocean Marine             |
| Alexia Barrier       | France           | 1re              | TSE - 4MyPlanet                    | FRA 72      | Marc Lombard                   | Mag France                        |
| Yannick Bestaven     | France           | 2e               | Maître CoQ IV                      | 17          | VPLP / Verdier                 | CDK Technologies                  |
| Jérémie Beyou        | France           | 4e               | Charal                             | 08          | VPLP                           | CDK Technologies                  |
| Arnaud Boissières    | France           | 4e               | La Mie Câline - Artisans Artipole  | FRA 14      | Owen Clarke Design Clay Oliver | Hakes Marine Construction         |
| Louis Burton         | France           | 3e               | Bureau Vallée 2                    | 18          | VPLP / Verdier                 | CDK Technologies                  |
| Didac Costa          | Espagne          | 2e               | One Ocean One Planet               | ESP 33      | Owen Clarke Design             | Martens Yachts                    |
| Manuel Cousin        | France           | 1re              | Groupe Setin                       | FRA 71      | Farr Yacht Design              | Southern Ocean Marine             |
| Clarisse Cremer      | France           | 1re              | Banque Populaire X                 | FRA 30      | VPLP / Verdier                 | CDK Technologies / Mer Agitée     |
| Charlie Dalin        | France           | 1re              | Apivia                             | FRA 79      | Verdier                        | CDK Technologies                  |
| Samantha Davies      | Royaume-Uni      | 3e               | Initiatives-Cœur                   | FRA 109     | VPLP / Verdier                 | CDK Technologies / JMV Industries |
| Sébastien Destremau  | France Australie | 2e               | Merci                              | 69          | Lavranos                       | Artech Do Brasil                  |
| Benjamin Dutreux     | France           | 1re              | Omia - Water Family                | FRA 09      | Farr Yacht Design              | Offshore Challenges Sailing Team  |
| Kevin Escoffier      | France           | 1re              | PRB                                | FRA 85      | VPLP / Verdier                 | Thierry Eluère / CDK Technologies |
| Clément Giraud       | France           | 1re              | Compagnie du Lit / Jiliti          | FRA 83      | Farr Yacht Design              | JMV Industries                    |
| Pip Hare             | Royaume-Uni      | 1re              | Medallia                           | GBR 77      | Pierre Rolland                 | Bernard Stamm                     |
| Boris Herrmann       | Allemagne        | 1re              | Seaexplorer - Yacht Club De Monaco | 16          | VPLP / Verdier                 | Multiplast                        |
| Ari Huusela          | Finlande         | 1re              | Stark                              | FIN 222     | Owen Clarke Design             | Hakes Marine - Wellington         |
| Isabelle Joschke     | France Allemagne | 1re              | MACSF                              | FRA 27      | VPLP / Verdier                 | Chantier naval de Larros          |
| Jean Le Cam          | France           | 5e               | Yes We Cam !                       | 001         | Farr Yacht Design              | CDK Technologies                  |
| Stéphane Le Diraison | France           | 2e               | Time For Oceans                    | FRA 92      | Groupe Finot-Conq              | Neville Hutton                    |
| Miranda Merron       | Royaume-Uni      | 1re              | Campagne de France                 | FRA 50      | Owen Clarke Design             | Southern Ocean Marine             |
| Giancarlo Pedote     | Italie           | 1re              | Prysmian Group                     | ITA 06      | VPLP / Verdier                 | Multiplast                        |
| Alan Roura           | Suisse           | 2e               | La Fabrique                        | SUI 07      | Groupe Finot-Conq              | Multiplast                        |
| Thomas Ruyant        | France           | 2e               | LinkedOut                          | FRA 59      | Verdier                        | Persico Marine                    |
| Damien Seguin        | France           | 1re              | Groupe Apicil                      | FRA 1000    | Groupe Finot-Conq              | Multiplast                        |
| Kōjirō Shiraishi     | Japon            | 2e               | DMG Mori                           | JPN 11      | VPLP                           | Multiplast                        |
| Sébastien Simon      | France           | 1re              | Arkea-Paprec                       | 4           | Juan Kouyoumdjian              | CDK Technologies                  |
| Maxime Sorel         | France           | 1re              | V and B - Mayenne                  | FRA 53      | VPLP / Verdier                 | Indiana Yachting                  |
| Alex Thomson         | Royaume-Uni      | 5e               | Hugo Boss                          | GBR 99      | VPLP / Alex Thomson Racing     | Carrington Boat                   |
| Armel Tripon         | France           | 1re              | L'Occitane en Provence             | 2           | Sam Manuard                    | Black Pepper                      |
| Nicolas Troussel     | France           | 1re              | Corum l'Epargne                    | FRA 6       | Juan Kouyoumdjian              | CDK Technologies / Mer Agitée     |

### Caractéristiques techniques des bateaux
Les données sont issues principalement de la rubrique skipper du site du Vendée globe 2020-2021.
| Nom du bateau                    | Lancé | Dépla cement (en t) | Maître bau (en m) | Voilure au près | Voilure au portant | foils | spécificité | pilote auto, | Détection collision |
| -------------------------------- | ----- | ------------------- | ----------------- | --------------- | ------------------ | ----- | ----------- | ------------ | ------------------- |
| Newrest - Art & Fenêtres         | 2015  | 7,5                 | 5,8               | 320             | 570                | oui   |             |              | Oscar               |
| Pure - Best Western              | 2007  | 8,7                 | 5,8               | 270             | 560                | non   | trim tabs   |              | Oscar               |
| TSE - 4MyPlanet                  | 1998  | 9                   | 5,3               | 260             | 580                | non   |             |              |                     |
| Maître CoQ IV                    | 2015  | 6,5                 | 5,8               | 310             | 550                | oui   |             | MADINTEC     | Oscar               |
| Charal                           | 2018  | 8                   | 5,8               | 300             | 500                | oui   |             |              | Oscar               |
| La Mie Câline Artisans Artipole  | 2007  | 8                   | 5,8               | 300             | 580                | 2017  |             |              |                     |
| Bureau Vallée 2                  | 2015  | 6,5                 | 5,8               | 300             | 600                | oui   |             |              |                     |
| One Ocean One Planet             | 2000  | 8,9                 | 5,3               | 240             | 470                | non   |             |              |                     |
| Groupe Setin                     | 2007  | 9,2                 | 5,85              | 300             | 570                | non   |             |              |                     |
| Banque Populaire X               | 2011  | 7,7                 | 5,7               | 340             | 570                | non   |             |              | Oscar               |
| Apivia                           | 2019  | 8                   | 5,85              | 310             | 540                | oui   |             | MADINTEC     | Oscar               |
| Initiatives-Cœur                 | 2010  | 7,8                 | 5,9               | 300             | 660                | 2015  |             | MADINTEC     | Oscar               |
| Merci                            | 2005  | 8,5                 | 5,6               | 250             | 650                | non   |             |              |                     |
| Omia - Water Family              | 2007  | 8                   | 5,5               | 300             | 700                | non   |             | NKE          |                     |
| PRB                              | 2010  | 7,7                 | 5,5               | 300             | 600                | 2018  |             | MADINTEC     | Oscar               |
| Compagnie du Lit / Jiliti        | 2006  | 9,5                 | 5,75              | 300             | 620                | non   |             |              | Oscar               |
| Medallia                         | 1999  | 9                   | 5,7               | 300             | 580                | non   |             |              |                     |
| Seaexplorer Yacht Club De Monaco | 2015  | 7,6                 | 5,7               | 290             | 490                | oui   |             |              | Oscar               |
| Stark                            | 2007  | 8,5                 | 5,8               | 270             | 580                | non   | mat 28 m    |              |                     |
| MACSF                            | 2007  | 7,7                 | 5,6               | 300             | 650                | 2019  | mat 27 m    | MADINTEC     | Oscar               |
| Yes We Cam !                     | 2007  | 8                   | 5,9               | 300             | 620                | non   |             |              |                     |
| Time For Oceans                  | 2007  | 8.5                 | 5,84              | 300             | 550                | 2020  | mat 28 m    |              | Oscar               |
| Campagne de France               | 2006  | 8,5                 | 5,5               | 330             | 600                | non   |             | NKE          |                     |
| Prysmian Group                   | 2015  | 8                   | 5,8               | 300             | 600                | oui   |             | MADINTEC     | Oscar               |
| La Fabrique                      | 2007  | 8                   | 5,9               | 290             | 580                | 2018  | mat 27 m    | NKE          |                     |
| LinkedOut                        | 2019  | 8                   | 5,85              | 350             | 560                | oui   |             | MADINTEC     | Oscar               |
| Groupe Apicil                    | 2008  | 8,5                 | 5,85              | 350             | 610                | non   |             | NKE          |                     |
| DMG Mori                         | 2019  | 8                   | 5,85              | 320             | 580                | oui   |             | MADINTEC     | Oscar               |
| Arkea-Paprec                     | 2019  | 8                   | 5,7               | 260             | 600                | oui   |             | MADINTEC     | Oscar               |
| V and B - Mayenne                | 2007  | 7,7                 | 5,5               | 365             | 700                | non   |             | NKE          | Oscar               |
| Hugo Boss                        | 2019  | 7,7                 | 5,4               | 330             | 630                | oui   |             |              | Oscar               |
| L'Occitane en Provence           | 2020  | 7,8                 | 5,5               | 270             | 535                | oui   | proue scow  | NKE          |                     |
| Corum l'Epargne                  | 2020  | 7,9                 | 5,7               | 270             | 535                | oui   |             |              |                     |

### Bateaux participants
Parmi tous les participants le voiler d'Alexia Barrier TSE - 4MyPlanet (Le Pingouin) participe à son cinquième Vendée Globe.
Huit autres voiliers en sont à leur quatrième participation :
- One planet One ocean (Kingfisher) de Didac Costa
- Compagnie du Lit / Jiliti (Bureau Vallée) de Clément Giraud
- Pure - Best Western (Gitana Eighty) de Romain Attanasio
- MACSF (Safran) d'Isabelle Joschke
- La Mie Câline - Artisans Artipole (Gamesa) d'Arnaud Boissières
- Yes We Cam ! (Foncia) de Jean Le Cam
- Time For Oceans (Hugo Boss) de Stéphane Le Diraison
- La Fabrique (Brit Air) d'Alan Roura.

### Projets abandonnés
En plein projet de construction d'un nouveau monocoque, Yann Eliès est contraint de renoncer à participer à cette édition en raison du retard pris lors du chantier.
Faute de budget suffisant, Denis Van Weynberh annonce en janvier 2020 le retrait de sa candidature pour cette édition.
Le jeudi 23 juillet, Conrad Colman renonce au Vendée Globe faute de financement.
Début septembre, Erik Nigon renonce également à la course pour les mêmes raisons, toutefois son monocoque est au départ aux mains de Clément Giraud.
Ayant trouvé un contrat avec un mécène, Éric Péron avait prévu d'être au départ de cette édition avec la construction d'un monocoque neuf, cependant lors de la préparation des défauts de paiement du sponsor mèneront à l'abandon du projet.
| Concurrent          | Nationalité      | Par tici pat ions | Nom du bateau           | Num de voile | Architecte                                   | Chantier                       | lancé |
| ------------------- | ---------------- | ----------------- | ----------------------- | ------------ | -------------------------------------------- | ------------------------------ | ----- |
| Conrad Colman       | Nouvelle-Zélande | 1                 | Ethical Racing          |              | Marc Lombard (modifié par Juan Kouyoumdjian) | CDK Technologies - Mer Concept | 2004  |
| Yann Eliès          | France           | 2                 |                         |              |                                              |                                |       |
| Erik Nigon          | France           | 0                 | Vers un monde sans SIDA | FRA 35       | Farr Yacht Design                            | JMV Industries                 | 2006  |
| Éric Péron          | France           | 0                 |                         |              |                                              |                                |       |
| Denis Van Weynbergh | Belgique         | 0                 | Eyesea.BE               | BEL 207      | Nándor Fa / Attila Déry                      | Pauger Carbon / Fa Hajó Ltd    | 2014  |
| Jack Bouttell       | Australie        | 0                 |                         |              | Owen Clarke                                  | Canada                         | 2005  |

## Jury
Une réclamation est déposée auprès du jury international, si l'on estime qu'il y a infraction ou manquement aux règles. Les réclamations peuvent émaner d'un concurrent, de la direction de course ou du jury lui-même. Les cinq membres du jury, indépendants du comité d'organisation et du comité de course, sont nommés par la Fédération française de voile. Ce sont :
- Georges Priol président du jury ;
- Romain Gautier pour la France ;
- Ana Sanchez pour l'Espagne ;
- Lance Burger pour l'Afrique du Sud ;
- Trevor Lewis pour la Grande-Bretagne.

## Déroulement

### Préparation
Bien que la préparation des skippers soit affectée par la pandémie de Covid-19, l'organisation annonce maintenir la course tout en suivant de près la situation de chacun des participants.
Cette édition est marquée par une participation notable des femmes sur le Vendée Globe avec la qualification de six skippeuses, Samantha Davies, Isabelle Joschke, Pip Hare, Miranda Merron, Alexia Barrier et Clarisse Crémer, tandis que dix-huit bizuths se sont lancés pour la première fois dans la course.
La crise de la Covid-19 ayant entraîné l'annulation de nombreuses courses aux large telles que The Transat et New York-Les Sables, la classe IMOCA a décidé d'organiser la Vendée-Arctique-Les Sables d'Olonne afin de permettre aux skippers d'achever leur qualification et de tester leur monocoque.
Afin d'éviter qu'un skipper ne prenne le départ en étant infecté par le virus, les navigateurs ont l'obligation de se confiner au moins sept jours avant le 8 novembre et de passer un test afin de pouvoir prendre le départ,. Le test réalisé 24 heures avant le départ se révèle négatif pour l'ensemble des 33 skippers.
En raison du confinement imposé en France dans le cadre de la crise liée à la pandémie de Covid-19, le village départ de la course ferme le soir du 29 octobre 2020, et pour la première fois de l'histoire du Vendée Globe, la sortie des monocoques des Sables-d'Olonne se fait en l'absence de public,.

### Départ
Le départ est donné le 8 novembre 2020 à 14 h 20, par Yves Auvinet, au lieu de 13 h 02 en raison des conditions brumeuses sur la ligne de départ. Le français Louis Burton sur Bureau Vallée 2 franchit la ligne de départ avant l'heure et reçoit une pénalité de cinq heures qu'il doit effectuer avant de franchir la latitude 38°40.
Le soir même, alors que Jérémie Beyou mène la flotte à bord de Charal, Fabrice Amedeo et son monocoque Newrest - Art & Fenêtres font demi-tour vers Les Sables-d'Olonne pour effectuer une réparation.

### Descente de l'Atlantique Nord

#### Les bateaux des vétérans font de la résistance
Selon Sébastien Josse, l'écart est le même entre foils version 1 et foils version 2 qu'entre dérives droites et foils : « En deux générations, ces bateaux ont pris au moins huit nœuds de mieux ». Malgré ce potentiel déjà constaté en course, les conditions de mer et de vent d'un début de course hivernal en Atlantique nord permettent aux bateaux non équipés de foils de faire mieux qu'accrocher les IMOCA de dernière génération : après 6 jours de course, Jean Le Cam sur Yes we Cam! pointe en tête devant le foiler Hugo Boss d'Alex Thomson, le trio de tête étant complété par le bizuth Benjamin Dutreux sur Omia - Water Family, lui aussi dépourvu de foils. Les deux bateaux mis à l'eau en 2007, conçus par l'architecte néo-zélandais Bruce Farr, ont un palmarès exceptionnel puisque Michel Desjoyeaux a gagné le Vendée Globe 2008-2009 à bord de Foncia, devenu Yes we Cam!. Préparés, optimisés et fiabilisés pour cette épreuve, ils font mieux que donner du fil à retordre à Alex Thomson, qui salue la performance : « Jean Le Cam est incroyable, incroyable. Être là où il est avec ce bateau et à son âge, c’est incroyable, brillant ! ». Jean Le Cam réalise la plus grande distance parcourue sur 24h de toute la flotte depuis le départ avec 394,3 milles/24h, assez loin toutefois du potentiel maximum de son bateau, et a fortiori de celui des foilers de dernière génération.

#### Du tropique du Cancer au pot au noir
Après un début de course plus complexe que lors des dernières éditions, avec un enchaînement sinueux et inhabituel de trois dépressions dont une tempête tropicale, la météo s'éclaircit pour la tête de la flotte. Aux environs du tropique du Cancer, au septième jour de course, Alex Thomson prend la tête avec un retard virtuel de 500 milles sur la trajectoire record d'Armel Le Cléac'h, lors du dernier Vendée Globe. Les foilers trouvent avec des alizés modérés et une mer calme, des conditions plus favorables pour glisser et « voler » en route directe vers le pot au noir. Thomas Ruyant sur Linked Out profite de ces conditions météo (somme toute modestes : 15 nœuds de vent et houle<2 m) pour établir une première performance de référence : 508,2 milles en 24 h le 16 novembre (plus grande distance parcourue en 24 h depuis le début de la course, 20 milles de mieux que ses meilleurs compétiteurs). Il déclare après cette performance qu'avec des vents plus soutenus, il semble très probable que le record de la plus grande distance parcourue en 24 h en IMOCA solitaire soit battu par cette nouvelle génération de foiler pendant le Vendée Globe 2020-2021.
Alex Thomson passe l'équateur après 9 jours 23 h 59 min de course, presque 17 h de plus que son record de l'édition précédente. Hugo Boss a traversé sans anicroche à une moyenne de 15 nœuds le redouté pot au noir, moins actif que lors de la Transat Jacques-Vabre 2019 par exemple, où Jérémie Beyou s'était englué pendant 3 jours.

### Descente de l'Atlantique Sud

#### Au travers dans les alizés
Thomas Ruyant remonte et prend la tête pendant le 12e jour de la course. En partie grâce à un décalage de 80 milles dans l'est sur Alex Thomson, mais aussi grâce à un écart de vitesse de plus de 20 milles par 24 h par rapport à Hugo Boss qui semble se confirmer jour après jour dans des conditions particulières déjà rencontrées (vents modérés de 15-20 nœuds et houle inférieure à 2 m). Thomas Ruyant réalise une nouvelle performance de référence avec 515 milles en 24 h le 21 novembre. Le même jour, Alex Thomson découvre des dommages[Lesquels ?] sur la structure de son voilier. Il se déporte de la route directe pour pouvoir réparer, en eaux plus calmes, avec le matériel à bord et repart deux jours plus tard, avec 500 milles de retard sur la tête de course,.
Alors qu'il était encore au contact quatre jours auparavant, Jean Le Cam accuse 300 milles de retard au 13e jour de course, il déclare : « Depuis la fin de la dépression (Theta, au large du cap vert), on est au reaching : c’était un scénario pour les foilers. Au final, je suis bien car ma compétition n’est pas avec les foilers : je suis dans la catégorie "4L", pas dans celle des "Ferrari", mais je me rends compte que mon bolide, que je connais bien, est assez véloce ! ».
Avec les fissures du shaft de foil bâbord de Thomas Ruyant, au 16e jour de course, Charlie Dalin sur Apivia est le seul rescapé à n'avoir pas subi d'avarie majeure parmi les huit IMOCA de nouvelle génération. Si l'ensemble des acteurs de cette course souligne l'accroissement de la performance de ces bateaux, le Vendée Globe s'affirme encore comme une course majeure qui met à l'épreuve la fiabilité des prototypes. Alors que le trio de tête constitué de Thomas Ruyant, Charlie Dalin et Jean Le Cam qui fait encore et toujours de la résistance avec son bateau sans foil et qui tente de se faufiler entre les zones de dévent de l'anticyclone de Sainte-Hélène, un groupe de 6 foilers désormais à plus de 500 milles du leader, choisit de contourner l'anticyclone par l'ouest. Ce mouvement est entamé par Louis Burton et Samantha Davies, qui se placent pour profiter du flux d’Ouest d'une dépression qui doit les porter depuis leur entrée dans les quarantièmes rugissants jusqu'aux îles Kerguelen. Ils sont rapidement rejoint par Yannick Bestaven, Sébastien Simon, Boris Herrmann et Alex Thomson, qui tentent également de venir se placer devant le front.

#### Contournement délicat de l'anticyclone de Sainte-Hélène
Les skippers profitent des dernières heures dans les calmes de l'anticyclone de Sainte-Hélène pour faire le tour de leurs bateaux, vérifier les points d'usure, nettoyer, recharger les batteries avec les derniers ciels bleus, prendre une dernière douche sur le pont, répartir les masses pour le portant qu'ils vont rencontrer dans le grand sud, et pour beaucoup saisir la dernière occasion de bricoler et réparer les avaries qui ne manquent pas de se produire pendant la course: la citation de Michel Desjoyeaux revient parmi les concurrents : « Le Vendée Globe, c'est une emmerde par jour ». Alex Thomson a réduit la voilure pour appliquer une couche de renfort supplémentaire, Thomas Ruyant est monté en haut de son mât pour réparer ses deux girouettes, et vérifier ses drisses, puis a découpé l'extrémité fissurée de son foil bâbord, Isabelle Joschke a fini les réparations sur le balcon arrière de son MACSF. Louis Burton a travaillé sur son vérin de quille et sur une cloison avant explosée, il confie : « Ce break a été bon, parce que les foilers sont invivables dès que ça va vite. On est parti pour trente jours de très grande vitesse, il va falloir réussir à se reposer, ce qui n’est pas évident ; on va se déplacer à quatre pattes, avec des coups de frein intempestifs qui ne sont pas évidents et de l’eau en permanence sur le bateau. Pour ceux qui jouent à l’avant, c’est déjà le début de la bagarre, un vrai combat psychologique durant le mois qui vient, jusqu’au cap Horn ».

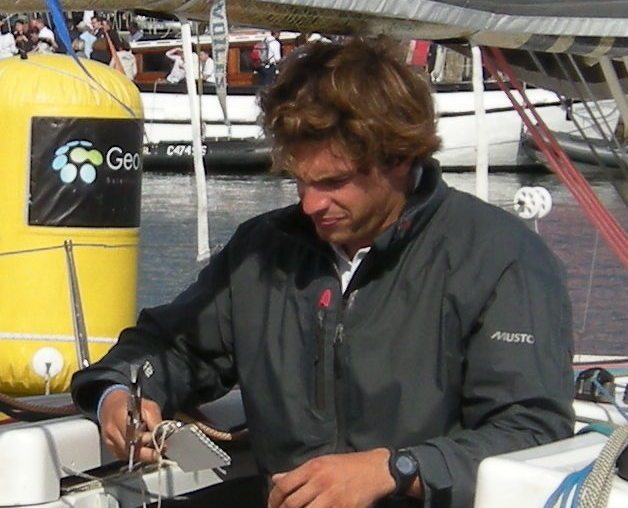
Charlie Dalin double le cap de Bonne Espérance en tête

La météo sur ce segment de l'Atlantique sud, qualifiée de compliquée par Yann Eliès, ne permet pas aux bateaux de cette édition, pourtant plus rapides sur le papier, d'égaler les performances du Vendée Globe 2016-2017. Alors qu'Alex Thomson, 4 ans plus tôt, doublait le cap de Bonne-Espérance en tête en 17 j 22 h 58 min, Charlie Dalin arrive tout juste dans le grand sud. Heureux de « mettre le clignotant à gauche, de voir ses premiers albatros, d'accélérer et de voir le soleil se coucher là où il doit, c'est-à-dire derrière » lui, il doit encore couvrir plus de 1 500 milles avant de doubler la pointe sud de l'Afrique. Au 20e jour de course, Jean Le Cam est en 3e position sur son bateau sans foils, devançant 16 foilers (dont 6 de dernière génération), alors qu'il s'apprête à franchir le cap de Bonne-Espérance pour la septième fois (une fois sur la Barcelona race, une fois avec Tabarly, et le reste lors des Vendée Globe).

#### Aux portes du Grand Sud

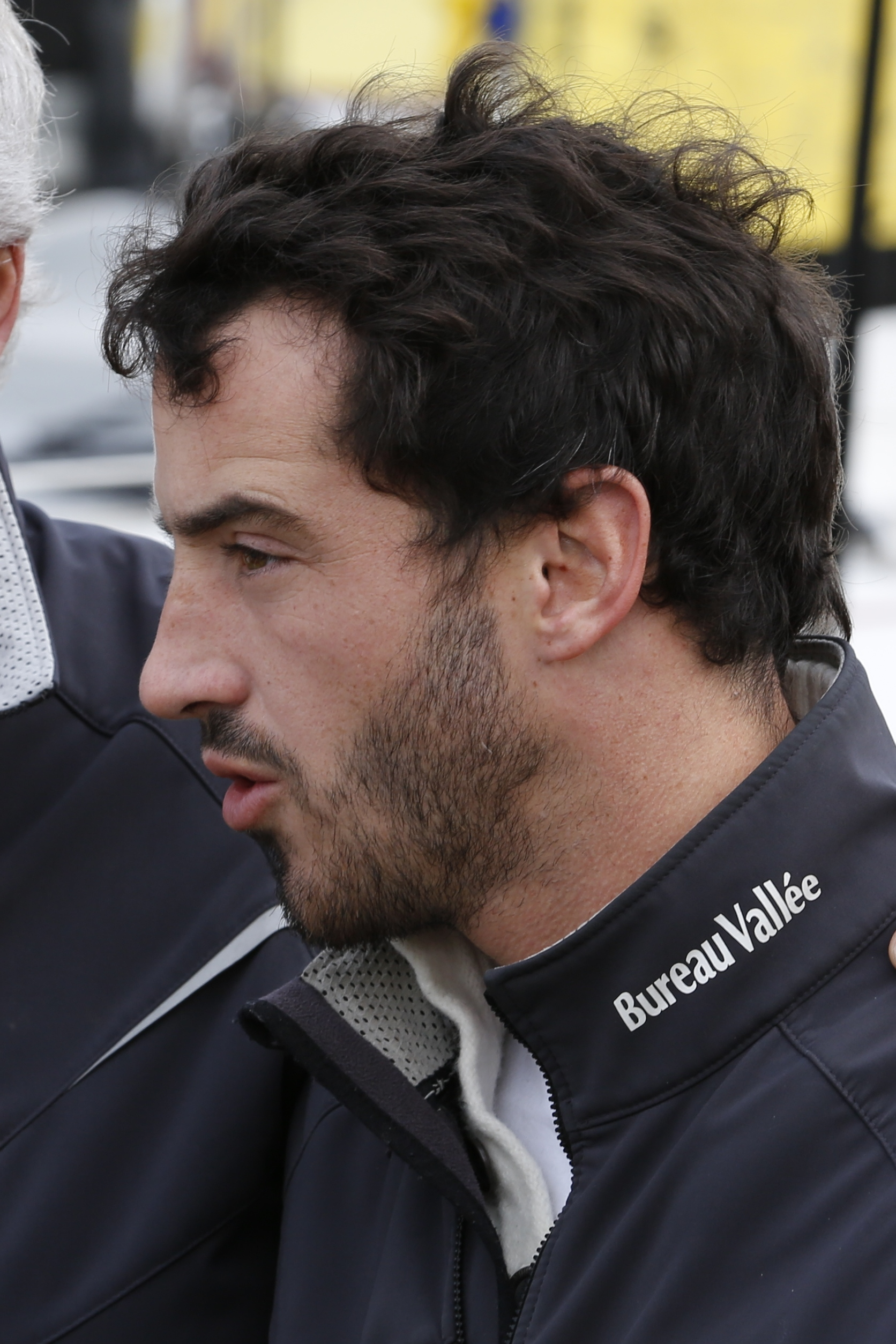
L'option de contournement de l'anticyclone de Sainte-Hélène profite à Louis Burton

Au 20e jour de course, Louis Burton touche les dividendes de son option Ouest précoce, en quelques jours, il a repris près de 300 milles sur le leader Apivia (IMOCA) et 200 milles sur le groupe de poursuivants, dans lequel il s'est hissé aux avant-postes. Plus au sud que le reste de la flotte, il s'offre avant les autres des vents plus soutenus avec de meilleurs angles, et réalise les meilleures progressions sur 24 heures deux jours consécutifs.
Le 1er décembre à 00 h 11 (CET), Charlie Dalin a franchi la longitude du cap de Bonne-Espérance. il a mis 22 j 09 h 51 min. Au même moment, Jean Le Cam recherche encore Kevin Escoffier, dont le bateau a coulé, et qui a dérivé près de 12h dans son canot de survie. À 01h18 (CET), Jean Le Cam parvient à accueillir Kevin Escoffier, sain et sauf, à bord de son bateau Yes We Cam !.

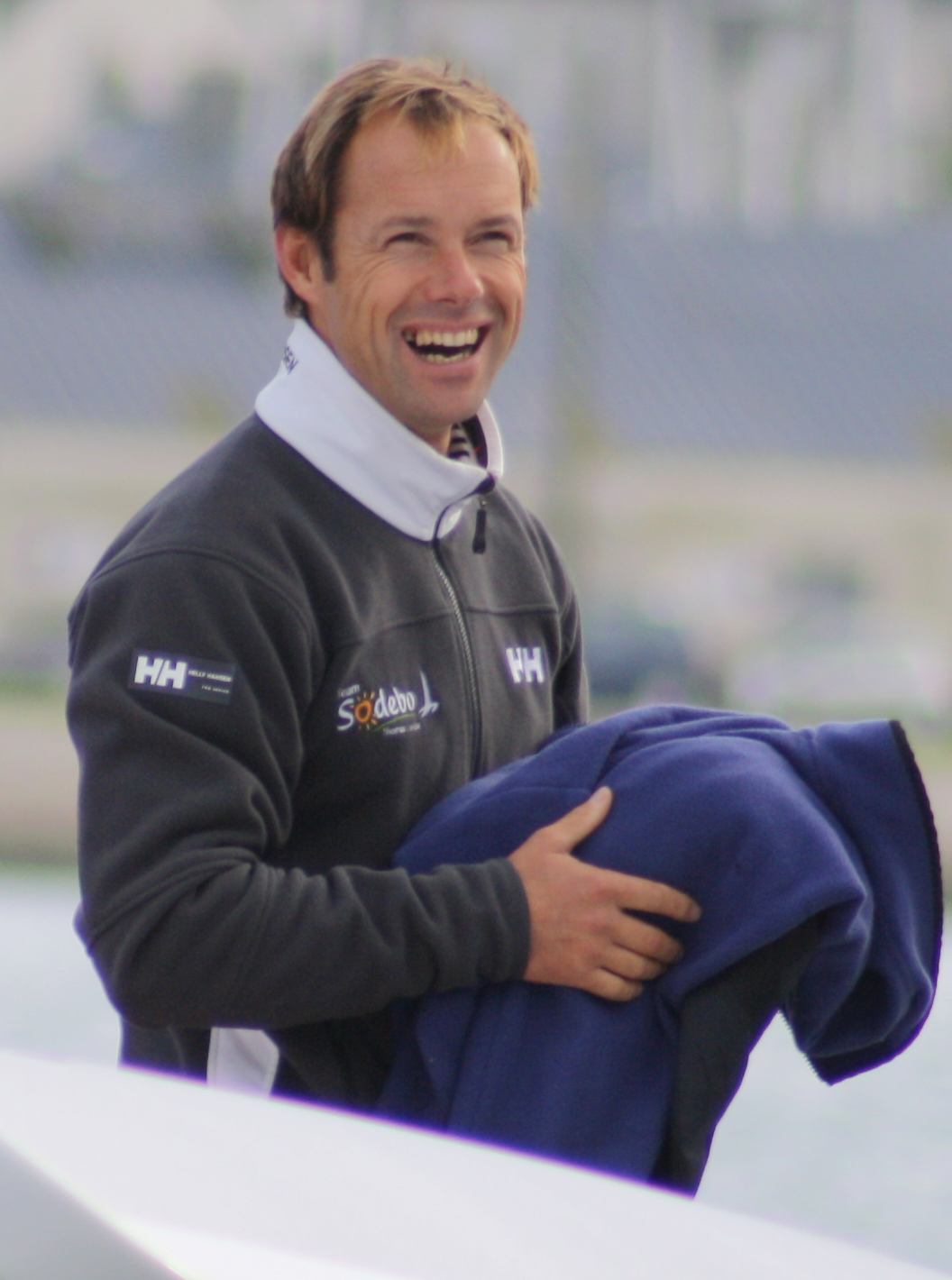
Thomas Coville, a mis 17 jours pour rejoindre la tête du Vendée Globe sous les Îles Kerguelen une vitesse moyenne deux fois plus élevée que les IMOCA.

Le 7 décembre, après 28 jours de course, quatre mousquetaires en foilers franchissent le cap de Bonne-Espérance, Alan Roura (La Fabrique), Armel Tripon (L’Occitane en Provence), Stéphane Le Diraison (Time for Oceans) et Arnaud Boissières (La Mie Câline - Artisans Artipôle). Contraints de rester au nord de la ZEA, ils doivent rester dans la zone d'influence d'un anticyclone particulièrement sud, le vent manque cruellement et aucun des quatre ne parvenait à avancer à plus de dix nœuds. 300 milles plus au sud, Thomas Coville, en plein Trophée Jules-Verne passe quasi simultanément la latitude du même cap de Bonne-Espérance. Moins contraint que les marins du Vendée Globe, Sodebo Ultim 3 choisit de tenter sa chance au sud des glaces signalées autour de l'Archipel Crozet, profitant de conditions beaucoup plus favorables que les marins du Vendée Globe (vents de 20 nœuds, mer bien rangée à l'avant d'un front froid), pour affoler les compteurs. Coville signe une journée record avec 889,9 milles en 24h (37 nœuds de moyenne). Il a mis seulement 12 jours pour laisser à bâbord les quatre foilers IMOCA avec son trimaran Classe Ultime.

### Océan Indien

#### L'Indien fidèle à sa rugueuse réputation

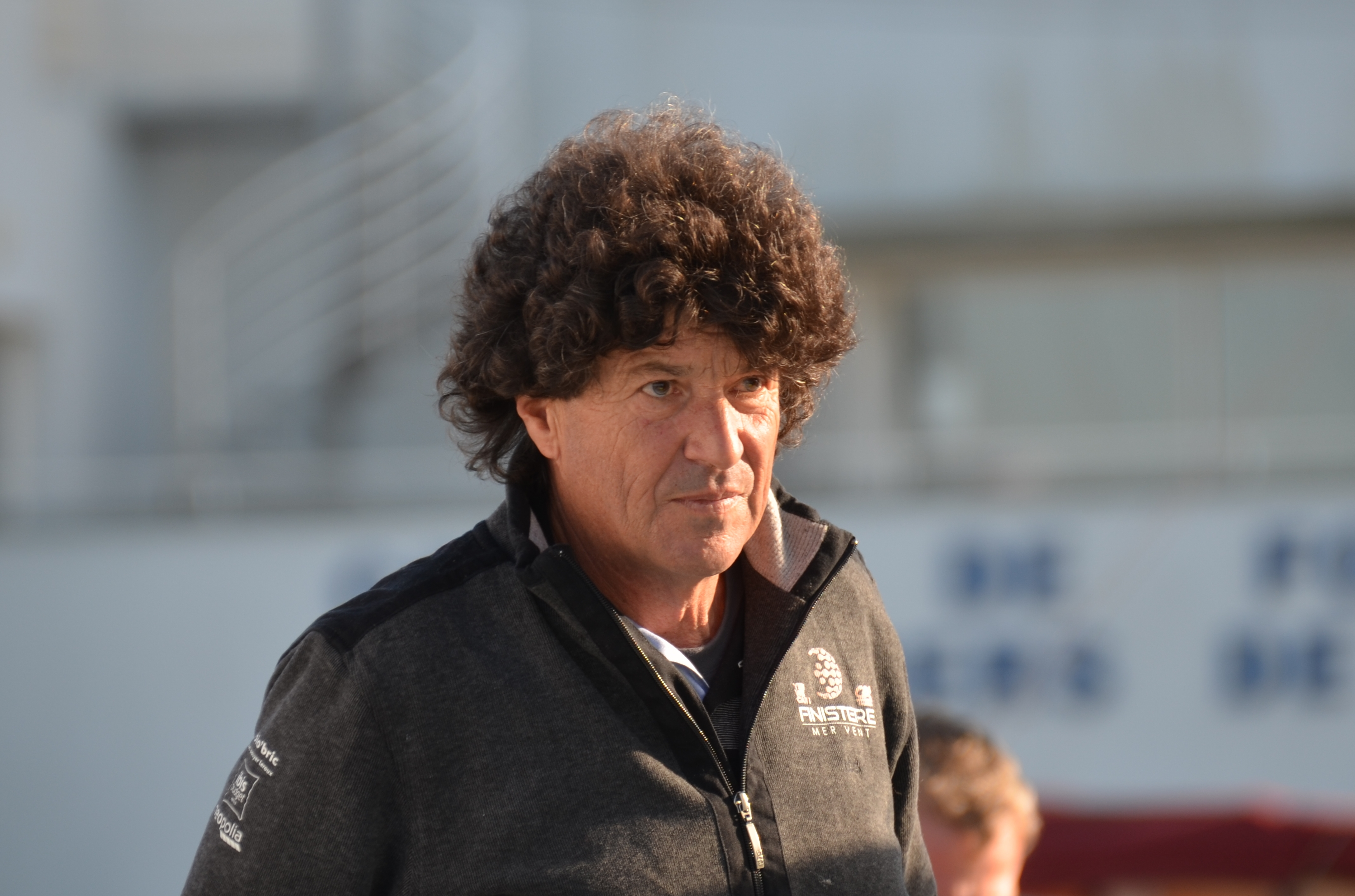
À l'entrée de l'océan Indien, Jean Le Cam, Damien Seguin et Benjamin Dutreux font bien mieux que de la figuration sur leurs bateaux sans foils

Tous les skippers disent avoir été secoués par le naufrage de Kevin Escoffier, certains l'ont aussi été par l’état de la mer, impactant la manière de naviguer de tous. Le leader Charlie Dalin s'estime heureux d'avoir passé sa « première prune » (rafales à 50 nœuds) sans incident, et se prépare à la suivante en passant la moitié de son temps à régler le bateau pour qu’il aille vite et l'autre moitié à le dérégler pour le préserver, pour ralentir, une navigation adaptée au grand sud qu'il découvre.
Le 25e jour de course, Louis Burton continue d'engranger les bénéfices de ses choix (il a été le premier dans l'Atlantique à choisir de partir dans l'ouest, puis colle au plus près de la ZEA depuis plusieurs jours). Alors qu'il pointait à 700 miles d'Apivia il y a une semaine, il est revenu à moins de 200 miles du leader, sur une route plus sud, donc plus courte, avec des vents plus forts, mieux orientés. Il s'empare de la 2e place devant Thomas Ruyant. Ce dernier, privé du foil bâbord qu'il a du couper une semaine auparavant, réapprend à manœuvrer son oiseau handicapé qui ne peut plus voler, et qui semble faire plusieurs tonnes de plus sur le mauvais bord. C’est surtout dans le vent medium qu'il est très pénalisé tribord amure.
Olivier de Kersauson, dans son ouvrage Ocean's Songs (Le Cherche Midi, 2008), qualifiait l'« Indien » d'« auberge à punaise pour le marin… une contrée sans nuance où l'homme se recroqueville sur lui-même pendant de longues semaines… le pays de la souffrance, le pays des vents mauvais ». À l'aube du 27e jour de course, les skippers le décrivent comme « défoncé », « mal pavé », « chaotique », « démonté », « invivable », les skippers du groupe de tête concèdent tous ajuster le curseur performance/sécurité pour « préserver la monture » et espérer « terminer le tour du monde ». Alors qu'il croise Damien Seguin sur Apicil à portée de VHF au milieu de l'océan Indien, Jean Le Cam, qui traverse les parages en course sur IMOCA pour la 6e fois, déclare qu'il n'a jamais rencontré de conditions aussi extrêmes.
Yannick Bestaven offre les images de ce qu'il appelle une « ambiance sous-marin » avec un bateau « constamment balayé par les eaux » où il doit se limiter aux « gestes essentiels et vitaux » : « Même manger est compliqué, il suffit d’un choc et toute la nourriture se retrouve dans le bateau donc il faut ramasser avec les mains, manger avec les mains par terre. Ça te fait constamment valdinguer d’un bord à l’autre du bateau. Tu n’as plus d’hygiène, tu n’as plus rien. C’est une vie de sanglier. C’est dur physiquement et moralement de vivre dans un tambour de machine à laver en carbone. » Il ne compte plus les fois où il a été projeté depuis sa bannette contre la cloison du mat dans les plantés du bateau. Damien Seguin, bizuth de cette édition, envie l'expérience de ses pairs qui leur permet d'optimiser et d'anticiper les choix complexes de voiles, de trajectoires en tenant compte de conditions où on ne peut plus manœuvrer ou régler aussi souvent qu'on le souhaite. Dans le grand sud, il peut arriver que les conditions de mer dictent le rythme, « quand tu ne peux même plus faire bouillir de l'eau ni dormir », il y a un moment où pour tenir sur le long terme, les besoins essentiels prennent le pas sur la course et où ralentir le bateau devient incontournable autant pour le marin que pour sa monture.

#### Le cap Leeuwin
Après de longs jours avec une mer digne de l'indien et des vents forts éprouvants pour les marins, la mer se calme, un peu trop même puisque l'anticyclone des Mascareignes s'impose sur l'Océan Indien d'est en ouest, jusqu'à la ZEA au sud. La météo plus douce permet d'abord un regroupement des 11 bateaux de tête en moins de 500 milles au 36e jour de course, alors que le leader Charlie Dalin franchit la longitude du cap Leeuwin (dans un temps comparable à celui de Michel Desjoyaux lorsqu'il menait la course 12 ans plus tôt). La bulle anticyclonique repousse les dépressions dans le Sud et menace d'engluer les poursuivants, les contraignant à flirter avec la ZEA. Le trio de tête constitué alors de Thomas Ruyant et Yannick Bestaven et du leader, touche suffisamment de vent pour prendre de nouveau le large lors du 37e jour de course, plongeant vers le sud rendu accessible sous l'Australie grâce aux modifications de la ZEA par la direction de course quelques jours plus tôt. Samantha Davies annonce que les réparations de ses avaries lui permettent de reprendre la mer, hors course, mais avec l'objectif de boucler malgré tout le tour du monde. Elle quitte la ville du Cap avec dans le viseur Ari Huusela, alors dernier concurrent encore en course à avoir doublé le cap de Bonne-Espérance.
La météo, le hasard et la topographie de la ZEA conduit à une situation étonnante : au 38e jour de course, cinq concurrents sont en régate au contact. Au classement du 15 décembre 11hUTC, Jean Le Cam, Benjamin Dutreux, Boris Herrmann, Damien Seguin et Louis Burton pointent tous les cinq entre 421,6 et 422,5 miles du leader... Moins d'un mille d'écart après 13000 milles parcourus ! Les skippers se parlent à la VHF, se filment mutuellement (Louis Burton filme Boris Herrmann avec son drone, les alarmes AIS clignotent, certains skippers s'amusent de peiner à trouver le sommeil redoutant une collision, au milieu de ce désert nautique. Ce club des cinq poursuivants, brièvement bloqués dans une molle, en profitent pour faire le tour de leur bateau et réduire la liste des travaux urgents. Boris Herrmann répare ainsi un hydrogénérateur qu'il ne pensait pas pouvoir toucher avant le cap Horn, en un 360 avec sa caméra, il filme ce club des 5 groupés sur quelques centaines de mètres et déclare: "il fait beau, soleil et ciel bleu, il ne fait plus froid (17 °C par 47°sud). Je ne savais pas qu’il y avait des journées comme ça dans le Sud ! Il y a une petite houle, 10 nœuds de vent, c’est génial !".

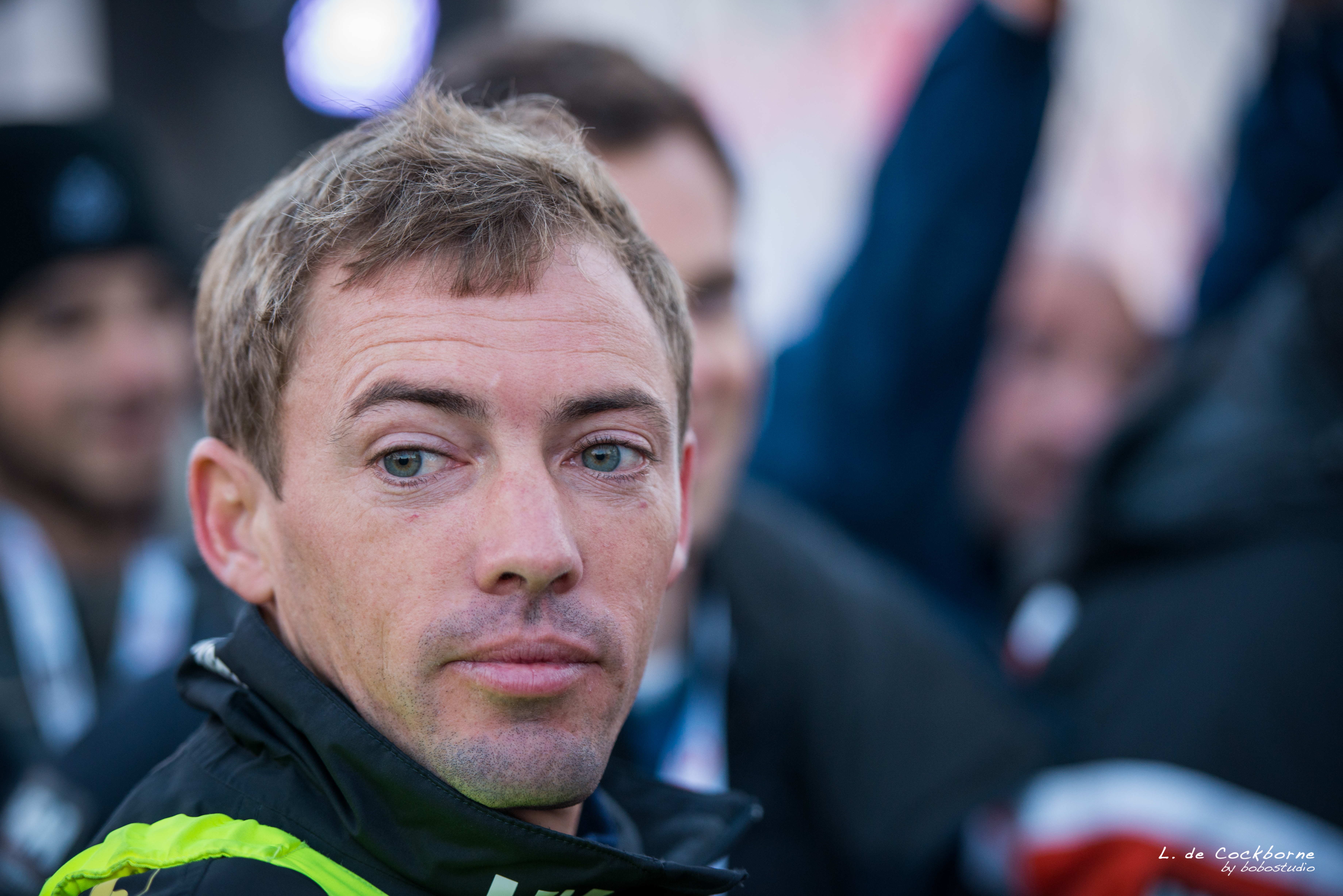
Thomas Ruyant reprend la tête après le passage du cap Leeuwin...

Au 38e jour, une avarie de foil survient sur le bateau de tête APIVIA, Charlie Dalin parvient à trouver une solution mais perd sa 1re place, d'abord au profit de Thomas Ruyant, puis de Yannick Bestaven. Ce dernier avait plus de 50 milles de retard au cap de Bonne-Espérance, encore 350 milles derrière APIVIA au milieu de l'indien. Yannick Bestaven a accumulé de nombreuses premières places aux classements des "dernières 24h" depuis la sortie de la partie dure de l'Océan Indien avant de devenir le neuvième leader de ce Vendée Globe. Alors qu'il racontait avoir souffert dans la première partie de l'Indien, il se prépare à aborder l'Océan Pacifique avec un bateau qui semble moins marqué par les avaries que ses concurrents.

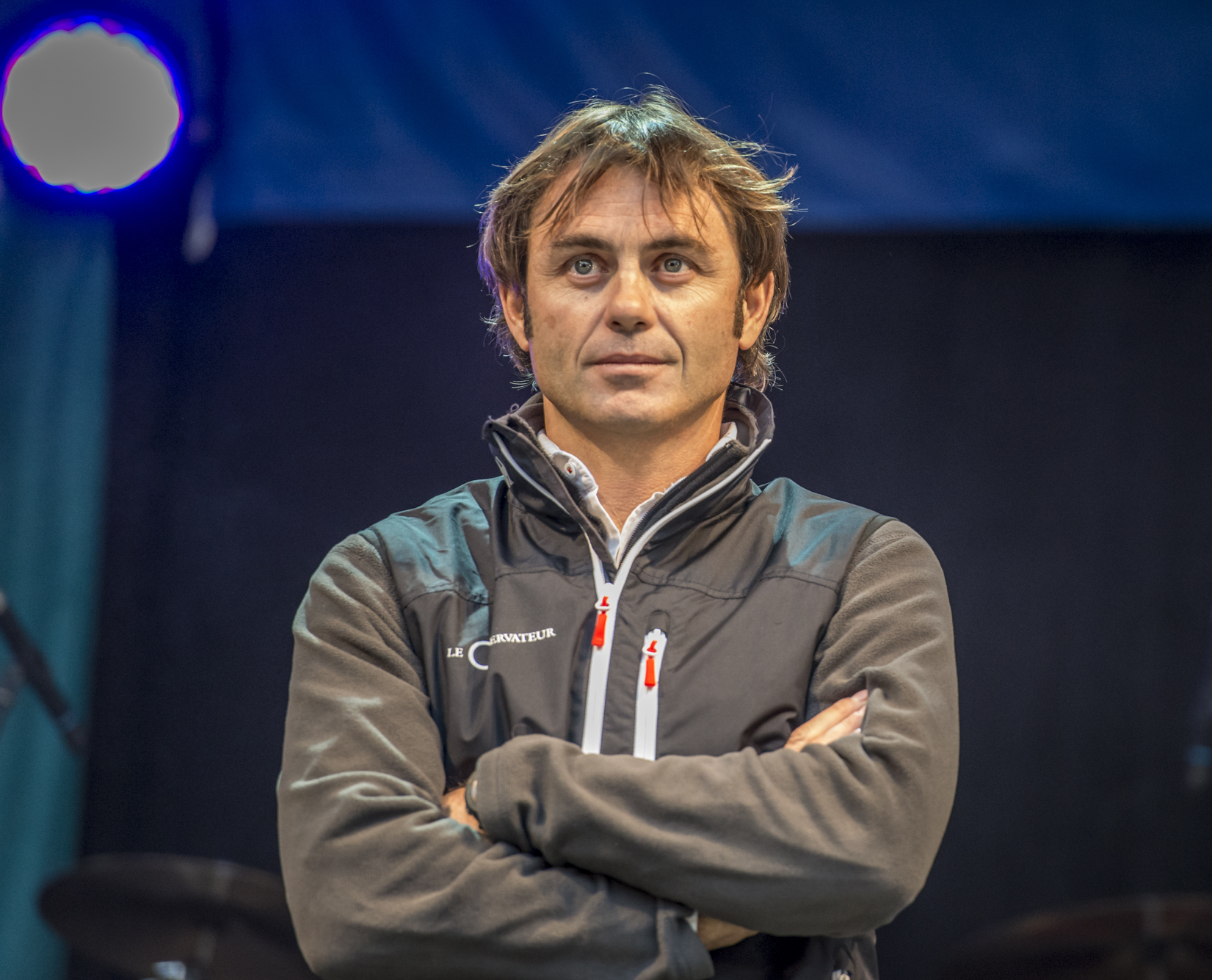
Avant de céder cette 1re place à Yannick Bestaven.

Jean Le Cam continue à faire des étincelles : 24 heures après le regroupement du club des cinq (régate à vue), dans des conditions de mer donc très comparables, il a distancé ses 4 compères et pris respectivement 25 milles et 50 milles aux foilers de Boris Herrmann et Louis Burton. Du beau travail avec son voilier Yes We Cam! sans foil lancé en 2007! Damien Seguin et son bateau sans foil de même génération APICIL louait quelques jours plus tôt l'aide et le riche partage d'expérience qu'il avait trouvé dans le chantier de préparation mené de concert avec Jean Le Cam (les deux bateaux sont restés plusieurs semaines immédiatement voisins sur le même chantier). Leur objectif principal visait à simplifier pour alléger, fiabiliser et faciliter la navigation pour leurs cas particuliers respectifs (Damien Seguin est né sans main gauche, et Jean Le Cam est le doyen de la compétition avec 62 tours autour du soleil au compteur).

### L'océan Pacifique
Au 41e jour de course, alors que la tête de la flotte en termine avec l'océan Indien en passant au sud de la Tasmanie, la direction de course fait savoir que les images satellites radar recueillies par CLS (Collecte Localisation Satellites) qui observe la dérive des glaces, ont permis d'abaisser la Zone d’exclusion antarctique : onze points GPS sont modifiés jusqu'au niveau du point Nemo, le point de la planète le plus éloigné de toute terre émergée. Un abaissement maximum de 100 milles par rapport aux points GPS initiaux, réduisant donc le parcours de 24 410 milles à 24 354 milles. La direction de course a prévenu toute la flotte dans les délais prévus, alors que bientôt toute la flotte naviguera sous les cinquantièmes hurlants.
Après plusieurs séquences météo délicates dans l'Atlantique sud et dans l'océan Indien, l'océan Pacifique ne s'annonce pas beaucoup plus accueillant. Alors que la tête de la course l'aborde avec près d'une semaine de retard par rapport au parcours d'Armel Le Cléac'h en 2016, les skippers doivent gérer une bulle anticyclonique qui les force à louvoyer en bordure de la ZEA, avec des vents variables, plutôt faibles et rarement dans la direction idéale. Jérémie Beyou rappelle que l'édition 2016 avait connu des conditions météo exceptionnellement favorables, permettant d'établir de nombreux records, pour le Vendée Globe, mais aussi pour le Trophée Jules-Verne (gains de performances pour Francis Joyon de 30 à 40 % par rapport au record précédent). Des simulations de durée pour les bateaux de nouvelle génération ont été établies avant le départ, les conditions de cette édition sont tellement atypiques que le tempo actuel est plus lent que les prévisions les plus pessimistes. Alors que les bateaux de tête sont proches de la mi-course, les équipes qui ont fait le choix d'approvisionnement de nourriture et de consommables au plus juste pour alléger le bateau, ont d'ores et déjà établi des plans de rationnement pour pouvoir tenir jusqu'à l'arrivée d'une course plus longue qu'espérée (Alex Thomson disait n'avoir embarqué que 59 jours d'avitaillement, alors que Thomas Ruyant en annonce 80 et Charlie Dalin 76). Sur certains bateaux, des avaries réduisant l'autonomie rendent la situation encore plus complexe.
Après un long épisode de bulle anticyclonique, de marais barométrique, de mer d'huile et de ciels azurs, qui a permis aux poursuivants de se rapprocher du trio de tête, le cinquantième jour de course voit le rétablissement de conditions météo plus classique dans les cinquantièmes hurlants. Le leader Yannick Bestaven est le seul qui peut espérer se maintenir à l'avant de la dépression qui fond sur un peloton exceptionnellement compact de 14 concurrents. Ses 13 poursuivants se trouvent plus à l'arrière de la dépression, avec une mer croisée et désordonnée qui grossit.
Yannick Bestaven détient la 1re place depuis 18 jours, alors qu'il double le cap Horn en 55 jours et 22 min. Au 53e jour de course, Yannick Bestaven et Charlie Dalin cravachent pour rester devant le front froid d'une dépression qui descend vers le sud, ils réussissent à profiter de vents forts et de conditions de mer encore maniables pour aligner des journées à près de 20 nœuds de moyenne et faire le break avec leurs poursuivants. Bestaven double son premier cap Horn après 55 jours et 22 minutes de course. Le « Cap dur » ne déroge pas à sa réputation et même s'il est resté prudemment à distance du rocher mythique pour éviter le plateau continental et la houle qui y déferlaient, Bestaven parle du coup de vent le plus impressionnant de sa carrière avec des rafales a 60 nœuds : "C’était Nazaré en continu, ce matin, je me croyais en surf tracté. C’était énorme, je pense qu’il y avait bien huit mètres, parfois dix mètres de vague". Bestaven a mis 8 jours de plus qu'Armel Le Cléac'h lors de l'édition 2016, et passe dans un temps similaire aux performances de Michel Desjoyeaux en 2008 et Vincent Riou en 2004.
Charlie Dalin, dépassé par le front, accuse alors 158 miles de retard. Le reste des poursuivants est encore à plus de 500 milles du dernier des trois caps du Grand Sud.

### Remontée de l'Atlantique Sud
L'extrémité sud de la cordillère des Andes constitue une barrière permanente de plusieurs milliers de mètres d'altitude, perturbatrice pour les vents dominants d'ouest. Sous le vent de cette chaîne montagneuse, sur 200 à 500 milles, les vents sont tourbillonnants, instables en direction et en intensité et nettement plus faibles que dans l'entonnoir du passage de Drake.
Les concurrents du Vendée Globe font en quelques heures la transition d'une navigation de survie dans des conditions extrêmes de vent, de houle et d'isolement, à une ambiance de régate sur des eaux plus calmes avec des zones de dévents d'où ils doivent saisir le moindre souffle pour pouvoir s'extirper. Les marins les plus lucides profitent des pétoles pour faire le tour du bateau, réparer ce qui ne pouvait l'être dans le grand sud, et préparer le bateau pour qu'il donne de nouveau tout son potentiel. La prudence et la retenue étaient de mise dans les mers inhospitalières, rugueuses et désertes du Sud. La proximité d'éventuels secours jusqu'à l'arrivée et les conditions de mer et de vent moins extrêmes permettent de déplacer le curseur de préservation du bateau, et de sacrifier des marges de sécurité pour tirer un maximum de performance du bateau.
Le 5 janvier, ce sont pas moins de 9 navigateurs solitaires qui doublent le cap Horn en course en 24 h, de Thomas Ruyant, en 3e position, à Isabelle Joschke en 11e position, moins de 800 milles derrière Yannick Bestaven (parmi eux, il y a encore quatre bateaux sans foils mis à l'eau en 2007 qui font mieux que tenir tête aux bateaux de dernière génération). Lors de l'édition 2016, le retard de Thomson (2e) sur Le Cléac'h atteignait 820 milles, et il s'en était fallu de seulement 16 h pour que le Britannique l'emporte aux Sables malgré un foiler amputé. Sur cette édition, le 14e cap-hornier accuse moins de 5 jours et 1289 milles de retard sur Yannick Bestaven ; lors de l'édition précédente, le 14e Didac Costa avait doublé le cap Horn avec 28 jours de retard sur le leader Armel le Cléac'h, qui était alors déjà arrivé aux Sables à 7 000 milles.

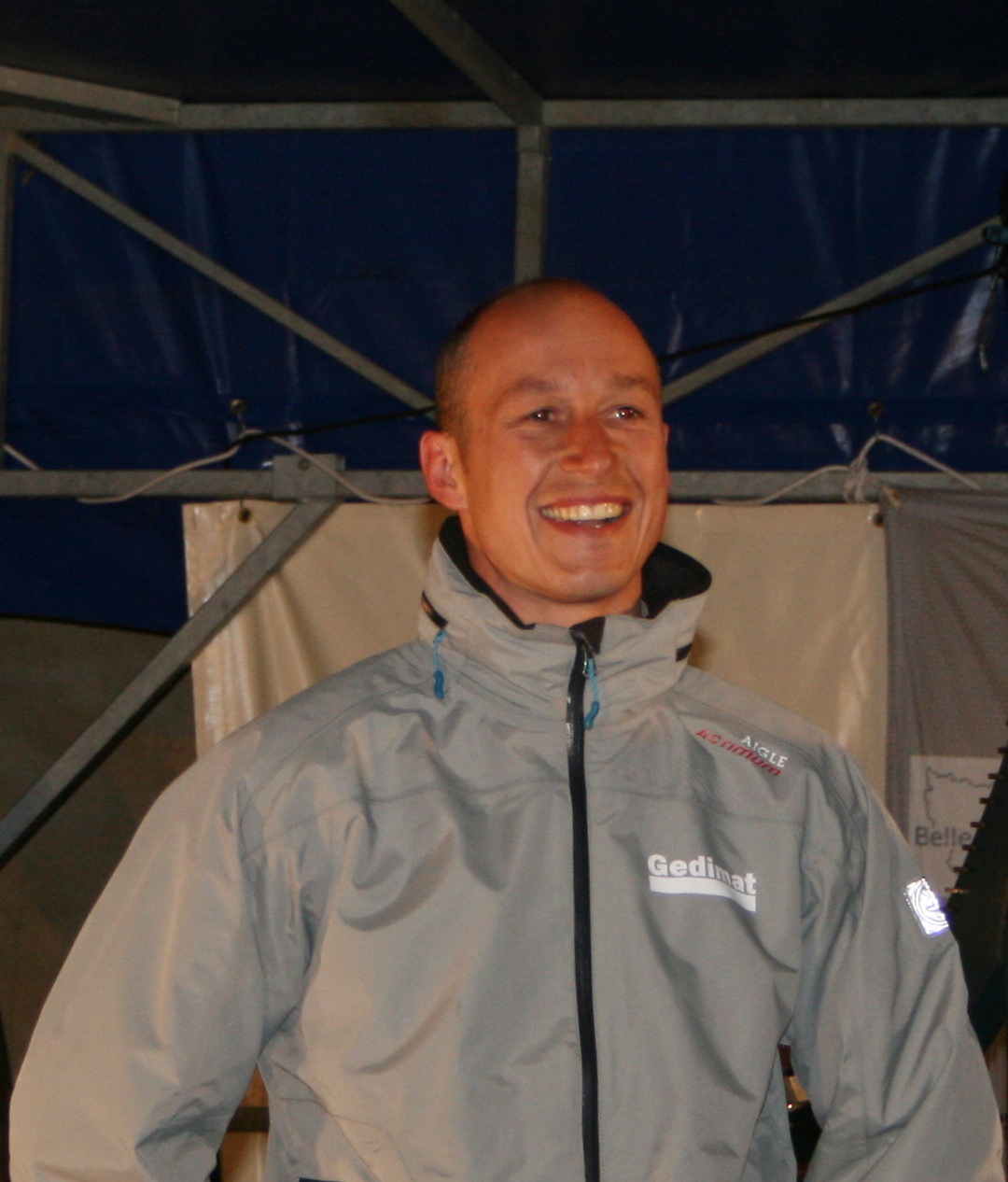
Armel Tripon 13e au cap Horn à 1013 milles du leader au 59e jour de course, il lui a repris plus de 1000 milles depuis l'équateur.

Trois autres concurrents suivent de près les onze premiers cap-horniers, parmi lesquels L'Occitane en Provence mené par Armel Tripon, un foiler de dernière génération considéré comme ayant un des plus forts potentiels. Depuis l'équateur, il aligne des temps remarquables dignes du potentiel de son bateau et il a rattrapé près de 1 000 milles du retard dû à ses déboires trois jours après le départ. Il vient grossir le peloton exceptionnellement fourni de ceux qui peuvent raisonnablement viser une place sur le podium. Cette édition 2020 est donc plus disputée que jamais au moment où les 14 cap-horniers se lancent à l’assaut de l’Atlantique.

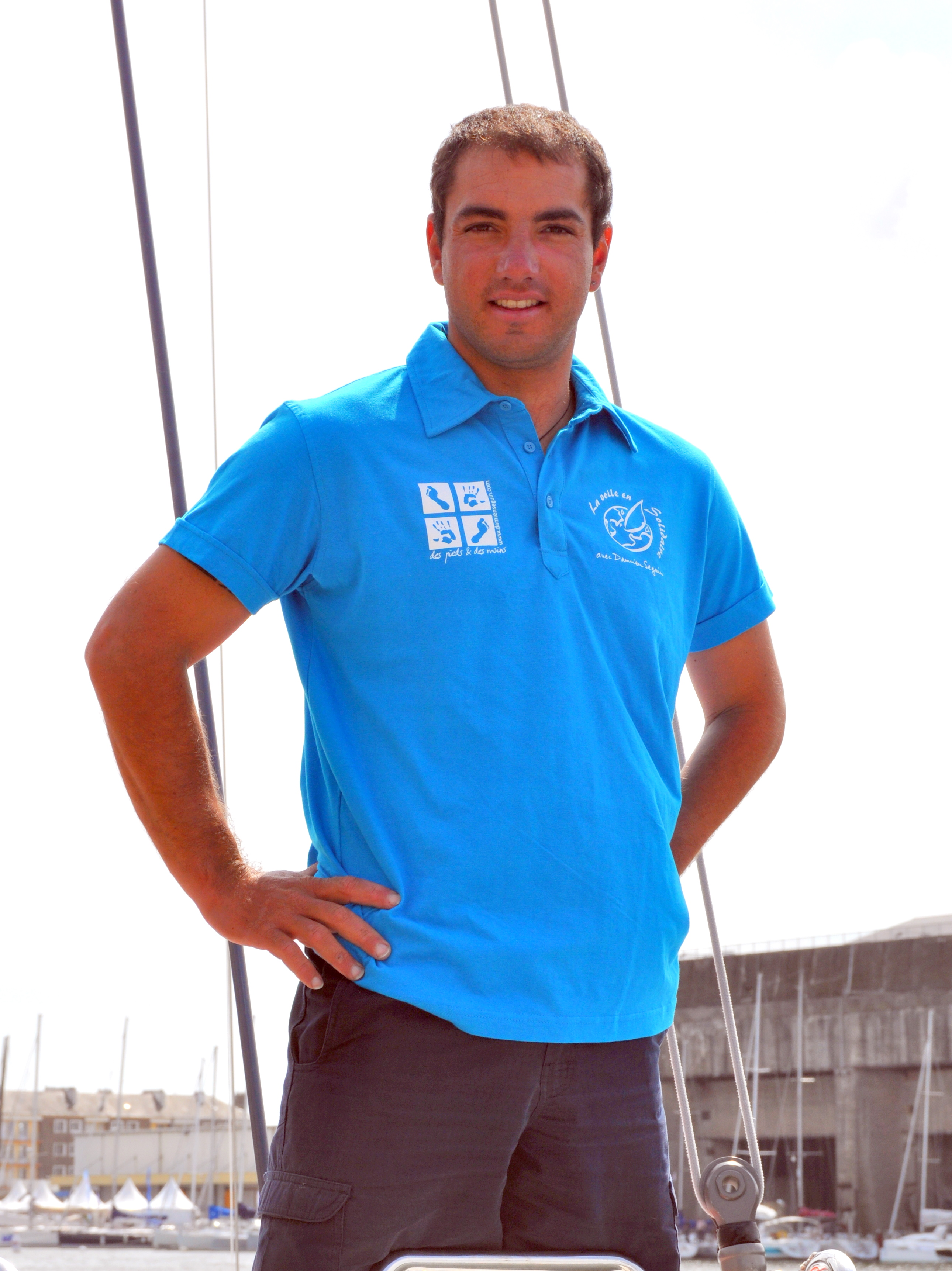
Damien Seguin, 2e à 280 milles du leader au 61e jour de course, fait partie des quatre skippers au bateau sans foil dans les dix premiers du classement.

Certains ont souffert plus que d'autres dans les derniers hurlements des vents du grand sud, mais tous soulignent leur soulagement d'en finir avec le grand sud, et même Jean Le Cam qui franchit le cap Horn pour la 7e fois en course confie : « ça c’est fait et c’était pas gagné », « C’était la misère. Une mer tordue dans tous les sens. C’était une situation vraiment dingue. Je n’avais jamais vu ça. Il y avait des systèmes météo qui passaient nord-sud au lieu des dépressions habituelles d’est en ouest, avec des vents très opposés, ce qui donnait des mers hallucinantes. Je suis content d’être sorti de là. C’était la totale ! ».

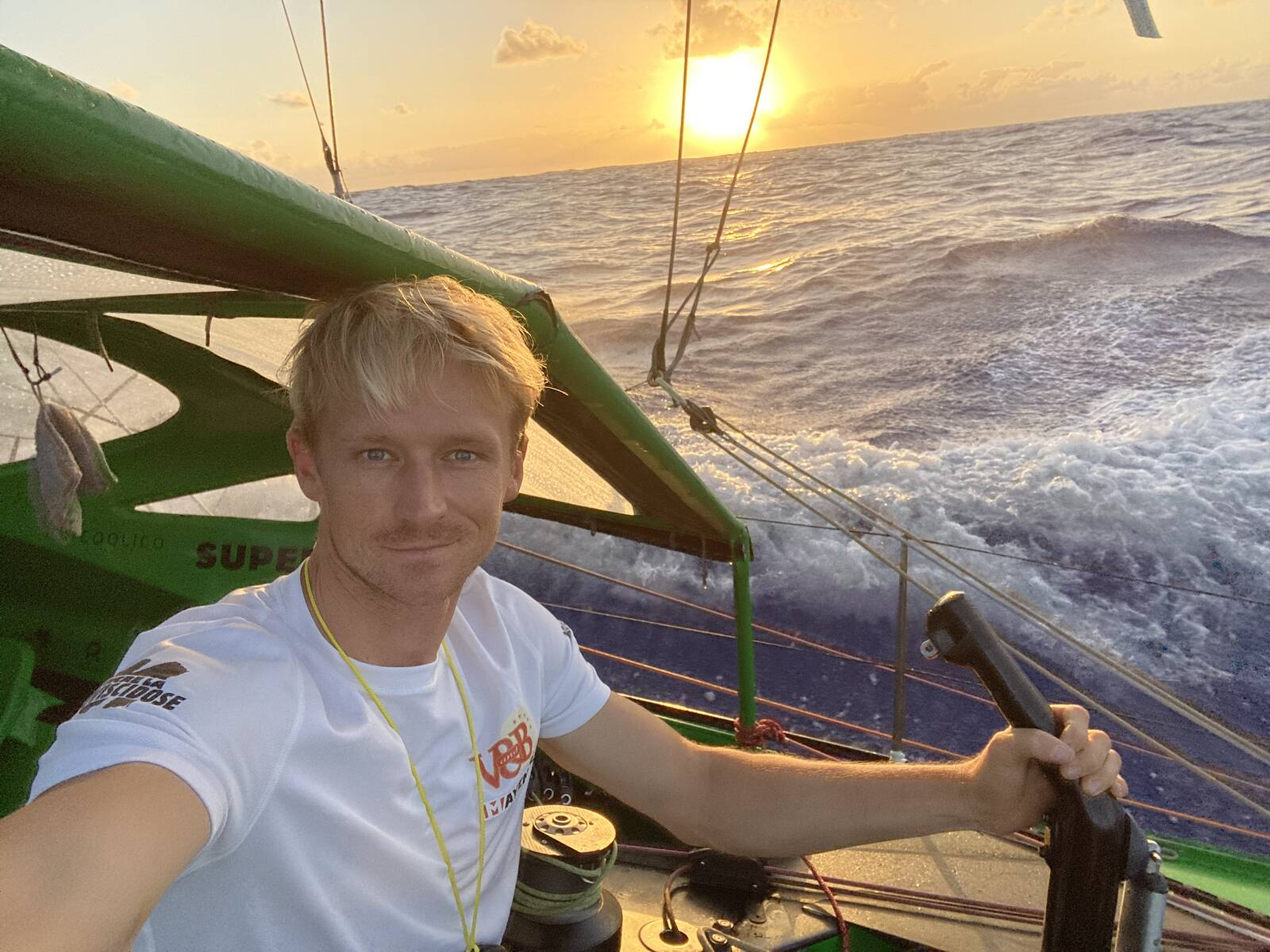
Maxime Sorel, dixième sur son bateau sans foil, n'est qu'à 642 milles de Yannick Bestaven au 61e jour de course.

La faible fréquentation maritime de la zone du cap Horn n'a pas conduit à développer des modèles météo très sophistiqués et les prévisions manquent souvent de fiabilité. Les paris et les choix de routages à ce stade du parcours sont souvent lourds de conséquences. Les prévisions n'augurent pas une météo plus sympathique après le Horn qu'elle ne l'a été pour une traversée du grand sud qualifiée par Sébastien Josse d'exceptionnellement difficile pour cette édition. Charlie Dalin résume ainsi : « la situation n’est pas simple, la descente de l'Atlantique n’a pas été simple, le sud n’a pas été simple… c’est cohérent, on reste dans le thème ! » Yannick Bestaven choisit l'option Est, à l'écart de la route directe, mais aussi à l'écart des dévents et des conditions instables et imprévisibles du sud des côtes argentines. Il est suivi par Charlie Dalin et Damien Seguin. Thomas Ruyant tente un coup en se frayant un passage dans le détroit de Le Maire sur une route passant au nord des îles Malouines qui lui permet, au 60e jour de course, de devancer Charlie Dalin à qui il concédait 340 milles trois jours plus tôt.

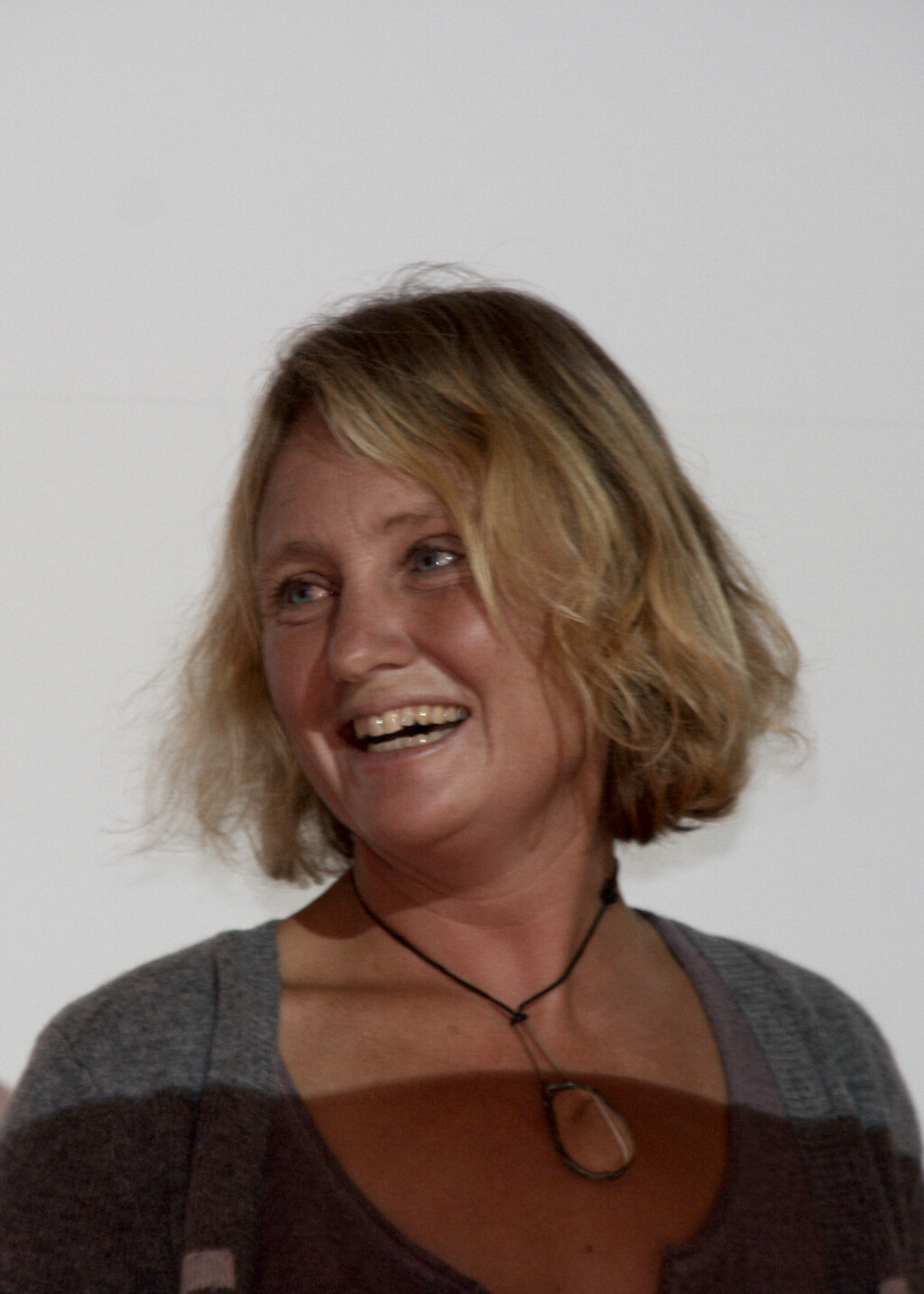
Par 55° S, profitant d'un très relatif répit (25 nœuds de vent et 6 m de creux), Pip Hare réussit l'exploit salué par de nombreux concurrents de remplacer un safran dont la mèche a rompu.

Pip Hare réussit l'exploit salué par de nombreux concurrents de remplacer un safran dont la mèche a rompu, par 55°sud, profitant d'un très relatif répit (25 nœuds de vent et 6 m de creux). Avec un sourire retrouvé, elle déclare : « Quand on est seule au milieu d'un océan, il n'y a pas d'option facile. Vous devez affronter chaque problème et trouver la solution de l'intérieur. Cette course met au défi chaque aspect de ce que signifie être un être humain. À tous les niveaux, nous sommes obligés de réaliser et de faire des choses extraordinaires. Chaque partie de mon corps me fait mal. J'ai les articulations ensanglantées sur chaque doigt, des bleus sur toutes mes jambes et j'ai découvert des muscles dont j'ignorais l'existence, mais oui ! le nouveau safran est en place et Medallia est de retour dans le jeu. »
Au 61e jour de course, l'élastique se tend au bénéfice de Yannick Bestaven, qui possède alors 439 milles d'avance sur son second Thomas Ruyant. C’est alors le plus grand écart enregistré entre le premier et le deuxième depuis le début de la course. Le leader modère son enthousiasme et déclare : « Il faut garder la tête froide parce que je vais reperdre beaucoup (…) Je crois que personne ne sait vraiment comment ça va se passer, mais il va falloir être dessus, très attentif, ce sera du gagne petit, comme en Figaro ». Les zones sans vent, les prévisions imprécises et parfois contradictoires, la proximité des côtes (pêcheurs, filets dérivants, plateformes pétrolières, parcs éoliens…), les courants et les vents majoritairement contraires que les premiers s'attendent à rencontrer ne leur rendent pas la tâche facile.

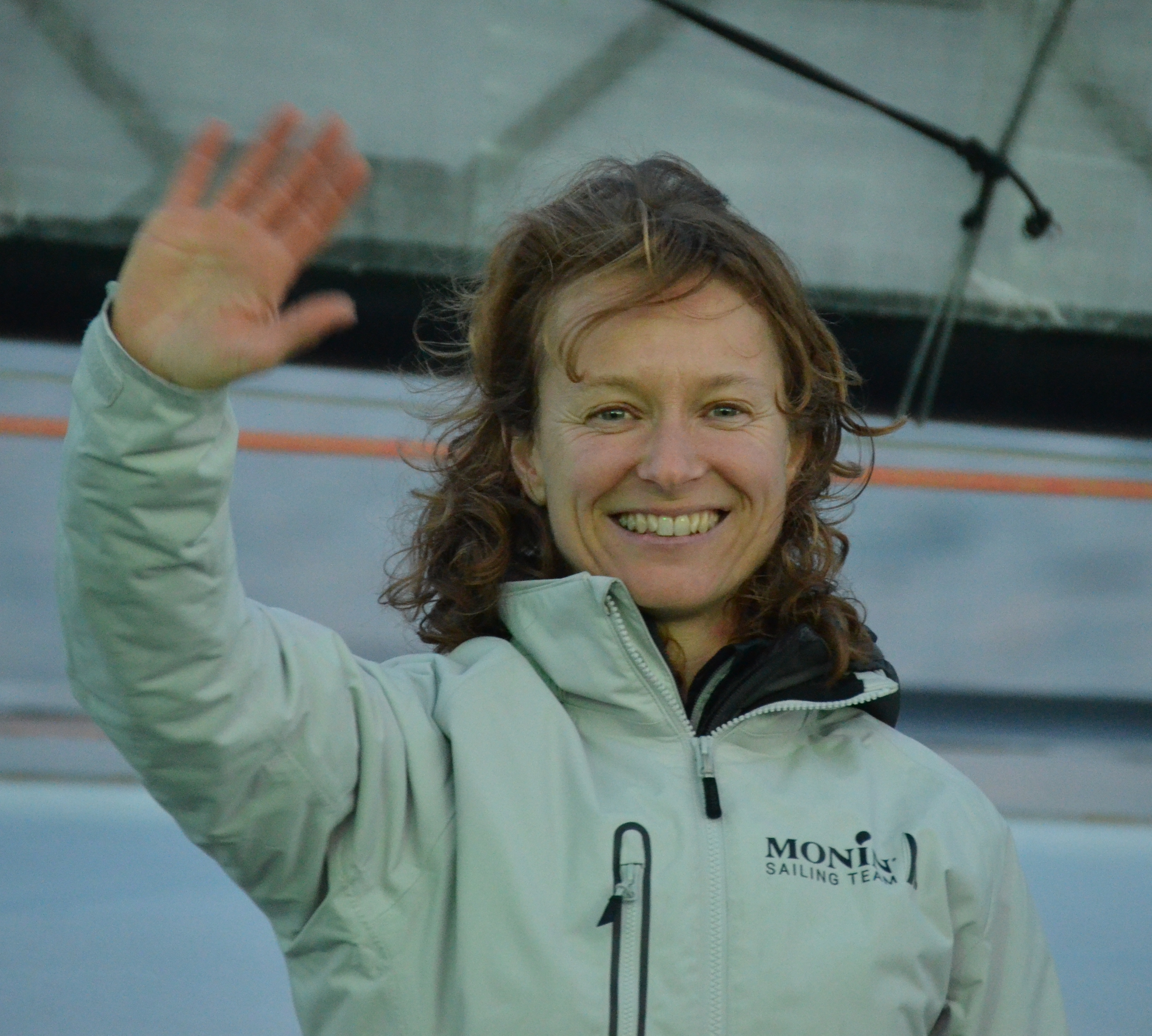
Malmenée par une violente dépression, Isabelle Joschke est contrainte à l'abandon après la rupture de la fixation de secours de sa quille.

Alors que la moitié de la flotte navigue encore dans les cinquantièmes hurlants, dans des conditions très variables (Beyou mentionne des claques à 60 nœuds, puis une pétole à 8 nœuds 36 h plus tard), tous souffrent du froid, de tempêtes de neige ou de grêle dans les grains. Au même moment, Yannick Bestaven a chaud (air et mer à 25 °C par 35° sud) et Damien Séguin traverse un front froid, passant brutalement « de 12° à 20°C » par 42° sud.
Comme c'est le cas sur pratiquement tous les segments de cette édition, la météo n'est pas propice aux records, sur un chemin semé de bulles anticycloniques erratiques, avec des relevés et des modèles de prévisions imprécis, contradictoires et peu fiables, l'élastique se détend et se retend.
Au 65e jour de course, malgré treize virements de bord effectués en un peu plus de 36 heures, Yannick Bestaven voit Charlie Dalin décalé de 150 milles dans son est lui reprendre la première position qu'il détenait depuis 27 jours. Dalin accusait un retard de plus de 400 milles 3 jours plus tôt. Le dixième, Maxime Sorel, n'est qu'à 420 milles derrière. L'Atlantique Sud recèle aussi des dépressions redoutables, à l’image de celle qui a malmené Maxime Sorel et entraîné l’abandon d’Isabelle Joschke, ainsi que de celle qui fait vivre à Armel Tripon sa « pire session du Vendée Globe ». À ce stade de la course, le taux d'abandon n'est que de 21 % (7 concurrents sur 33), mais il reste près de 5 000 milles à parcourir pour le premier, et la moitié de la flotte n'a pas encore atteint le cap de délivrance qu'est le Horn.

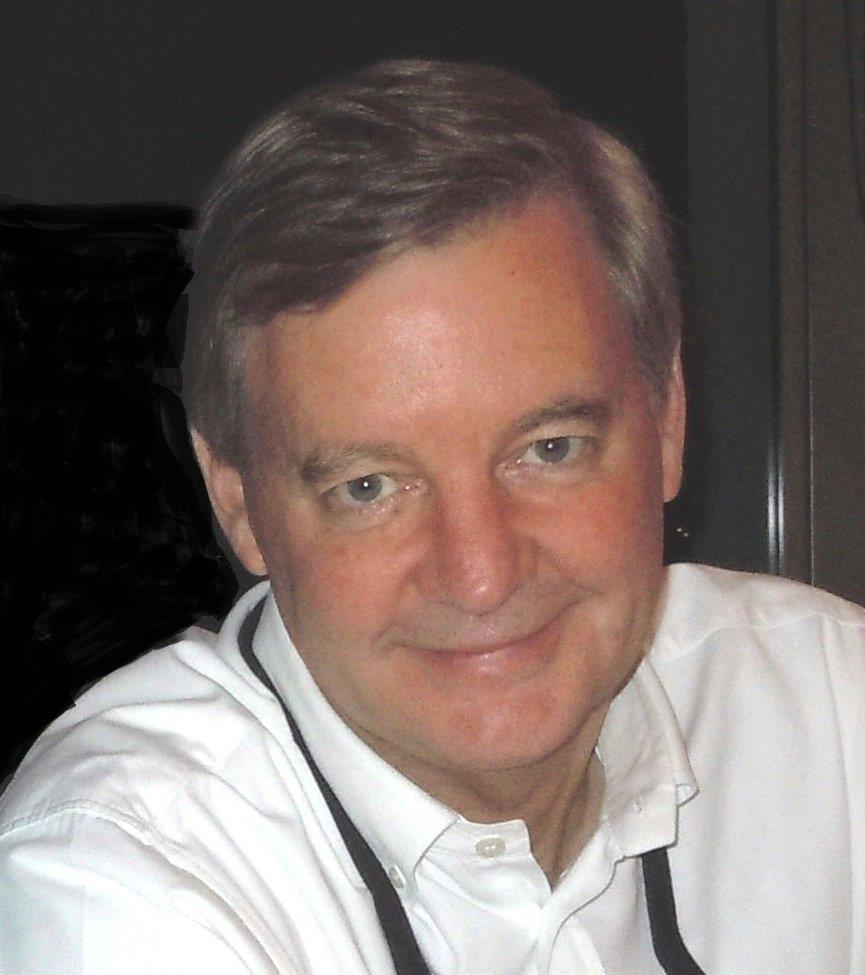
Tom Ehman, fondateur de sailingillustrated.com.

Tom Ehman, fondateur de sailingillustrated.com, a demandé à son statisticien Clarke Chapin de calculer le classement si la course se terminait le 12 janvier, au 65e jour de course, basé sur les positions et les VMG moyens de ce jour, ainsi que sur les réparations accordées par le jury au titre de l'assistance portée à Kevin Escoffier. Le resserrement en tête de course a donné un résultat remarquable :
| Classement avec réparations | Nom du concurrent | Classement en temps réel | Différence |
| --------------------------- | ----------------- | ------------------------ | ---------- |
| 1                           | Jean Le Cam       | 9                        | +8         |
| 2                           | Yannick Bestaven  | 2                        | 0          |
| 3                           | Charlie Dalin     | 1                        | -2         |
| 4                           | Boris Herrmann    | 6                        | +2         |
| 5                           | Damien Seguin     | 3                        | -2         |
| 6                           | Thomas Ruyant     | 4                        | -2         |
| 7                           | Louis Burton      | 5                        | -2         |
| 8                           | Benjamin Dutreux  | 7                        | -1         |
| 9                           | Giancarlo Pedote  | 8                        | -1         |

La tête de la course n'en finit plus de buter sur le front froid semi-permanent autour de la latitude de Cabo Frio, qui voit naitre les dépressions de l'Atlantique Sud. À la jonction entre l’alizé de Nord-Est de Sainte-Hélène et le vent de Nord-Ouest, la SACZ (South Atlantic Convergence Zone), qu'Armel Tripon appelle « un petit pot-au-noir du sud, une zone piégeuse », est particulièrement présente en janvier 2021 du fait de la conjonction d'anomalies négatives de la température de surface de la mer en Atlantique sud, tandis que des conditions opposées prévalent en Atlantique nord.

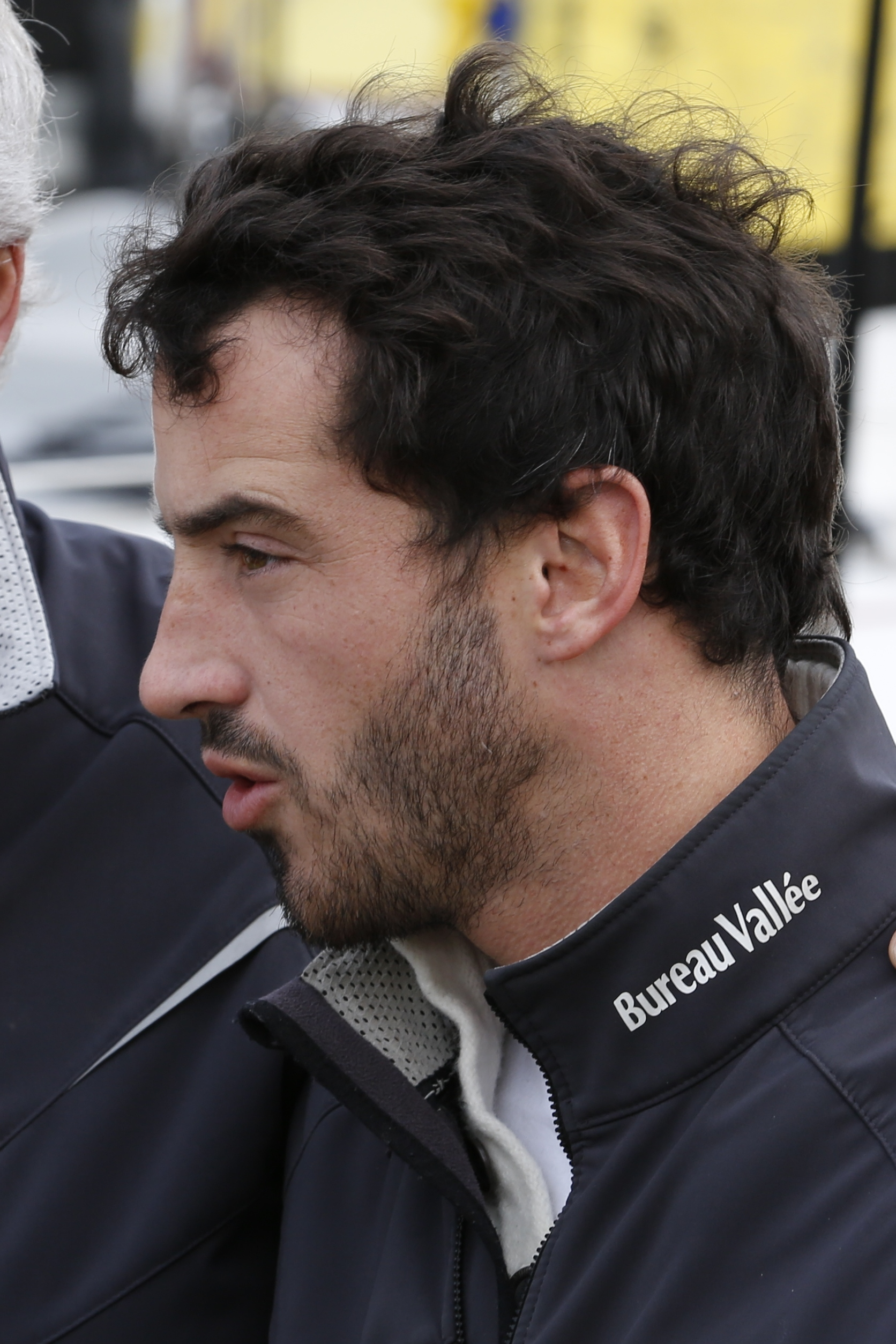
Impressionnante remontée de Louis Burton, qui comptait près de 1000 milles de retard après son arrêt de la dernière chance à l'île Macquarie, et encore 630 milles de retard au cap Horn, avant de remonter sur le podium provisoire au 67e jour, à 20 milles du leader, et surtout de passer l'équateur en tête.

Au 66e jour de course, les alizés asthmatiques et instables sur une mer d'huile provoquent un regroupement toujours plus serré : les 9 premiers se tiennent en 105 milles. Les bateaux les plus à l'Est, dont Groupe Apicil, un temps remonté en deuxième position avec son bateau à dérives mis à l'eau en 2006, trouvent un angle de vent plus favorable que Maître CoQ IV quand des bouffées fugaces d'alizé soufflent. Comme Yannick Bestaven quelques jours plus tôt, Charlie Dalin modère son enthousiasme après avoir reconquis sa place de leader : « Rien n’est joué, le vent est instable dans la zone où je navigue, et il se passera encore des choses tant que les vents ne seront pas établis. »
Au 68e jour de course, la tête de la flotte navigue par 14° sud, et les alizés ne sont toujours pas établis, Yannick Bestaven résume la situation évoquée par plusieurs marins : « Les alizés sont faiblards, et ils sont parsemés de grains qui accélèrent ou cassent notre vitesse. Cela donne pas mal de réglages à faire pour avancer et tenir une moyenne. Il faut être dessus, choquer l’écoute de grand-voile quand ça monte à 18 nœuds, gérer les variations de 10 à 18 nœuds en force, et de 50 degrés en direction. Tu as intérêt à ne pas être loin du pont pour gérer tout ça. Du coup, je dors par petites tranches, j’essaie de récupérer pour être au taquet pour quand il faudra mettre la poignée dans le coin. J’ai les Sables-d’Olonne au bout de l’étrave, on verra ce qu’il y aura au bout ! La dernière partie de course va être intéressante : on est plusieurs à pouvoir gagner, et c’est du jamais-vu sur le Vendée Globe». Avantage prolongé pour les bateaux décalés dans l'est, outre le fait que Bestaven reçoit un alizé refusant de quelques degrés supplémentaires, il doit serrer le vent encore de quelques degrés pour anticiper la pointe de Recife et ses influences continentales : vent refusant, lignes de grains, instabilités liées aux vents thermiques quotidiens, hauts fonds et contre courants, sans oublier les activités humaines (trafic maritime, pêcheurs, casiers, filets, plateformes pétrolières…) qui imposent une vigilance accrue. À ce petit jeu, à quelques degrés du vent pour un décalage en longitude de moins de 50 milles, Yannick Bestaven perd plus de 100 milles en 24h sur ses concurrents les plus directs, Dalin et Burton. Dans les conditions qui les favorisent le plus (vent médium de 15 a 20 nœuds, mer quasiment plate avec 1 à 2 m de houle), les foilers font parler la poudre et affichent presque 5 nœuds de mieux que les meilleurs bateaux à dérives qui sont encore à leur hauteur : même Damien Seguin qui résiste mieux que les autres grâce à son positionnement à l'est de la flotte concède 40 milles en 24h au leader Charlie Dalin.

### Remontée de l'Atlantique Nord
Au 70e jour de course, Boris Herrmann conclut une exceptionnelle remontée de l'Atlantique sud en montant sur le podium intermédiaire, en battant le record du temps intermédiaire entre le cap Horn et l'Équateur retour en 11 jours 18 heures et 22 minutes. Il a repris 66 heures à Yannick Bestaven depuis le cap Horn. Les écarts sont très faibles au point qu'en comptabilisant les réparations accordées au titre de l'assistance portée à Kevin Escoffier, Boris Herrmann est virtuellement en tête au passage de l'Équateur, devant Yannick Bestaven et Louis Burton.
C'est encore un peloton très compact qui franchit l'Équateur, maintenant un suspens inédit à ce stade du Vendée Globe, avec seulement 19h et 200 milles entre le 1er et le 9e. Les quatre premiers navigateurs franchissent l'Équateur avec moins de 4 heures d'écart, 19 heures entre le premier (Louis Burton) et le neuvième (Benjamin Dutreux). Après 70 jours de course et 24 000 milles parcourus, Louis Burton est virtuellement rétrogradé en troisième position et il s'en faut de deux heures pour que Jean Le Cam ne l'éjecte du podium grâce aux réparations accordées par le jury au titre de l'assistance portée à Kevin Escoffier.
On peut remarquer également qu'il y a moins de 6 000 milles entre le premier et le dernier. À ce stade de la course, c'est le plus petit écart depuis la création du Vendée globe, d'autant plus remarquable qu'il reste encore 25 concurrent en lice, ce qui est également un record à ce stade de la course.
| Classement avec réparations | Concurrents      | Temps corrigé    | Réparation  | Classement en temps réel | Différence |
| --------------------------- | ---------------- | ---------------- | ----------- | ------------------------ | ---------- |
| 1                           | Boris Herrmann   | 69 j 01 h 29 min | 06 h        | 3                        | +2         |
| 2                           | Yannick Bestaven | 69 j 03 h 01 min | 10 h 15 min | 5                        | +3         |
| 3                           | Louis Burton     | 69 j 05 h 51 min | -           | 1                        | -2         |
| 4                           | Charlie Dalin    | 69 j 06 h 51 min | -           | 2                        | -2         |
| 5                           | Jean Le Cam      | 69 j 08 h 36 min | 16 h 15 min | 8                        | +3         |
| 6                           | Thomas Ruyant    | 69 j 09 h 48 min | -           | 4                        | -2         |

En sortant du pot au noir, 24 à 48 heures d'alizés relativement stables séparent la flotte d'une dorsale qui barre l'Atlantique d'est en ouest. Chacun joue de ses atouts : les foilers abattent pour profiter de leur avantage de vitesse aux allures optimales, les bateaux à dérive droite serrent le vent à vitesse plus réduite, en espérant que la longitude à laquelle ils aborderont la dorsale leur sera plus favorable. Les foilers handicapés comme ceux de Charlie Dalin et Thomas Ruyant adoptent une trajectoire hybride. Au 73e jour, le décalage Est-Ouest est déjà de 300 milles et ne fait qu’augmenter entre Louis Burton à l'ouest avec la meilleure vitesse de la flotte (19 nœuds en 24 heures, 8 nœuds de VMG sur la route directe, au cap 323, à 15 nœuds de VMG vers le nord et la dorsale de l'anticyclone des Açores) et Damien Seguin à l'est (13 nœuds en 24 h, 10 nœuds de VMG sur la route directe, au cap 345, donc à 12,5 nœuds de VMG vers le nord).
Au 76e jour de course, l'option ouest de Louis Burton porte ses fruits. Au prix d'une route plus longue, il accroche avant ses concurrents des vents plus forts avec un meilleur angle et signe classement après classement les meilleures progressions de la flotte, 2 à 5 nœuds plus rapide que ses poursuivants. Il reprend brièvement la tête avec un positionnement favorable, 70 milles plus au nord que Charlie Dalin, mais il enchaîne deux empannages, comme un hoquet dans sa trajectoire (il parle d'un front plus actif que dans les modèles, certains concurrents imaginent un souci technique qu'il ne souhaite pas partager...). Il concède une quarantaine de milles et la chasse derrière Charlie Dalin, en accentuant son décalage vers le nord. Il reste alors moins de 1 800 milles orthodromiques à parcourir, et les neuf premiers se tiennent encore en  trois cents milles. Trois d'entre eux ont en soute les réparations accordées par le jury au titre de l'assistance portée à Kevin Escoffier, qui ont le potentiel d'être très substantielles à l'arrivée. Les conditions météo ne permettent pas de grandes échappées par l'avant, et impliquent des manœuvres nombreuses avant Les Sables d'Olonne.

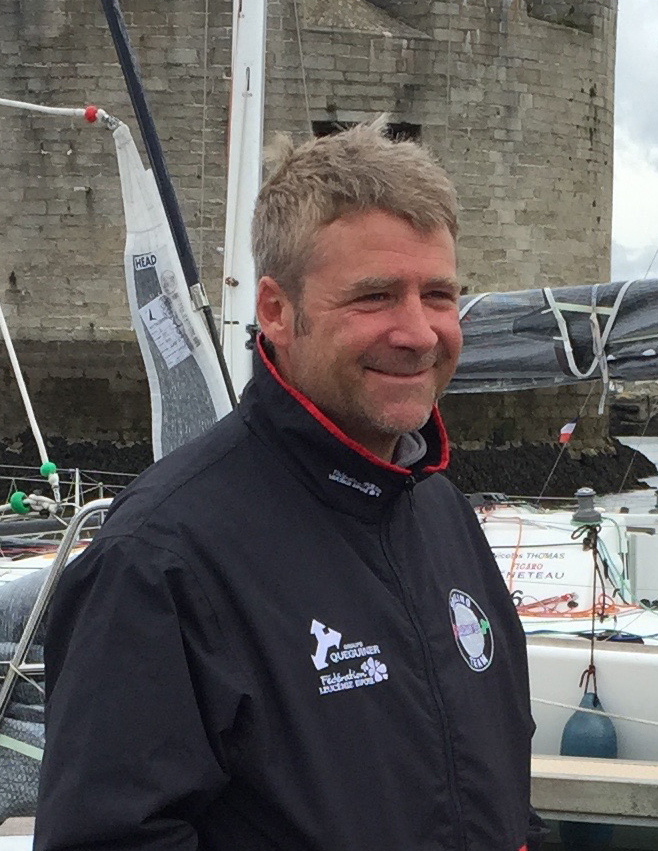
Yann Eliès analyse les innombrables ingrédients qui ménagent le suspense de la fin de course.

Yann Eliès, impliqué dans le projet de Charlie Dalin, et avec le recul de son expérience sur cette course, analyse les innombrables ingrédients qui ménagent le suspense de la fin de course.
- les soucis techniques : ils s'accumulent après deux mois et demi de navigation (foils, voiles manquantes ou endommagées, fatigues structurelles, problèmes d'énergie, de capteurs…). Même avec l'aide des formidables outils de navigation dont disposent les marins en 2021, tous ces soucis viennent complexifier la stratégie, on doit pondérer chaque choix avec les handicaps du moment : tel routage évident ou incontournable en d'autres circonstances peut être rédhibitoire s'il implique le bâbord amure compromis par un foil coupé ou récalcitrant, ou s'il nécessite telle voile fatiguée ou inutilisable. Si les skippers restent en dedans pour conserver une marge de sécurité dans le désert nautique du grand sud, ils ont depuis longtemps déplacé le curseur à l'autre extrémité : la compétition intense de cette édition impose de tirer le maximum du bateau (et donc flirter avec les limites de la casse).
- les soucis humains : dans l'état de fatigue extrême des marins, ils doivent trouver les ressources pour gérer le stress du résultat, la nécessité de se concentrer sur un bateau fragilisé pour l'emmener jusqu'à la ligne, les sollicitations croissantes des médias et des services de communication de leurs sponsors, des proches, les angoisses que peuvent représenter l'après course (retrouver les proches et la foule, se projeter de nouveau dans l'avenir, briser l'osmose avec un bateau…).
- les soucis météo et environnementaux : la météo est toujours délicate au retour en Atlantique nord. Après un court répit tropical, les dépressions septentrionales sont « toujours plus teigneuses que ce que les modèles prévoient », selon Yann Eliès. « Contrairement au grand Sud, ils vont se retrouver dans le noir complet », les nuits hivernales sont beaucoup plus longues que la courte pénombre de l'été austral, et beaucoup plus riches en pièges (OFNIS, instruments de pêche, navires, courants, dévents continentaux…). Pour cette édition, si les dépressions hargneuses épargnent la tête de la course, les fronts, les bulles anticycloniques et les transitions difficiles à modéliser ajoutent des épices à la sauce déjà complexe.

Yann Eliès résume ainsi l'intensité ultime de fin de course : « il faut aller couper la ligne d’arrivée pour espérer la victoire. Cela veut dire que le rythme s’accélère : manger, dormir, chaque minute au chevet de son bateau compte. Ils entrent dans un tunnel ». Ce n’est plus le Vendée Globe avec les « clac clac clac » et l'insouciance des anecdotes insolites de Jean Le Cam : il faut parer au plus pressé, aller à l’essentiel.

### Un suspense inédit et exceptionnel pour l'arrivée
Au 78e jour, Louis Burton a repris la tête. Le front et la bascule de vent touche toute la flotte d'ouest en est, tous empannent et doivent faire route vers le nord. Charlie Dalin est le dernier concerné du fait de sa position à l'est de la flotte. Il fait alors cap vers la pointe de l’Espagne, en utilisant son foil intact pour la première fois depuis l'atlantique sud, avec du vent instable médium à faible prévu jusqu'à l'arrivée (maximum 25 nœuds). Dalin reprend la tête sur son premier bord bâbord très rapide. Au moment même où Dalin empanne vers le nord, Yannick Bestaven et Damien Seguin, à l'opposé du peloton de tête 10° plus à l'ouest, empannent vers une route ENE droit vers la ligne d'arrivée. Plus proches des systèmes dépressionnaires, ils touchent des vents plus forts avec des rafales prévues au delà de 40 nœuds. On peut penser que les rares voiles encore utilisables dont ils disposent n'ont pas été sans influer sur leurs stratégies. les vents faibles à l'est, et plus forts venant de l'ouest provoquent de nouveau un resserrement des prétendants au podium. Tous les navigateurs tricotent, n'économisent pas les manœuvres au gré des fronts, des lignes de grains et autres évolutions du vents.

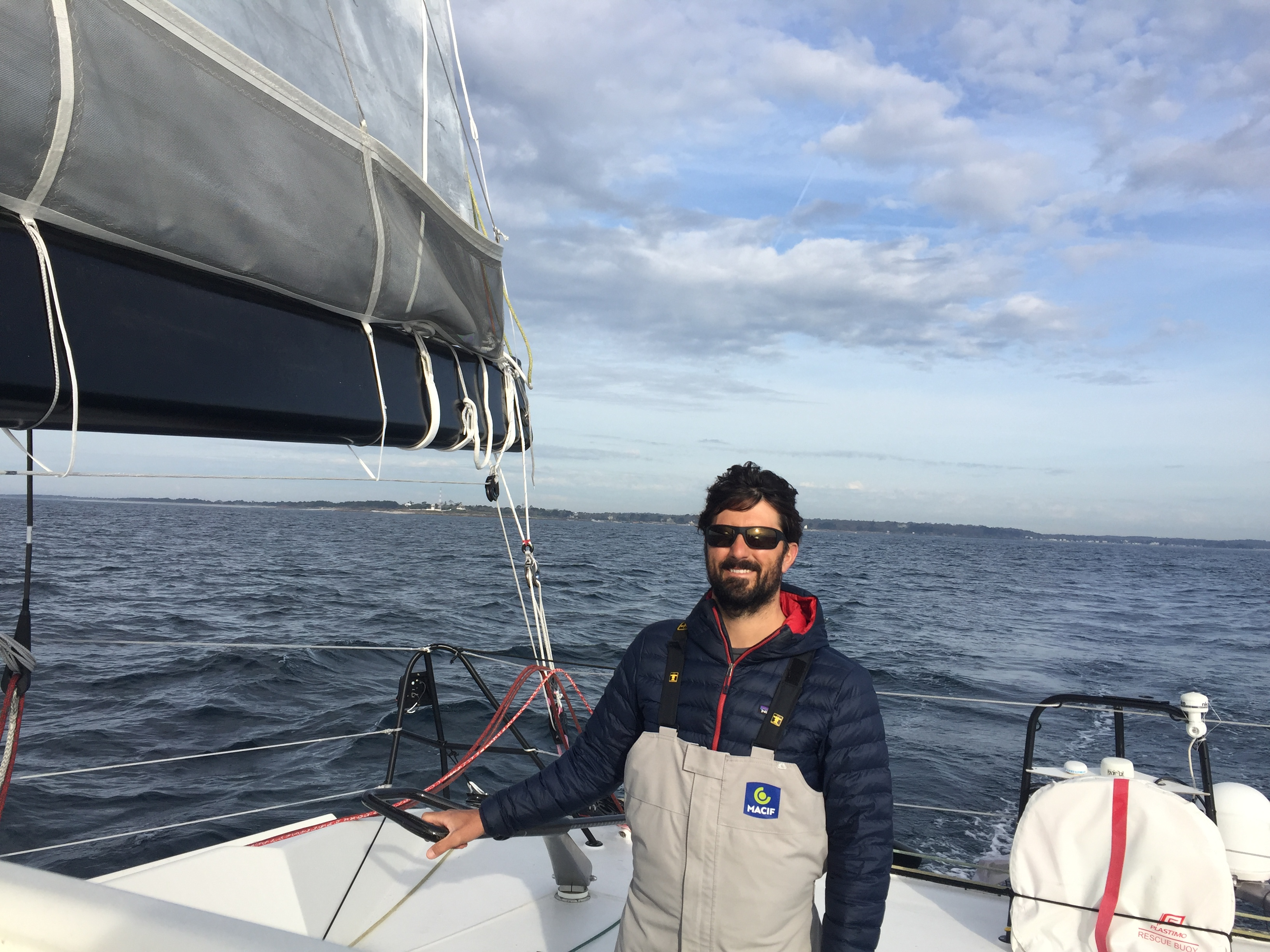
Yoann Richomme analyse les placements, la météo et les enjeux du sprint final

Double vainqueur de La Solitaire du Figaro (2016 et 2019), Yoann Richomme se dit impressionné par le niveau de la compétition : les concurrents doivent naviguer avec l'intensité d'une régate côtière, alors qu'ils sont épuisés par un ultra marathon de presque trois mois sur des bateaux fatigués. Dans ce sprint final intense, Yoann Richomme constate que jusque là « personne ne fait d’erreur, ils sont très calés dans leurs stratégies, ils naviguent tous proches de leur optimal » (des polaires de leurs bateaux respectifs). Il ajoute : « Il y a le stress en plus (du niveau extrême de fatigue), c’est très lourd à porter, il faut être vraiment un être à sang froid pour résister à autant de pression. »
Jean Le Cam s'inquiète d'une arrivée « avec de l'air » (du vent fort qui pousse à la côte) : « il n'y a pas beaucoup d'espace entre la ligne d'arrivée, la jetée du port et la plage. J'aimerais pas finir mon Vendée Globe étalé sur la plage. » Pour anticiper ces conditions météo délicates, la direction de course décide d’aménager la ligne d’arrivée pour offrir de l’eau à courir aux arrivants qui couperont la ligne à pleine vitesse

### Yannick Bestaven s'impose, huit arrivées en moins de 24 h après 80 jours en mer

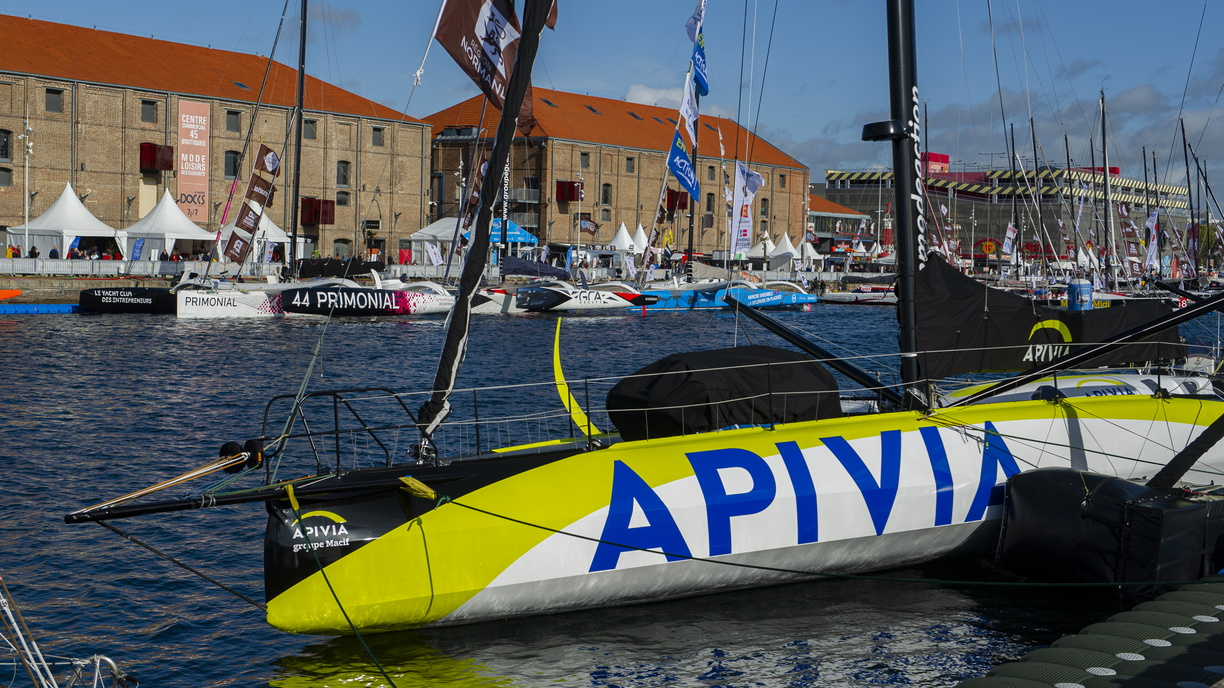
Charlie Dalin franchit la ligne en premier après 80j de course("Line honours"), sur Apivia, conçu par Guillaume Verdier, mis à l'eau en 2019. Il doit concéder le titre de vainqueur en temps compensé à Yannick Bestaven

Charlie Dalin franchit la ligne le 27 janvier à 20 h 35 et conclut sa course sur un temps de 80 j 06 h 15 min 47 s en ayant parcouru 28 267,88 milles à la vitesse moyenne réelle de 14,67 nœuds (24 365 milles sur le parcours théorique à la vitesse moyenne de 12,65 nœuds). Il signe deux nouveaux records sur le Vendée Globe :

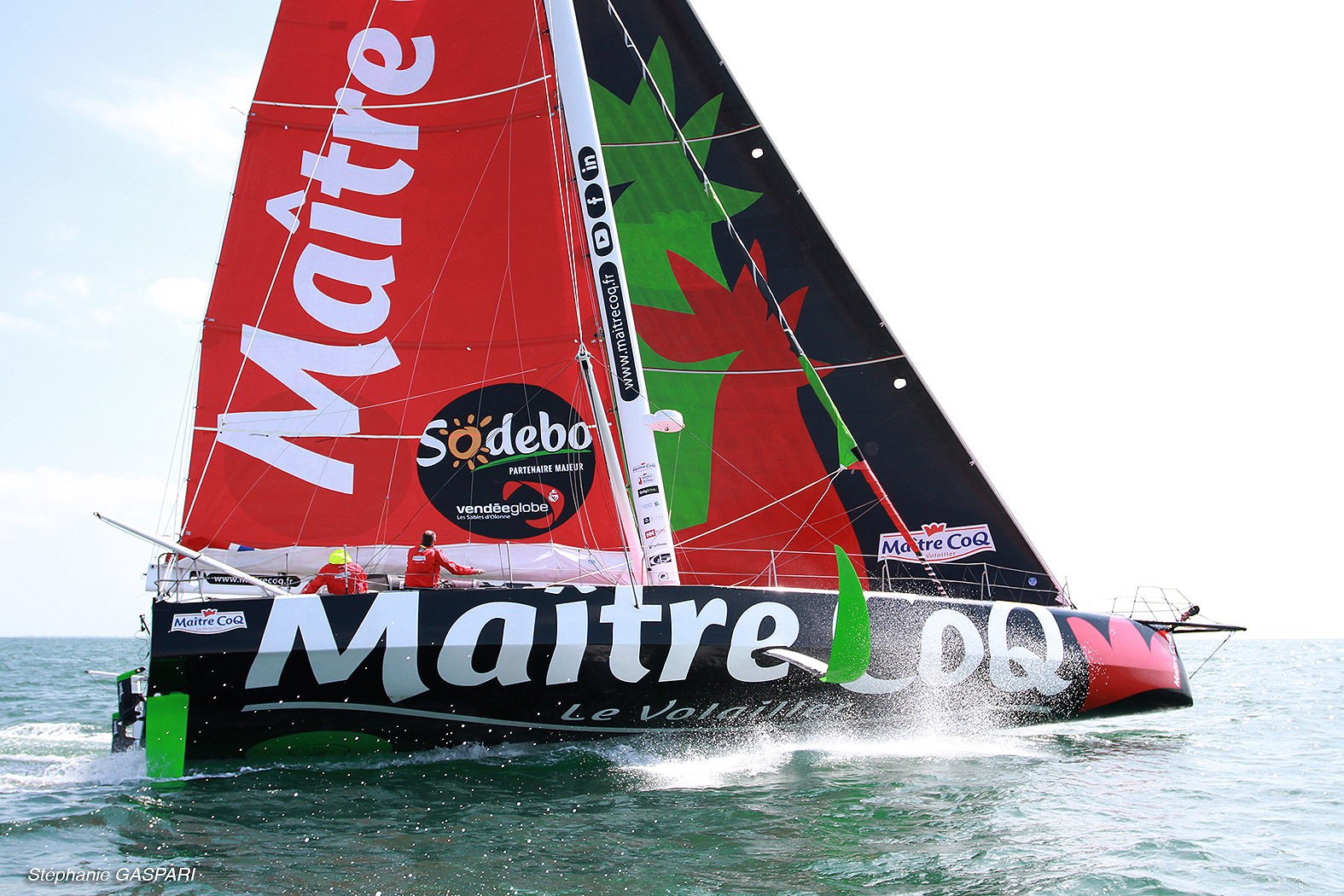
Maître CoQ, initialement nommé safran II, mis à l'eau en 2015, foiler IMOCA de première génération conçu par les architectes navals VPLP design et Guillaume Verdier, vainqueur aux dépens des bateaux volants plus modernes conçus pour cette édition.

- meilleur temps sur le segment cap Horn-Les Sables d'Olonne en 24 j 23 h 56 min (21 heures de mieux que le précédent record de François Gabart établi en 2013) ;
- meilleur temps sur le segment Équateur-Les Sables d'Olonne en 10 j 23 h 24 min (25 heures de mieux que le précédent record de François Gabart établi en 2013).

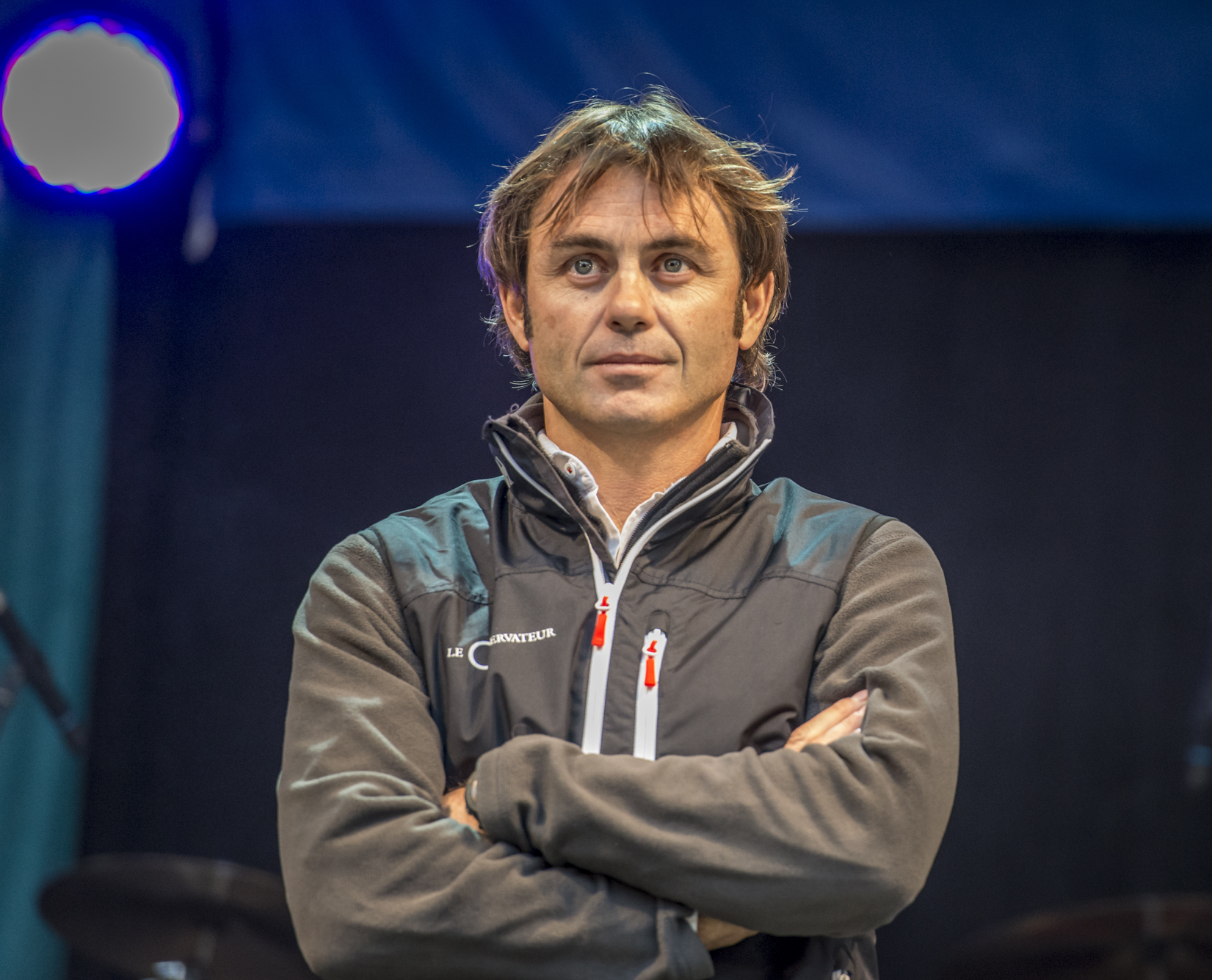
Yannick Bestaven coupe la ligne en troisième position, mais est déclaré vainqueur grâce à la compensation accordée par le jury au titre de sa participation au sauvetage de Kevin Escoffier

Charlie Dalin a été en tête sur 48 % des classements intermédiaires (37 jours), il a passé jusqu'à 8 heures par jour à étudier les fichiers météo et à préparer ses stratégies. Michel Desjoyeaux avait considéré Charlie Dalin comme favori avant le départ, le qualifiant de « meilleur skipper du plateau ».

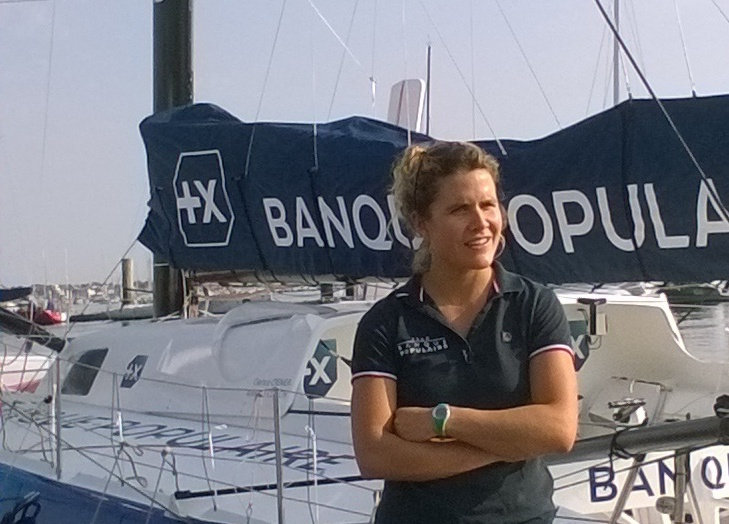
Clarisse Crémer, femme la plus rapide du Vendée Globe, bat le record vieux de 20 ans d'Ellen MacArthur

Les concurrents suivants à passer la ligne d'arrivée sont, dans la nuit du 27 au 28 janvier, Louis Burton à 00 h 45, puis Yannick Bestaven à 04 h 19, ce dernier bénéficiant de 10 h 15 de compensation en temps après s'être détourné dans l'Atlantique sud pour participer au sauvetage de Kevin Escoffier. Il remporte donc la course devant Dalin, arrivé plus de 7 heures avant lui. De la même manière, Thomas Ruyant, arrivé juste derrière Bestaven à 5 h 42, est dépassé au classement pour la quatrième place provisoire par Boris Herrmann, ralenti par une collision avec un palangrier à 90 milles du but, qui a coupé la ligne d'arrivée à 11 h 19 et qui retranche 6 heures à son temps de circumnavigation.
Damien Seguin, premier concurrent à arriver sur un bateau sans foils, et Giancarlo Pedote coupent la ligne d'arrivée en 6e et 7e positions à mi-journée juste après Boris Herrmann. C'est ensuite au tour de Jean Le Cam de couper la ligne d'arrivée dans des conditions météo difficiles, à 20 h 19. Ses 16 h 15 de compensation en temps après le sauvetage de Kevin Escoffier lui permettent de se classer quatrième. Les huit premiers marins ont donc tous passé 80 jours en mer, et sont arrivés espacés de moins de 24 heures, ce qui en fait la course la plus serrée dans l'histoire du Vendée Globe.
Le mercredi 3 février, à 16 h 44 min 25 s (heure française), Clarisse Crémer franchit la ligne d’arrivée des Sables d’Olonne après 87 jours, 2 heures, 24 minutes et 25 secondes passés en mer, prenant la douzième place du classement de cette édition. Elle devient la femme la plus rapide du Vendée Globe, dépassant le record d’Ellen MacArthur (94 jours et 4 heures en 2000-2001) et faisant mieux que Samantha Davies (95 jours et 4 heures en 2012-2013).

## Classements

### Classement 2020-2021
| #  | Nom                  | Nom du bateau                    | Arrivé le           | Temps accordé par le jury | Temps                  | Écart            |
| -- | -------------------- | -------------------------------- | ------------------- | ------------------------- | ---------------------- | ---------------- |
| 1  | Yannick Bestaven     | Maître CoQ IV                    | 28 janvier 04 h 19  | 10 h 15 min               | 080 j 03 h 44 min 46 s | 0 min            |
| 2  | Charlie Dalin        | Apivia                           | 27 janvier 20 h 35  |                           | 080 j 06 h 15 min 47 s | 02 h 31 min      |
| 3  | Louis Burton         | Bureau Vallée 2                  | 28 janvier 00 h 45  |                           | 080 j 10 h 25 min 12 s | 06 h 40 min      |
| 4  | Jean Le Cam          | Yes We Cam !                     | 28 janvier 20 h 19  | 16 h 15 min               | 080 j 13 h 44 min 55 s | 10 h 00 min      |
| 5  | Boris Herrmann       | Seaexplorer Yacht club de Monaco | 28 janvier 11 h 19  | 06 h00 min                | 080 j 14 h 59 min 45 s | 11 h 14 min      |
| 6  | Thomas Ruyant        | Linked Out                       | 28 janvier 05 h 42  |                           | 080 j 15 h 22 min 01 s | 11 h 37 min      |
| 7  | Damien Seguin        | Groupe Apicil                    | 28 janvier 12 h 18  |                           | 080 j 21 h 58 min 20 s | 18 h 13 min      |
| 8  | Giancarlo Pedote     | Prysmian Group                   | 28 janvier 13 h 02  |                           | 080 j 22 h 42 min 20 s | 18 h 57 min      |
| 9  | Benjamin Dutreux     | Omia Water Family                | 29 janvier 10 h 05  |                           | 081 j 20 h 45 min 20 s | 1 j 17 h 01 min  |
| 10 | Maxime Sorel         | V and B Mayenne                  | 30 janvier 04 h 50  |                           | 082 j 14 h 30 min 15 s | 2 j 10 h 45 min  |
| 11 | Armel Tripon         | L'Occitane en Provence           | 1er février 07 h 27 |                           | 084 j 17 h 07 min 50 s | 4 j 13 h 23 min  |
| 12 | Clarisse Crémer      | Banque Populaire X               | 03 février 16 h 44  |                           | 087 j 02 h 24 min 25 s | 6 j 22 h 39 min  |
| 13 | Jérémie Beyou        | Charal                           | 06 février 09 h 15  |                           | 089 j 18 h 55 min 58 s | 9 j 14 h 31 min  |
| 14 | Romain Attanasio     | Pure Best Western                | 06 février 17 h 06  |                           | 090 j 02 h 46 min 02 s | 9 j 23 h 01 min  |
| 15 | Arnaud Boissières    | La Mie Câline artisans Artipole  | 11 février 08 h 56  |                           | 094 j 18 h 36 min 06 s | 14 j 14 h 52 min |
| 16 | Kōjirō Shiraishi     | DMG Mori                         | 11 février 11 h 52  |                           | 094 j 21 h 32 min 56 s | 14 j 17 h 48 min |
| 17 | Alan Roura           | La Fabrique                      | 11 février 20 h 29  |                           | 095 j 06 h 09 min 56 s | 15 j 02 h 35 min |
| 18 | Stéphane Le Diraison | Time For Oceans                  | 11 février 22 h 36  |                           | 095 j 08 h 16 min 00 s | 15 j 04 h 31 min |
| 19 | Pip Hare             | Medallia                         | 12 février 01 h 57  |                           | 095 j 11 h 37 min 30 s | 15 j 07 h 53 min |
| 20 | Didac Costa          | One Ocean One Planet             | 13 février 20 h 47  |                           | 097 j 06 h 27 min 03 s | 17 j 02 h 42 min |
| 21 | Clément Giraud       | Compagnie du Lit Jiliti          | 16 février 10 h 28  |                           | 099 j 20 h 08 min 31 s | 19 j 16 h 24 min |
| 22 | Miranda Merron       | Campagne de France               | 17 février 23 h 16  |                           | 101 j 08 h 56 min 51 s | 21 j 05 h 14 min |
| 23 | Manuel Cousin        | Groupe Setin                     | 20 février 08 h 35  |                           | 103 j 18 h 15 min 40 s | 23 j 14 h 31 min |
| 24 | Alexia Barrier       | TSE - 4MyPlanet                  | 28 février 07 h 24  |                           | 111 j 17 h 03 min 44 s | 31 j 13 h 18 min |
| 25 | Ari Huusela          | Stark                            | 05 mars à 08 h 35   |                           | 116 j 18 h 15 min 46 s | 36 j 14 h 31 min |

### Récapitulatif des temps de passage
Tableau de synthèse des temps de passage. Ces données proviennent du site officiel du Vendée Globe,,,,.
- Record 2020-2021
- Record Vendée Globe
- 2e temps
- 3e temps

| Skipper              | Équateur         | Bonne Espérance  | Cap Leeuwin      | Cap Horn         | Équateur retour  | Les Sables              |
| -------------------- | ---------------- | ---------------- | ---------------- | ---------------- | ---------------- | ----------------------- |
| Yannick Bestaven     | 10 j 19 h 01 min | 23 j 19 h 24 min | 35 j 01 h 25 min | 55 j 00 h 22 min | 69 j 13 h 16 min | 080 j 03 h 44 min 46 s  |
| Charlie Dalin        | 10 j 07 h 43 min | 22 j 09 h 51 min | 34 j 22 h 05 min | 55 j 15 h 19 min | 69 j 06 h 51 min | 080 j 06 h 15 min 47 s  |
| Louis Burton         | 10 j 14 h 36 min | 23 j 04 h 31 min | 35 j 15 h 04 min | 57 j 03 h 54 min | 69 j 05 h 51 min | 080 j 10 h 25 min 12 s  |
| Jean Le Cam          | 10 j 10 h 12 min | 23 j 15 h 30 min | 35 j 12 h 52 min | 57 j 06 h 58 min | 70 j 00 h 54 min | 080 j 13 h 44 min 55 s  |
| Boris Herrmann       | 10 j 17 h 30 min | 23 j 14 h 13 min | 35 j 18 h 48 min | 57 j 13 h 07 min | 69 j 07 h 29 min | 080 j 14 h 59 min 45 s  |
| Thomas Ruyant        | 10 j 05 h 48 min | 23 j 00 h 21 min | 35 j 01 h 16 min | 56 j 11 h 20 min | 69 j 09 h 46 min | 080 j 15 h 22 min 01 s  |
| Damien Seguin        | 10 j 23 h 36 min | 23 j 16 h 12 min | 35 j 12 h 29 min | 56 j 13 h 20 min | 69 j 16 h 27 min | 080 j 21 h 58 min 20 s  |
| Giancarlo Pedote     | 11 j 05 h 04 min | 23 j 23 h 28 min | 36 j 01 h 16 min | 57 j 11 h 52 min | 69 j 19 h 53 min | 080 j 22 h 42 min 20 s  |
| Benjamin Dutreux     | 10 j 20 h 43 min | 23 j 21 h 15 min | 35 j 11 h 30 min | 57 j 01 h 32 min | 70 j 01 h 00 min | 081 j 20 h 45 min 20 s  |
| Maxime Sorel         | 11 j 09 h 39 min | 24 j 13 h 41 min | 36 j 22 h 45 min | 57 j 10 h 56 min | 71 j 08 h 37 min | 082 j 14 h 30 min 15 s  |
| Armel Tripon         | 15 j 16 h 45 min | 28 j 03 h 38 min | 39 j 21 h 34 min | 58 j 18 h 41 min | 72 j 07 h 12 min | 084 j 17 h 07 min 50 s  |
| Clarisse Crémer      | 11 j 22 h 30 min | 25 j 08 h 43 min | 38 j 01 h 44 min | 58 j 08 h 58 min | 73 j 14 h 22 min | 087 j 02 h 24 min 25 s  |
| Jérémie Beyou        | 20 j 20 h 22 min | 33 j 12 h 04 min | 45 j 05 h 38 min | 64 j 02 h 14 min | 77 j 14 h 45 min | 0 89 j 18 h 55 min 58 s |
| Romain Attanasio     | 11 j 22 h 13 min | 25 j 03 h 18 min | 38 j 07 h 06 min | 59 j 16 h 25 min | 75 j 12 h 43 min | 090 j 02 h 46 min 02 s  |
| Arnaud Boissières    | 15 j 00 h 10 min | 28 j 06 h 55 min | 43 j 12 h 33 min | 63 j 22 h 15 min | 79 j 15 h 17 min | 094 j 18 h 36 min 06 s  |
| Kōjirō Shiraishi     | 18 j 16 h 23 min | 32 j 21 h 33 min | 45 j 15 h 22 min | 66 j 03 h 43 min | 80 j 08 h 28 min | 094 j 21 h 32 min 56 s  |
| Alan Roura           | 12 j 01 h 33 min | 28 j 01 h 18 min | 42 j 18 h 52 min | 63 j 23 h 41 min | 80 j 01 h 38 min | 095 j 06 h 09 min 56 s  |
| Stéphane Le Diraison | 12 j 23 h 16 min | 28 j 04 h 31 min | 44 j 00 h 26 min | 65 j 23 h 43 min | 80 j 06 h 40 min | 095 j 08 h 16 min 00 s  |
| Pip Hare             | 14 j 22 h 58 min | 29 j 22 h 42 min | 43 j 18 h 09 min | 64 j 12 h 36 min | 80 j 16 h 23 min | 095 j 11 h 37 min 30 s  |
| Didac Costa          | 15 j 01 h 43 min | 29 j 20 h 57 min | 44 j 08 h 22 min | 66 j 02 h 42 min | 81 j 08 h 03 min | 0 97 j 06 h 27 min 03 s |
| Clément Giraud       | 17 j 12 h 38 min | 33 j 02 h 39 min | 47 j 22 h 47 min | 69 j 22 h 34 min | 85 j 16 h 32 min | 099 j 20 h 08 min 31 s  |
| Miranda Merron       | 17 j 09 h 19 min | 32 j 17 h 09 min | 47 j 14 h 17 min | 69 j 20 h 03 min | 85 j 20 h 51 min | 101 j 08 h 56 min 51 s  |
| Manuel Cousin        | 15 j 04 h 44 min | 29 j 04 h 52 min | 45 j 06 h 15 min | 67 j 10 h 18 min | 85 j 00 h 37 min | 103 j 18 h 15 min 40 s  |
| Alexia Barrier       | 17 j 08 h 48 min | 32 j 16 h 31 min | 49 j 10 h 27 min | 77 j 08 h 35 min | 95 j 09 h 15 min | 111 j 17 h 03 min 44 s  |
| Ari Huusela          | 17 j 20 h 15 min | 33 j 22 h 12 min | 50 j 09 h 03 min | 77 j 11 h 59 min | 96 j 02 h 13 min | 116 j 18 h 15 min 46 s  |
|                      |                  |                  |                  |                  |                  |                         |
| Isabelle Joschke     | 11 j 18 h 40 min | 24 j 02 h 24 min | 35 j 21 h 48 min | 57 j 14 h 41 min | Abandon          | [ j ]                   |
| Sébastien Destremau  | 17 j 22 h 46 min | 33 j 11 h 47 min | 56 j 17 h 58 min | Abandon          | -                | -                       |
| Samantha Davies      | 10 j 18 h 07 min | 24 j 01 h 19 min | Abandon          | -                | -                | [ k ]                   |
| Sébastien Simon      | 10 j 21 h 31 min | 23 j 13 h 10 min | Abandon          | -                | -                | -                       |
| Fabrice Amedeo       | 17 j 09 h 18 min | Abandon          | -                | -                | -                | -                       |
| Kevin Escoffier      | 10 j 14 h 01 min | Naufrage         | -                | -                | -                | -                       |
| Alex Thomson         | 09 j 23 h 59 min | Abandon          | -                | -                | -                | -                       |
| Nicolas Troussel     | Abandon          | -                | -                | -                | -                | -                       |

Notes
1. ↑  10h15min déduites accordées par le jury au titre de sa participation aux opérations de sauvetage de Kevin Escoffier, temps réel d'arrivée: 80 j 13 h 49 min 46 s
2. ↑  16h15min déduites accordées par le jury au titre de sa participation aux opérations de sauvetage de Kevin Escoffier, temps réel d'arrivée : 81 j 05 h 59 min 55 s
3. ↑  6 h déduites accordées par le jury au titre de sa participation aux opérations de sauvetage de Kevin Escoffier, temps réel d'arrivée : 80 j 20 h 59 min 45 s
4. ↑  Depuis son second départ il a effectué la distance en 11 j 17 h 32 min (soit le 15e temps)
5. ↑  Depuis son second départ il a effectué la distance en 24 j 09 h 14 min (soit le 13e temps)
6. ↑  Depuis son second départ il a effectué la distance en 36 j 02 h 48 min (soit le 11e temps)
7. ↑  Depuis son second départ il a atteint le Cap Horn en 54 j 23 h 24 en 68 j 11 h 55 min (soit le meilleur temps de cette édition)
8. ↑  Depuis son second départ il atteint l'équateur en 68 j 11 h 55 min (soit le meilleur temps de cette édition)
9. ↑  Depuis son second départ, il boucle le Vendée Globe en 80 j 15 h 25 min
10. ↑  arrivée le 24 février hors course, en 108 jours
11. ↑  arrivée le 26 février hors course, en 110 jours

### Temps de passage de référence
| Skipper         | Équateur         | Bonne Espérance  | Cap Leeuwin      | Cap Horn         | Équateur retour  | Les Sables       |
| --------------- | ---------------- | ---------------- | ---------------- | ---------------- | ---------------- | ---------------- |
| Records         | 09 j 07 h 03     | 17 j 22 h 58     |                  |                  |                  |                  |
| Bestaven 2021   | 10 j 19 h 01 min | 23 j 19 h 24 min | 35 j 01 h 25 min | 55 j 00 h 22 min | 69 j 13 h 16 min | 80 j 03 h 44 min |
| Le Cléac'h 2017 | 09 j 09 h 56 min | 18 j 03 h 30 min | 28 j 20 h 12 min | 47 j 00 h 32 min | 61 j 12 h 21 min | 74 j 03 h 36 min |
| Gabart 2013     | 11 j 00 h 20 min | 23 j 03 h 43 min | 34 j 10 h 23 min | 52 j 06 h 18 min | 66 j 01 h 39 min | 78 j 02 h 16 min |
| Desjoyeaux 2009 | 13 j 15 h 41 min | 27 j 00 h 34 min | 37 j 07 h 23 min | 56 j 15 h 08 min | 71 j 17 h 12 min | 84 j 03 h 09 min |
| Riou 2005       | 10 j 12 h 13 min | 24 j 02 h 18 min | 36 j 11 h 48 min | 56 j 17 h 13 min | 72 j 13 h 58 min | 87 j 10 h 47 min |

### Récapitulatif des temps intermédiaires des Sables au cap Horn
Ces données proviennent du site officiel du Vendée Globe,,,,.
- Record 2020-2021
- Record Vendée Globe
- 2e temps
- 3e temps

| Skipper              | Record /24 h | Vmax /24 h | Les Sables Équateur | Équateur B-Espérance | B-Espérance Cap Leeuwin | Cap Leeuwin Cap Horn |
| -------------------- | ------------ | ---------- | ------------------- | -------------------- | ----------------------- | -------------------- |
| Yannick Bestaven     | 481,8 milles | 20,1 nœuds | 10 j 19 h 01 min    | 13 j 00 h 23 min     | 11 j 05 h 59 min        | 19 j 22 h 57 min     |
| Charlie Dalin        | 505,5 milles | 21,1 nœuds | 10 j 07 h 43 min    | 12 j 02 h 08 min     | 12 j 12 h 14 min        | 20 j 17 h 14 min     |
| Thomas Ruyant        | 515,3 milles | 21,5 nœuds | 10 j 05 h 48 min    | 12 j 18 h 33 min     | 12 j 00 h 55 min        | 21 j 10 h 04 min     |
| Damien Seguin        | 472,4 milles | 19,7 nœuds | 10 j 23 h 36 min    | 12 j 16 h 48 min     | 11 j 20 h 17 min        | 21 j 00 h 51 min     |
| Benjamin Dutreux     | 454,8 milles | 19 nœuds   | 10 j 19 h 01 min    | 13 j 00 h 32 min     | 11 j 14 h 15 min        | 21 j 14 h 02 min     |
| Louis Burton         | 479,5 milles | 20,0 nœuds | 10 j 14 h 36 min    | 12 j 13 h 55 min     | 12 j 10 h 33 min        | 21 j 12 h 50 min     |
| Jean Le Cam          | 459,6 milles | 19,1 nœuds | 10 j 10 h 12 min    | 13 j 05 h 18 min     | 11 j 21 h 22 min        | 21 j 18 h 06 min     |
| Maxime Sorel         | 426,6 milles | 17,8 nœuds | 11 j 09 h 39 min    | 13 j 04 h 02 min     | 12 j 09 h 04 min        | 20 j 12 h 11 min     |
| Giancarlo Pedote     | 481,1 milles | 10 nœuds   | 10 j 19 h 01 min    | 12 j 18 h 24 min     | 12 j 01 h 48 min        | 21 j 10 h 36 min     |
| Boris Herrmann       | 464,5 milles | 19,4 nœuds | 10 j 17 h 30 min    | 12 j 20 h 43 min     | 12 j 04 h 35 min        | 21 j 18 h 19 min     |
| Isabelle Joschke     | 450,4 milles | 18,8 nœuds | 11 j 18 h 40 min    | 12 j 07 h 44 min     | 11 j 19 h 24 min        | 21 j 16 h 53 min     |
| Clarisse Crémer      | 444,9 milles | 18,5 nœuds | 11 j 22 h 30 min    | 13 j 10 h 13 min     | 12 j 17 h 01 min        | 20 j 07 h 14 min     |
| Armel Tripon         | 498,2 milles | 20,8 nœuds | 15 j 16 h 45 min    | 12 j 10 h 53 min     | 11 j 17 h 56 min        | 18 j 21 h 07 min     |
| Romain Attanasio     | 409,9 milles | 17,1 nœuds | 11 j 22 h 13 min    | 13 j 05 h 05 min     | 13 j 03 h 48 min        | 21 j 09 h 19 min     |
| Arnaud Boissières    | 482 milles   | 20,1 nœuds | 15 j 00 h 10 min    | 13 j 06 h 45 min     | 15 j 05 h 38 min        | 20 j 09 h 42 min     |
| Alan Roura           | 446,5 milles | 18,6 nœuds | 12 j 01 h 33 min    | 15 j 23 h 45 min     | 14 j 17 h 35 min        | 21 j 04 h 49 min     |
| Jérémie Beyou        | 476,5 milles | 19,9 nœuds | 20 j 20 h 22 min    | 12 j 15 h 42 min     | 11 j 17 h 34 min        | 18 j 20 h 35 min     |
| Pip Hare             | 419,9 milles | 17,5 nœuds | 14 j 22 h 58 min    | 14 j 23 h 34 min     | 13 j 19 h 26 min        | 20 j 18 h 27 min     |
| Stéphane Le Diraison | 423,3 milles | 17,6 nœuds | 12 j 23 h 16 min    | 15 j 05 h 15 min     | 15 j 19 h 55 min        | 21 j 23 h 17 min     |
| Didac Costa          | 412,1 milles | 17,1 nœuds | 15 j 01 h 43 min    | 14 j 19 h 14 min     | 14 j 11 h 25 min        | 21 j 18 h 20 min     |
| Kojiro Shiraishi     | 457,3 milles | 19,1 nœuds | 18 j 16 h 23 min    | 14 j 05 h 10 min     | 12 j 17 h 49 min        | 20 j 12 h 11 min     |
| Manuel Cousin        | 429,8 milles | 17,9 nœuds | 15 j 04 h 44 min    | 14 j 00 h 08 min     | 16 j 01 h 23 min        | 22 j 04 h 03 min     |
| Miranda Merron       | 400,6 milles | 16,7 nœuds | 17 j 09 h 19 min    | 15 j 07 h 50 min     | 14 j 21 h 08 min        | 22 j 05 h 46 min     |
| Clément Giraud       | 401,3 milles | 16,7 nœuds | 17 j 12 h 38 min    | 15 j 14 h 01 min     | 14 j 20 h 08 min        | 21 j 23 h 47 min     |
| Alexia Barrier       | 353,1 milles | 14,7 nœuds | 17 j 08 h 48 min    | 15 j 07 h 43 min     | 16 j 17 h 57 min        | 27 j 22 h 12 min     |
| Ari Huusela          | 351,0 milles | 14,6 nœuds | 17 j 20 h 15 min    | 16 j 01 h 47 min     | 16 j 10 h 51 min        | 27 j 02 h 56 min     |
|                      |              |            |                     |                      |                         |                      |
| Sébastien Destremau  | 388,6 milles | 16,2 nœuds | 17 j 22 h 46 min    | 15 j 23 h 01 min     | 23 j 06 h 11 min        | Abandon              |
| Samantha Davies      | 451,4 milles | 18,8 nœuds | 10 j 18 h 07 min    | 13 j 07 h 12 min     | Abandon                 | -                    |
| Sébastien Simon      | 508,9 milles | 21,2 nœuds | 10 j 21 h 31 min    | 12 j 15 h 39 min     | Abandon                 | -                    |
| Fabrice Amedeo       | 403,2 milles | 16,8 nœuds | 17 j 09 h 18 min    | Abandon              | -                       | -                    |
| Alex Thomson         | 501,8 milles | 20,9 nœuds | 09 j 23 h 59 min    | Abandon              | -                       | -                    |
| Kevin Escoffier      | 482,7 milles | 20,1 nœuds | 10 j 14 h 01 min    | Abandon              | -                       | -                    |
| Nicolas Troussel     | 433,3 milles | 18,1 nœuds | Abandon             | -                    | -                       | -                    |

### Temps intermédiaires de référence des Sables au cap Horn
| Skipper                | Record /24 h | Vmax /24 h  | Les Sables Équateur | Équateur B-Espérance | B-Espérance Cap Leeuwin | Cap Leeuwin Cap Horn |
| ---------------------- | ------------ | ----------- | ------------------- | -------------------- | ----------------------- | -------------------- |
| Records                | 536,8 milles | 22,4 nœuds  | 09 j 07 h 03 min    | 08 j 15 h 55 min     |                         |                      |
| Yannick Bestaven 2021  | 481,8 milles | 20,1 nœuds  | 10 j 19 h 01 min    | 13 j 00 h 23 min     | 11 j 05 h 59 min        | 19 j 22 h 57 min     |
| Armel Le Cléac'h 2017  | 524,1 milles | 21,8 nœuds  | 09 j 09 h 56 min    | 08 j 17 h 34 min     | 10 j 16 h 42 min        | 18 j 04 h 20 min     |
| François Gabart 2013   | 534 milles   | 22,25 nœuds | 11 j 00 h 20 min    | 12 j 03 h 23 min     | 11 j 06 h 40 min        | 17 j 18 h 35 min     |
| Michel Desjoyeaux 2009 | 466 milles   | 19,4 nœuds  | 13 j 15 h 41 min    | 13 j 08 h 53 min     | 10 j 06 h 49 min        | 19 j 07 h 45 min     |
| Vincent Riou 2005      | 432 milles   | 18 nœuds    | 10 j 12 h 13 min    | 13 j 14 h 05 min     | 12 j 07 h 30 min        | 20 j 05 h 25 min     |

### Récapitulatif des temps intermédiaires du cap Horn aux Sables
- Record 2020-2021
- Record Vendée Globe
- 2e temps
- 3e temps

| Skipper              | Cap Horn Équateur retour | Équateur équateur WSSRC | Équateur retour Les Sables | Cap Horn Les Sables | Distance parcourue (théorique 24365 milles) | Vitesse moyenne réelle (nœuds) |
| -------------------- | ------------------------ | ----------------------- | -------------------------- | ------------------- | ------------------------------------------- | ------------------------------ |
| Yannick Bestaven     | 14 j 12 h 52 min         | 58 j 18 h 15 min        | 11 j 00 h 43 min           | 25 j 13 h 37 min    | 28584                                       | 14,78                          |
| Charlie Dalin        | 13 j 15 h 32 min         | 58 j 23 h 08 min        | 10 j 23 h 24 min           | 24 j 23 h 56 min    | 29135                                       | 15,13                          |
| Louis Burton         | 12 j 01 h 57 min         | 58 j 15 h 15 min        | 11 j 04 h 34 min           | 23 j 06 h 31 min    | 28650                                       | 14,84                          |
| Jean Le Cam          | 12 j 17 h 56 min         | 59 j 14 h 42 min        | 11 j 05 h 05 min           | 23 j 23 h 01 min    | 27501                                       | 14,1                           |
| Thomas Ruyant        | 12 j 22 h 26 min         | 59 j 03 h 58 min        | 11 j 05 h 36 min           | 24 j 04 h 02 min    | 29175                                       | 15,07                          |
| Boris Herrmann       | 11 j 18 h 22 min         | 58 j 13 h 59 min        | 11 j 07 h 30 min           | 23 j 07 h 52 min    | 28448                                       | 14,66                          |
| Damien Seguin        | 13 j 03 h 07 min         | 58 j 16 h 51 min        | 11 j 05 h 31 min           | 24 j 08 h 38 min    | 27512                                       | 14,17                          |
| Giancarlo Pedote     | 12 j 08 h 01 min         | 58 j 14 h 49 min        | 11 j 02 h 49 min           | 23 j 10 h 50 min    | [ 135 ]                                     |                                |
| Benjamin Dutreux     | 12 j 23 h 28 min         | 59 j 04 h 17 min        | 11 j 19 h 45 min           | 24 j 19 h 17 min    | 27832                                       | 14,17                          |
| Maxime Sorel         | 13 j 21 h 43 min         | 59 j 22 h 58 min        | 11 j 05 h 53 min           | 25 j 03 h 34 min    | 27347                                       | 13,79                          |
| Armel Tripon         | 13 j 12 h 31 min         | 56 j 14 h 27 min        | 12 j 09 h 56 min           | 25 j 22 h 49 min    | 28315                                       | 13,93                          |
| Clarisse Crémer      | 15 j 06 h 00 min         | 61 j 15 h 30 min        | 13 j 12 h 02 min           | 28 j 17 h 28 min    | 27697                                       | 13,25                          |
| Jérémie Beyou        | 13 j 12 h 31 min         | 56 j 18 h 23 min        | 12 j 04 h 10 min           | 25 j 16 h 41 min    | 29728                                       | 13,8                           |
| Romain Attanasio     | 15 j 20 h 18 min         | 63 j 14 h 30 min        | 14 j 14 h 03 min           | 30 j 10 h 11 min    | 27597                                       | 12,76                          |
| Arnaud Boissières    | 15 j 17 h 02 min         | 64 j 15 h 07 min        | 15 j 03 h 19 min           | 30 j 20 h 21 min    | 28457                                       | 12,50                          |
| Kojiro Shiraishi     | 14 j 04 h 45 min         | 61 j 16 h 05 min        | 14 j 13 h 04 min           | 28 j 17 h 49 min    | 29068                                       | 12,76                          |
| Alan Roura           | 16 j 01 h 57 min         | 68 j 00 h 05 min        | 15 j 04 h 32 min           | 31 j 06 h 29 min    | 28603                                       | 12,51                          |
| Stéphane Le Diraison | 14 j 06 h 57 min         | 67 j 02 h 24 min        | 15 j 01 h 36 min           | 29 j 08 h 33 min    | 28663                                       | 12,53                          |
| Pip Hare             | 15 j 05 h 21 min         | 65 j 17 h 25 min        | 14 j 19 h 14 min           | 30 j 23 h 01 min    | 27977                                       | 12,21                          |
| Didac Costa          | 15 j 05 h 21 min         | 66 j 06 h 20 min        | 15 j 22 h 24 min           | 31 j 03 h 45 min    | 28173                                       | 12,07                          |
| Clément Giraud       | 15 j 17 h 58 min         | 68 j 03 h 54 min        | 14 j 03 h 36 min           | 29 j 21 h 34 min    | 28137                                       | 11,74                          |
| Miranda Merron       | 16 j 00 h 48 min         | 68 j 11 h 02 min        | 15 j 12 h 06 min           | 31 j 12 h 54 min    | 27656                                       | 11,37                          |
| Manuel Cousin        | 17 j 14 h 19 min         | 69 j 19 h 53 min        | 18 j 17 h 38 min           | 36 j 07 h 58 min    | 29116                                       | 11,69                          |
| Alexia Barrier       | 18 j 00 h 40 min         | 78 j 00 h 27 min        | 16 j 07 h 48 min           | 34 j 08 h 28 min    | 28170                                       | 10,51                          |
| Ari Huusela          | 18 j 14 h 14 min         | 78 j 05 h 58 min        | 20 j 16 h 03 min           | 39 j 06 h 17 min    | 29122                                       | 10,39                          |
|                      |                          |                         |                            |                     |                                             |                                |
| Sébastien Destremau  | Abandon                  | -                       | -                          | -                   | -                                           | -                              |
| Isabelle Joschke     | Abandon                  | -                       | -                          | -                   | -                                           | -                              |
| Samantha Davies      | Abandon                  | -                       | -                          | -                   | -                                           | -                              |
| Sébastien Simon      | Abandon                  | -                       | -                          | -                   | -                                           | -                              |
| Fabrice Amedeo       | Abandon                  | -                       | -                          | -                   | -                                           | -                              |
| Alex Thomson         | Abandon                  | -                       | -                          | -                   | -                                           | -                              |
| Kevin Escoffier      | Naufrage                 | -                       | -                          | -                   | -                                           | -                              |
| Nicolas Troussel     | Abandon                  | -                       | -                          | -                   | -                                           | -                              |

Notes
1. ↑  Depuis son second départ Jérémie Beyou a signé une moyenne de 15,36 noeuds

### Temps intermédiaires de référence du cap Horn aux Sables
| Skipper                | Cap Horn Équateur retour | Équateur équateur WSSRC | Équateur retour Les Sables | Cap Horn Les Sables | Distance parcourue (théorique 24365 milles) | Vitesse moyenne réelle nœuds) |
| ---------------------- | ------------------------ | ----------------------- | -------------------------- | ------------------- | ------------------------------------------- | ----------------------------- |
| Records                | 11 j 18 h 22 min         |                         | 10 j 23 h 24 min           | 23 j 06 h 31 min    | 27347                                       |                               |
| Yannick Bestaven 2021  | 14 j 12 h 52 min         | 58 j 18 h 15 min        | 11 j 00 h 43 min           | 25 j 13 h 37 min    | 28584                                       | 14,78                         |
| Armel Le Cléac'h 2017  | 14 j 11 h 49 min         | 52 j 02 h 25 min        | 12 j 15 h 15 min           | 27 j 03 h 04 min    | 27455                                       | 15,43                         |
| François Gabart 2013   | 13 j 19 h 28 min         | 55 j 01 h 19 min        | 12 j 00 h 37 min           | 25 j 20 h 37 min    | 28647                                       | 15,3                          |
| Michel Desjoyeaux 2009 | 15 j 02 h 04 min         | 58 j 01 h 31 min        | 12 j 09 h 57 min           | 27 j 12 h 01 min    | 28303                                       | 14,2                          |
| Vincent Riou 2005      | 15 j 20 h 11 min         | 62 j 01 h 45 min        | 14 j 20 h 49 min           | 30 j 12 h 01 min    |                                             |                               |

### Récapitulatif des records intermédiaires
| Parcours                  | Date | Temps            | Skipper           | Bateau                             |
| ------------------------- | ---- | ---------------- | ----------------- | ---------------------------------- |
| Les Sables-Équateur       | 2016 | 09 j 07 h 03 min | Alex Thomson      | Hugo Boss                          |
| Équateur-Bonne-Espérance  | 2016 | 08 j 15 h 55 min | Alex Thomson      | Hugo Boss                          |
| Bonne-Espérance - Leeuwin | 2008 | 10 j 06 h 49 min | Michel Desjoyeaux | Foncia                             |
| Leeuwin-Horn              | 2013 | 17 j 18 h 35 min | François Gabart   | Macif                              |
| Cap Horn-Équateur         | 2021 | 11 j 18 h 22 min | Boris Herrmann    | Seaexplorer - Yacht Club De Monaco |
| Équateur-Les Sables       | 2021 | 10 j 23 h 24 min | Charlie Dalin     | Apivia                             |

En cumulant les temps records des différents parcours intermédiaires, on obtient un Vendée Globe en 68 jours 18 heures 08 minutes, soit 5 jours et demi de mieux que le record établi en 2017 par Armel Le Cléac'h sur Banque populaire VIII.

## Incidents et abandons

### Novembre 2020
Le 8 novembre, six heures après le départ, Fabrice Amedeo sur Newrest - Art & Fenêtres est victime d'un problème de hook de la voile avant et fait demi-tour vers Les Sables-d'Olonne pour en effectuer la réparation. Il reprend la mer le 10 novembre au soir.
Le 11 novembre, Armel Tripon sur L'Occitane en Provence annonce se dérouter en direction de La Corogne afin de réparer le hook de son monocoque. Quelques heures après l'annonce, le skipper, qui a sécurisé son mât, déclare reprendre la course tout en projetant d'effectuer les réparations nécessaires en mer. Le même jour, Jérémie Beyou sur Charal fait demi-tour vers Les Sables-d'Olonne à la suite d'une collision avec un OFNI qui a endommagé un safran,. Lors d'une conférence de presse le 16 novembre, il annonce qu'il reprendra la mer dans l'après midi du 17 novembre.
Le 14 novembre dans l'après-midi, Kōjirō Shiraishi sur DMG Mori annonce à son équipe que lors d'un empannage, il a été victime d'une panne de ses autopilotes puis lors d’un troisième empannage, sa grand-voile s'est déchirée au-dessus de la deuxième latte. Son équipe va lui indiquer comment réparer et continuer la course. Ce travail de réparation lui prend une semaine avant qu'il ne puisse à nouveau hisser la grand-voile.
Le 16 novembre, lors du 7e jour de mer, Nicolas Troussel annonce le démâtage de son bateau Corum L'Épargne au nord-ouest du Cap-Vert alors qu'il était en septième position au classement, quelques minutes après une vacation radio où il disait : « Les conditions étaient bonnes toute la nuit pour aller vite. J’en ai profité pour mettre le pied sur l’accélérateur. Ça fait pas mal de bruit, ça tape et ce n’est pas trop confortable, mais ça va vite. Le bateau décolle et ré-atterrit, il n’y a pas beaucoup de mer mais on crée des sensations comme s’il y en avait. Après, il faut faire attention car ça sollicite beaucoup le bateau, il ne faut pas trop tirer dessus ». Il annonce ensuite son abandon. Il arrive le 19 novembre au port de Mindelo au Cap-Vert.
Le 17 novembre, Jérémie Beyou sur Charal repart des Sables d'Olonnes à 17 h 10 (CET), soit un retard de 9 j 2 h 50 min.
Le 20 novembre, Isabelle Joschke sur MACSF signale qu'une poulie d'écoute du gennaker a cassé. L'écoute a arraché le système de balcon arrière et les filières. La navigatrice a fait une réparation de fortune sur cet élément de sécurité dans la nuit.
Le 21 novembre à 20 h 00 (CET), Alex Thomson sur Hugo Boss a alerté la direction de course de la survenance d’un « problème possible de structure ». Il a également contacté son équipe pour faire le point. Il était à 800 milles au large de Rio de Janeiro, il continue à vitesse réduite (6,6 nœuds).
Le 24 novembre, Sébastien Destremau sur Merci annonce un problème de vérin de quille avec fuite d'huile. À 15 h 30 (CET), il annonce que la quille est verrouillée et ne semble plus bouger.
Le 24 novembre, Thomas Ruyant sur Linked Out signale qu'il a une avarie importante sur son foil bâbord. Après avoir consulté son équipe technique, il choisit de couper environ 2 m du tip. Il déclare : le foil bâbord « ne sert plus à grand-chose mais au moins, il ne risque pas de provoquer des avaries s’il casse. il a quand même fallu que je me suspende au-dessus du foil. Les conséquences, si je ne faisais rien, c’est qu’un morceau vienne endommager l’outrigger qui tient le mât et/ou la coque ou le puits de foil. Il y avait trop de risque pour l’intégrité du bateau ».
Le 27 novembre, Kevin Escoffier explique son avarie de centrale inertielle qui indiquait à sa centrale de navigation une vitesse de 80 nœuds. Avec une vitesse fausse, le pilote a lofé en grand jusqu’à aller au virement sous grand gennak, J3, avec le deuxième safran relevé… En attendant de trouver la panne, c'est un GPS de secours qui alimente la centrale de navigation. Il n'y avait que 15 nœuds de vent, Kevin Escoffier s'en tire avec un coup de frayeur et un peu de temps perdu, mais il ne faudrait pas que cela se reproduise dans les conditions plus sportives du Grand Sud.
Le 28 novembre, Alex Thomson sur Hugo Boss abandonne dans l'océan Atlantique Sud, faute de pouvoir réparer son safran tribord, et se dirige vers le cap de Bonne-Espérance. Le 4 décembre il arrive à Cape Town et se retire officiellement,.

### Décembre 2020
Le 2 décembre à 9 h 20 (CET), Sébastien Simon sur Arkea-Paprec heurte un ofni qui endommage son foil tribord. Le même jour à 19 h 00 (CET), Samantha Davies sur Initiatives-Cœur heurte elle aussi un ofni. Elle se déroute vers Le Cap pour se mettre à l'abri et réparer.
Le 4 décembre, Sébastien Simon annonce son abandon,.
Le 5 décembre à 10 h 00 (CET), Samantha Davies sur Initiatives-Cœur annonce officiellement son abandon et qu'elle fait escale au Cap pour réparer. Elle repart le 14 décembre pour poursuivre son tour du monde. Elle atteint l'arrivée hors course le 26 février, 110 jours après le départ.
Le 10 décembre en fin de journée, Manuel Cousin sur Groupe Setin signale qu'il a une importante fissure sur le casque de son safran bâbord et qu'il va essayer de réparer.
Le 11 décembre, à la suite de la défaillance des deux ordinateurs de bord, aveugle sans information météo au moment d'aborder la navigation dans les déserts nautiques rugueux du grand sud, Fabrice Amedeo abandonne pour la première fois dans une course d’envergure.
Le 14 décembre, Charlie Dalin à bord d'Apivia est ralenti après avoir entendu un bruit anormal. La cale basse (le point d’appui bas du foil bâbord, jonction entre le foil et le bateau) est endommagée. Charlie Dalin pourra reprendre une allure normale environ 18 h plus tard, après avoir effectué des réparations, en lien avec son équipe technique à terre.
Le 14 décembre, Sébastien Destremau sur Merci annonce que son pilote principal ne fonctionne plus et qu'il navigue avec le pilote de secours, qui est électrique et commence à faire des drôles de bruit… Il va peut-être lâcher. Sébastien dit que s'il n'a plus de pilote, il ira passer Noël à Perth avec ses enfants en Australie.
Le 21 décembre, après des tentatives aussi douloureuses qu'infructueuses de monter dans le mât en plein océan Pacifique, Louis Burton choisit de se dérouter pour se mettre à la cape sous le vent de l'île Macquarie. Sa première ascension du mât, de nuit, est encore trop mouvementée malgré l'abri de l'île, et il ne peut mouiller et doit rester à plus de 500 m du rivage. Une troisième ascension lui permet enfin de résoudre ses problèmes (rail de grand-voile à couper et à remplacer au niveau du premier ris, nouveau système de drisse de grand-voile à renforcer pour pallier l’avarie de hook, électronique défectueuse). Suspendu en baudrier en tête de mât, il partage les images de sa petite victoire et de son soulagement en hurlant : « C'est l'angoisse d'être aussi haut, tout seul au bout du monde, je déteste ça, ça fait partie des choses les plus “hard” que j’ai faites de ma vie ! Mais on a un nouveau rail de grand-voile, on va renvoyer la grand-voile et on va allumer pour rentrer aux Sables ! ».
Le 28 décembre, Stéphane Le Diraison sur Time For Oceans annonce à la direction de course la casse de son chariot de commande de hook et qu'il envisage de se dérouter pour se mettre à la cape sous le vent de l'île Macquarie pour monter au mât et réparer.

### Janvier 2021
Le 2 janvier, Sébastien Destremau sur Merci, alors en dernière position, pense désormais qu’aucune solution n’est envisageable à bord de Merci et imagine qu’il va devoir mettre pied à terre pour réparer, impliquant l’abandon officiel.
Le 3 janvier, Isabelle Joschke sur MACSF annonce une accumulation d'avaries dans le gros temps à quelques encablures du cap Horn : 48 heures auparavant, elle a constaté la défection de son dernier capteur de vent. Le pilote automatique ne peut plus fonctionner qu'en mode compas. Dans la nuit du 3 janvier, son gennaker se déchire. À peine a-t-elle fini de gérer ces soucis, et alors qu'elle tente de récupérer, un bruit anormal lui fait découvrir que le vérin contrôlant l'inclinaison de la quille s'est désolidarisé de la tête de quille. Isabelle Joschke dispose d'un système de blocage de la quille en position centrale, mais elle ne pourra plus utiliser son bateau à 100 % de son potentiel. Le 9 janvier, elle annonce son abandon, à la suite de la casse du faux vérin, installé quelques jours plus tôt. Elle met 16 jours pour rejoindre Salvador de Bahia, au Brésil. Après une escale technique de 10 jours, elle reprend la mer le 5 février pour atteindre l'arrivée hors course le 24 février, 108 jours après le départ.
Le 5 janvier, Boris Herrmann subit une déchirure dans la grand-voile entre les ris 2 et 3. Il continue de faire route et double le cap Horn par 30-35 nœuds de vent dans une mer rugueuse, à bonne vitesse avec sa seule voile d'avant. Boris planifie la réparation en attendant des conditions plus clémentes pour la réaliser.
Le 27 janvier, alors qu'il lui restait moins de 150 milles à parcourir, Boris Herrmann, à bord de Seaexplorer - Yacht Club De Monaco, heurte le navire de pêche espagnol Hermanos Busto, un palangrier en acier de 30 m de long, auquel il cause des dégâts matériels mais pas de blessé. La collision ayant endommagé le foil tribord et une partie du gréement, il doit finir la course à vitesse réduite pour éviter un démâtage.
Après avoir franchi la ligne d'arrivée, Jean Le Cam révèle qu'il a eu un problème de laminage de coque découvert alors qu'il naviguait au large des îles Kerguelen. Une première réparation (en découpant des cloisons de ballast et en manquant de résine) a été un échec. Une seconde a pu tenir jusqu'à la fin de la course mais la crainte qu'elle ne lâche à chaque instant et que le bateau prenne l'eau a rendu la course très difficile à vivre pour Jean Le Cam.
Environ deux semaines avant son arrivée, Jean Le Cam chute à l'intérieur de son bateau en lâchant par mégarde la poignée avec laquelle il se tenait pendant qu'il urinait dans un seau. Il ressent une douleur aux côtes qui le gêne pour dormir et qu'il perçoit encore après la fin de sa course.
Le 6 février, Manuel Cousin sur Groupe Setin annonce que la tige du vérin de quille de Groupe Sétin s’est sectionnée, il va sécuriser la bateau pour mettre en place les axes de secours permettant de bloquer la quille.

### Naufrage de Kevin Escoffier (PRB) et sauvetage par Jean Le Cam, 30 novembre

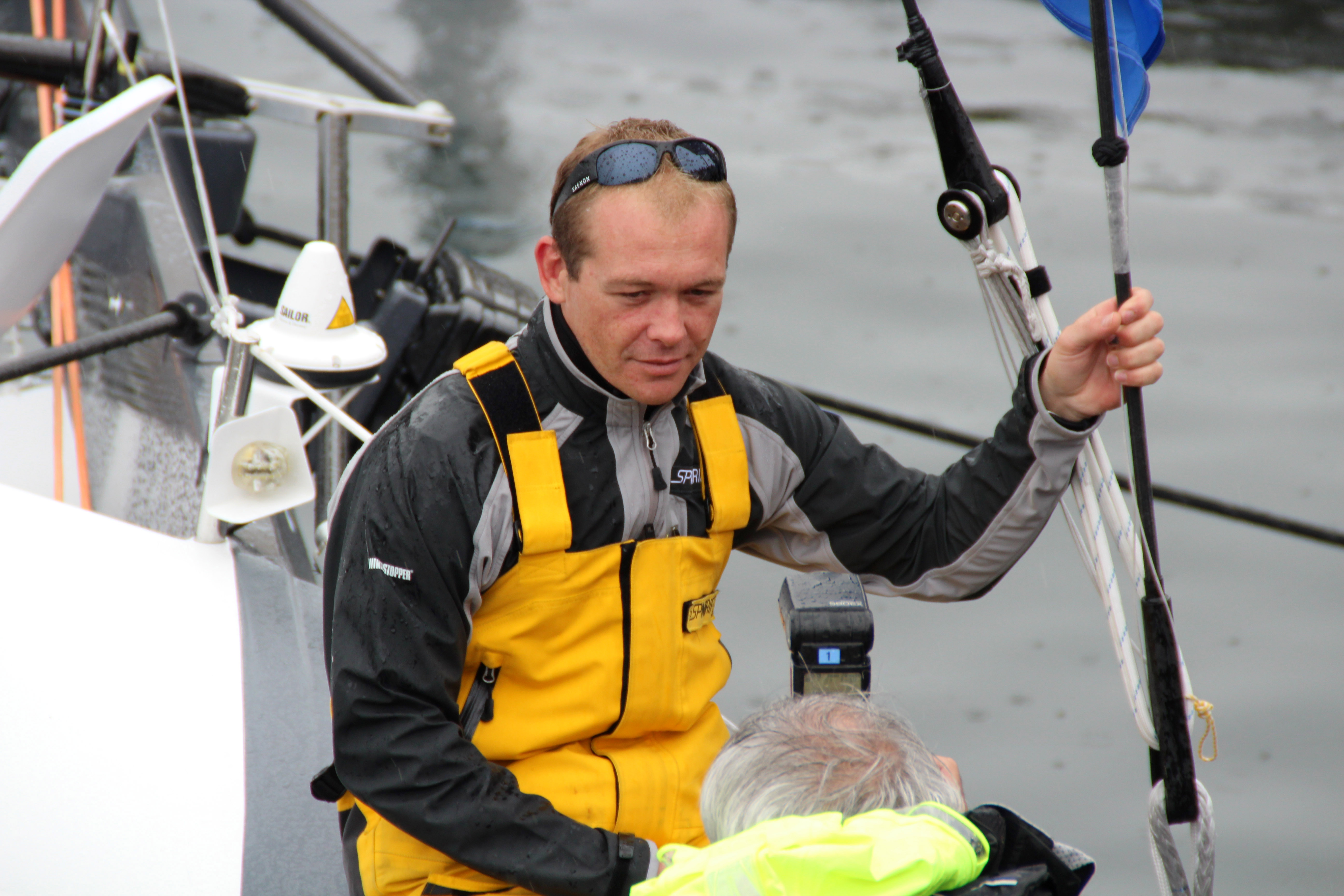
Kevin Escoffier en 2012,
à l'arrivée de la Krys Ocean Race.

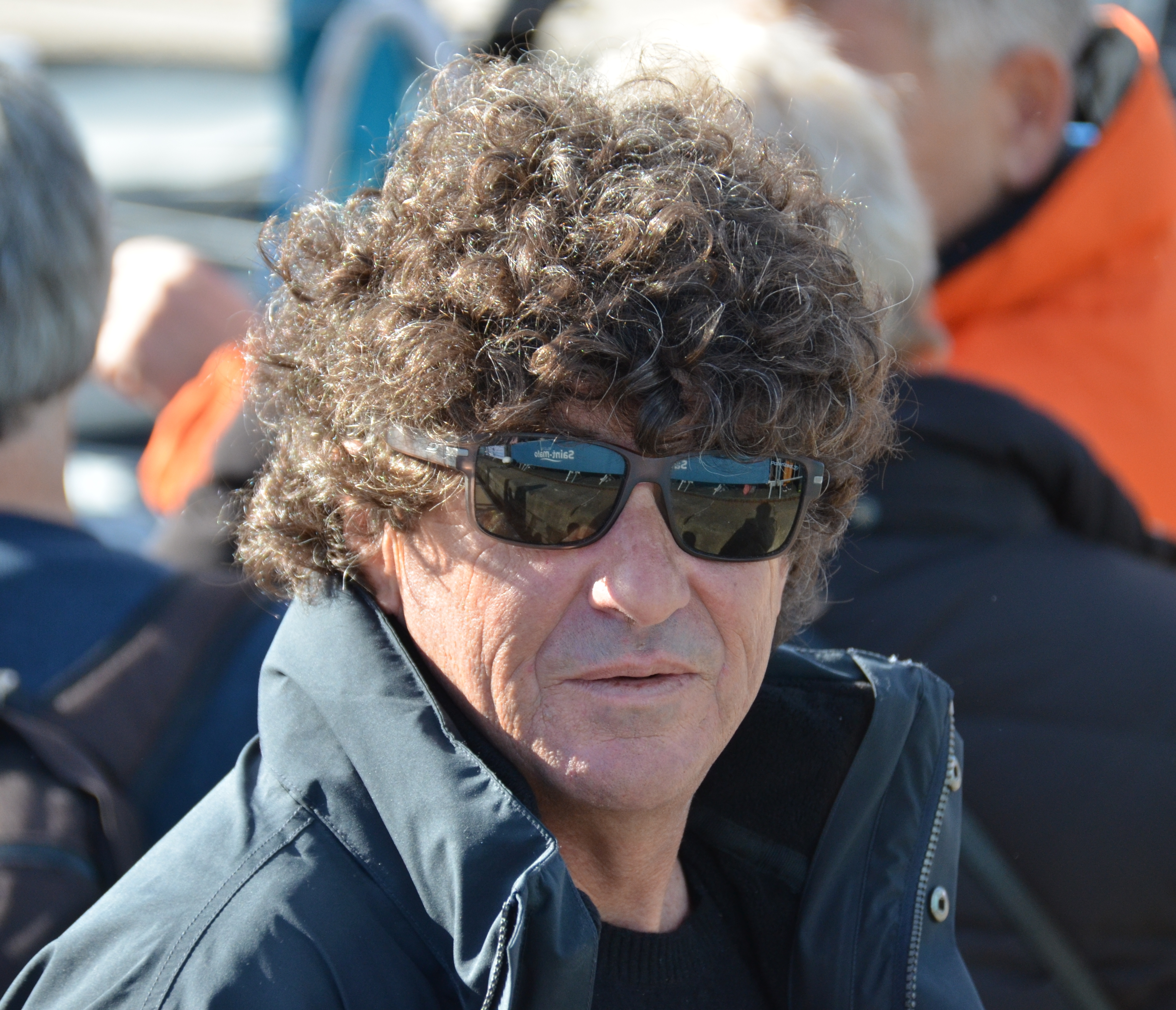
Jean Le Cam lors de la Route du Rhum 2018.

Le 30 novembre, Kevin Escoffier sur PRB, alors en troisième position, déclenche sa balise de détresse à 14 h 46 (CET). Jean Le Cam, concurrent le plus proche, est dérouté pour se rapprocher de la dernière position connue du bateau au moment du déclenchement de la balise (40° 55′ S, 9° 18′ E). Il arrive sur zone à 17 h 00. Il aperçoit le radeau de survie de PRB, puis son skipper à l'intérieur. Le temps de manœuvrer pour revenir sur le radeau de survie, handicapé par des creux de plus de 5 m et la nuit tombante, Jean le Cam perd le contact visuel et ne retrouve pas le signal de l’AIS dont la portée est réduite en raison de la mer formée. La direction de course demande ensuite à Yannick Bestaven et à Boris Herrmann puis à Sébastien Simon de se diriger vers le radeau de survie, organisant un quadrillage de la zone suivant une procédure concertée entre les 4 skippers portant secours (voilure réduite, déplombage du moteur).
Kevin Escoffier relate son naufrage : après un surf a 27 nœuds, PRB subit un choc violent avec une vague : « Le bateau s’est replié sur lui-même. J’ai entendu un crac mais, honnêtement, il n’y avait pas besoin du bruit pour comprendre. J’ai regardé l’étrave, elle était à 90°. En quelques secondes, il y avait de l’eau partout. L’arrière du bateau était sous l’eau et l’étrave pointait vers le ciel. Le bateau s’est cassé en deux en avant de la cloison de mât. Il s’est comme replié. Je vous assure, je n’exagère rien… il y avait un angle de 90° entre l’arrière et l’avant du bateau ». « Je n’ai rien eu le temps de faire. J’ai juste pu envoyer un message à mon équipe « Je coule. Ce n’est pas une blague. MAYDAY ». Entre le moment où j’étais sur le pont en train de régler les voiles et le moment où je me suis retrouvé en combinaison de survie, il s’est passé même pas deux minutes. Ça a été d’une rapidité extrême ».
Un 60' IMOCA possède normalement des réserves de flottabilité le rendant insubmersible, et Kevin Escoffier considérait à ce moment encore qu'il était plus judicieux de rester sur son bateau. Mais il se trouve à ce moment-là sur la partie arrière du bateau, solidaire du lest de quille et privé des réserves de flottabilité de la partie avant. Le bateau coule tellement vite qu'il n'a pas le temps d'attraper son sac de survie. Il parvient à envoyer son message de détresse quelques secondes avant de voir l'électronique fumer sous les courts circuits puis être noyée par l'eau qui envahit son bateau. Une déferlante l'arrache de son bateau en train de couler sous ses yeux, mais il parvient à agripper son radeau de survie et à déclencher son déploiement. L'arrière du bateau a dû couler rapidement, pendant quelques minutes il a encore vu la pointe avant flotter, puis l'a perdue de vue.
Après plusieurs heures de dérive, il est rassuré de voir Jean Le Cam au crépuscule, mais les conditions de mer obligent les deux marins à temporiser pour limiter les risques d'un incident irrémédiable lors du transbordement. Jean Le Cam réduit la voilure, lutte avec son moteur récalcitrant et perd le contact visuel malgré 5 passages de recherche. Kévin Escoffier se résout à attendre encore de longues heures angoissantes. Il tente de se reposer, de boire et de s'alimenter avec les rations de survie du radeau, pour être dans les meilleurs dispositions avant d'être localisé de nouveau et d'essayer péniblement de monter sur le bateau de son sauveteur.
Alors qu'il guettait le lever du jour, il entend une voile claquer, ouvre le zip du taud de protection et « voit Jean qui lui arrive droit dessus. C’est une épreuve dans ces conditions de monter à bord d’un IMOCA, d’autant plus quand tu es contraint dans tes mouvements par la combinaison de survie. Sincèrement, heureusement que je suis en forme physique car je vous assure que ce n’est pas simple ». À 2 h 18 heure française, grâce à la nuit qui lui a permis de distinguer l'éclairage de détresse du radeau de survie, puis sous l'éclairage salvateur de la pleine lune et des premières lueurs de l'aube australe, à 600 milles dans le Sud-Ouest du cap de Bonne-Espérance, et à la suite de près de douze heures de dérive dans le radeau de survie, Jean Le Cam informe la direction de course qu'il a accueilli Kevin Escoffier, sain et sauf, à bord de son bateau Yes We Cam!.

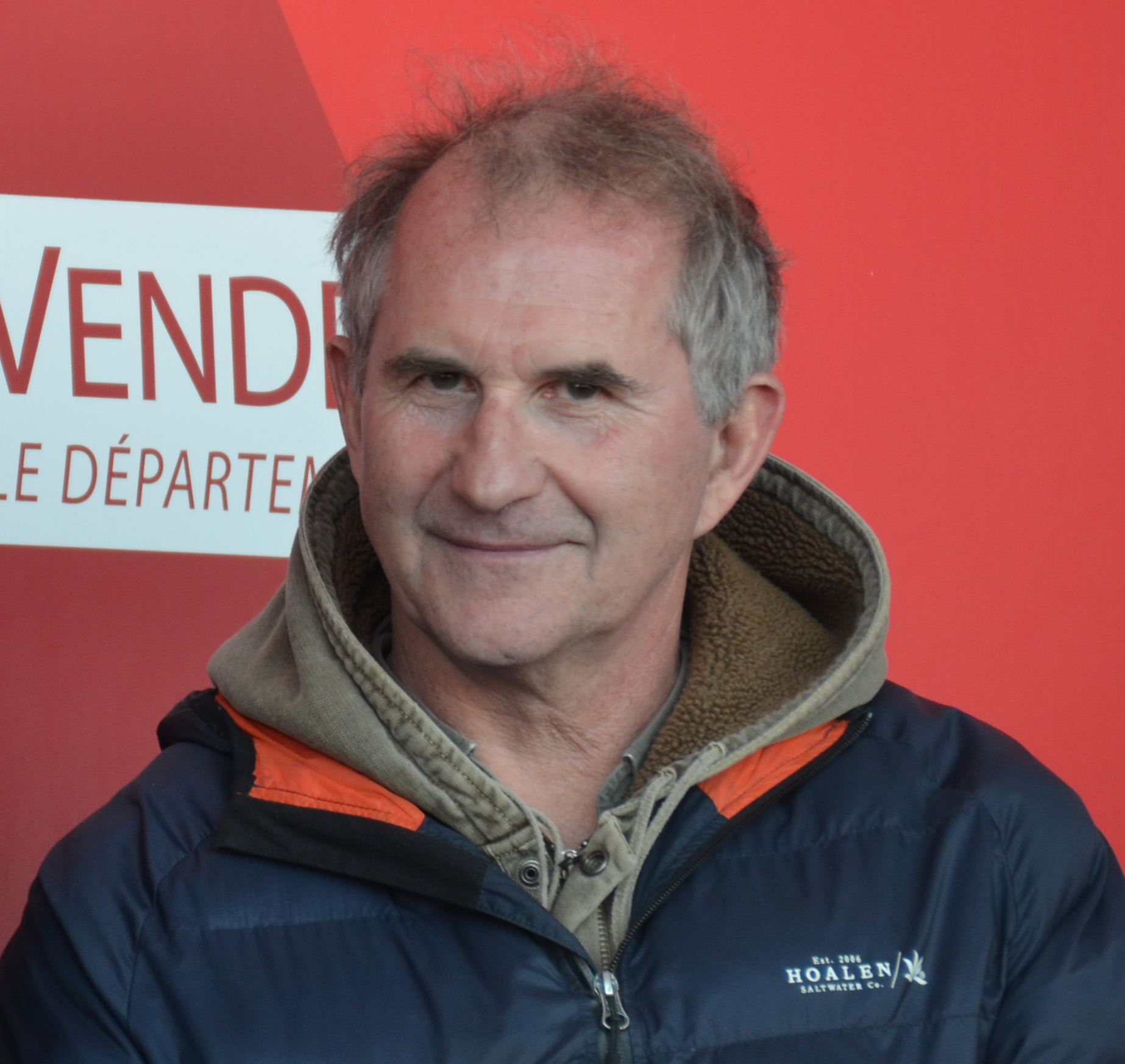
Jacques Caraës, directeur de course du Vendée Globe 2020-2021, coordinateur du sauvetage réussi de Kevin Escoffier.

Le directeur de course Jacques Caraës décrit les circonstances et l'organisation du sauvetage, qui commence par un appel de détresse relayé par le cross du cap Gris-Nez, référence française du réseau international des Centres de coordination de sauvetage maritime (SAR), et centre de coordination et de sauvetage (MRCC, Maritime Rescue Coordination Centres). Avec trois membres de la direction de course, Jacques Caraës coordonne les efforts de sauvetage. Contactant le MRCC du Cap, il constate que la meilleure option proposée consiste à dérouter un cargo situé à 20h de mer de la dernière position connue de PRB. « C'était trop loin, il fallait donc s'organiser entre nous dans ce désert océanique ». Jacques Caraës parle d'un dénouement heureux et quasi miraculeux, rend hommage au sens marin de Jean Le Cam, remercie des « experts tels que Météo France avec une simulation de dérive » qui a permis au « Roi Jean » de retrouver un radeau de survie en pleine nuit, alors que Kevin Escoffier n'avait réussi à embarquer qu'une radiobalise de localisation des sinistres EPIRB sur son dos, ainsi qu'une petite balise AIS à courte portée. Les perspectives sont alors d'organiser la récupération de Kevin Escoffier par la frégate de la Marine nationale Nivôse, qui le récupère le 6 décembre au nord des îles Kerguelen.
Le 6 janvier 2009, lors du Vendée Globe, Vincent Riou, alors skipper de PRB, avait sauvé Jean Le Cam au large du cap Horn. Cette fois, c'est le « Roi Jean » qui sauve un camarade. Très ému, il raconte les longues heures angoissantes où il redoute de ne pas réussir à retrouver le naufragé et de devoir faire deux mois de mer seul avec ce drame pour ramener son bateau, puis la délivrance, le soulagement et l'ironie de l'histoire avec PRB. Jean Le Cam offre à la direction de course et à la famille de Kevin Escoffier les images de leurs visages marqués par la fatigue, les émotions intenses et l'adrénaline. Kevin Escoffier discute à la VHF avec les trois autres skippers qui se sont déroutés, racontant comment une vague avait littéralement plié son bateau en deux, mentionnant le fait qu'il avait pourtant lourdement renforcé PRB avec 200 kg de fibre de carbone lors de l'installation des nouveaux foils. Tous s'accordent sur la nécessité d'un débriefing pour analyser les efforts subis par cette nouvelle génération de voilers.

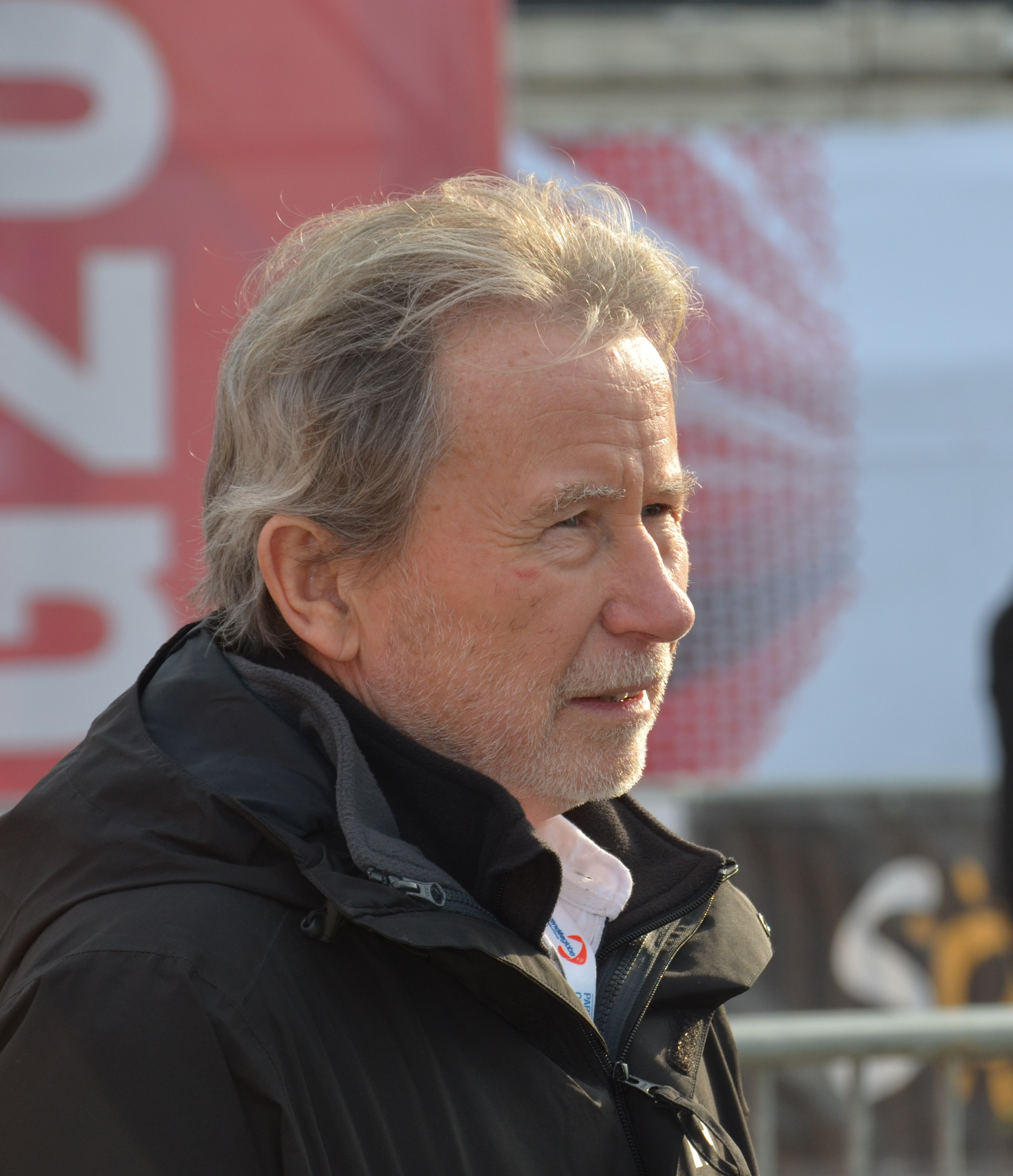
Jean-Yves Chauve, médecin référent du Vendée Globe.

À l'occasion du sauvetage de Kevin Escoffier, le docteur Jean-Yves Chauve, médecin référent du Vendée Globe, rappelle quelques évolutions mises en place au fil des années et des concertations entre la direction de course et les marins. Il rappelle l'intérêt des stages de survie et de mises en situation qui préparent à ce genre d'accident, les briefing pré-départ qui préparent les skippers avec des protocoles de recherches coordonnées d'un naufragé dans des déserts océaniques à l'écart des routes commerciales.
Dans le cadre de ce sauvetage particulier, le docteur Chauve mentionne les risques d'hypothermie : dans une eau à 13 °C, l’espérance de survie sans équipements spécialisés de protection est d'environ 1 h 30, et dans les conditions du naufrage, ce temps aurait été probablement raccourci : le vent crée à la surface de la mer un mélange air-eau refroidi par l’évaporation, qui pénètre au plus profond des poumons, favorisant le refroidissement interne de ses organes et du sang qui y circule, et réduisant la capacité pulmonaire par l'envahissement progressif des alvéoles par des gouttelettes d'eau qui ne sont pas expirées. L'angoisse liée à la situation, et les efforts physiques qu'il faut déployer pour maintenir la tête hors de l’eau sont d'autres facteurs aggravants.
Avec la combinaison de survie, le corps est protégé des déperditions accélérées dues au contact avec l'eau ou par convection avec le vent et le mélange air-eau refroidi en surface. La cagoule de la combinaison de survie protège la zone de déperdition de chaleur majeure du corps humain (9 % de la surface, environ 40 % des déperditions de chaleur en temps normal, et plus encore avec l’augmentation de la convection due au vent). La petite tente incorporée au radeau de survie appelée pèlerine, crée une protection supplémentaire contre la perte de chaleur.
Le docteur Chauve souligne la maîtrise de Kevin Escoffier qui a pris les bonnes initiatives et fait les gestes les plus adaptés pour prolonger sa survie malgré le stress, et rend hommage à « Jean, une nouvelle fois le Roi Jean, à la fois si simple et si exceptionnel ».

### Réparations accordées par le jury au titre de l'assistance portée à Kevin Escoffier
Le 16 décembre 2020, Georges Priol, président de jury international du Vendée Globe 2020, annonce les compensations accordées aux skippers au titre de l'aide au sauvetage :
- Jean Le Cam : 16 h 15 min ;
- Yannick Bestaven : 10 h 15 min ;
- Boris Herrmann : 6 h ;
- Sébastien Simon ayant malheureusement abandonné peu après les événements, le jury n'a pas donné suite à la demande.

Georges Priol détaille la procédure qui a mené à cette décision :
- le comité de course a fait une proposition de compensation ;
- le jury a demandé à la direction de course la chronologie des échanges avec les bateaux et un scénario descriptif des actions de chacun pour déterminer le temps pendant lequel les skippers ont été hors course ;
- le jury consulte chaque concurrent pour qu'ils donnent leur propre estimation de la compensation à laquelle ils peuvent prétendre ;
- le jury, sur la base du temps brut consacré à l'assistance par chaque skipper, ajoute une compensation correspondant à la fatigue et au stress liés aux événements.

### Abandons
| Classement | Concurrent          | Nom du bateau            | Date        | Raison de l'arrêt                                                                                                   | Lieu                                       |
| ---------- | ------------------- | ------------------------ | ----------- | --- | ------------------------------------------ |
| 33         | Nicolas Troussel    | Corum L'Épargne          | 16 novembre | Démâtage | Nord-ouest du Cap-Vert                     |
| 31         | Alex Thomson        | Hugo Boss                | 28 novembre | Avarie de safran à la suite d'un choc avec un filet de pêche                                                        | Océan Atlantique sud                       |
| 32         | Kevin Escoffier     | PRB                      | 30 novembre | Naufrage | Océan Atlantique sud (40° 55′ S, 9° 18′ E) |
| 30         | Sébastien Simon     | Arkea-Paprec             | 4 décembre  | Problème sur son foil tribord et sur son puits de foil à la suite d'un choc avec un OFNI                            | Cap de Bonne-Espérance                     |
| 29         | Samantha Davies     | Initiatives-Cœur         | 5 décembre  | Avarie sur la quille à la suite d'un choc avec un OFNI                                                              | Cap de Bonne-Espérance                     |
| 28         | Fabrice Amedeo      | Newrest - Art & Fenêtres | 11 décembre | Panne totale d'informatique                                                                                         | Cap de Bonne-Espérance                     |
| 27         | Isabelle Joschke    | MACSF                    | 9 janvier   | Avarie de quille | Océan Atlantique sud                       |
| 26         | Sébastien Destremau | Merci                    | 16 janvier  | Accumulations de difficultés sur le bout dehors, la quille hydraulique et en particulier sur le pilote automatique. | Sud de la Nouvelle-Zélande                 |

Notes
1. ↑  Il se retire officiellement le 4 décembre 2020.

## Avis sur l'édition

### Les nouveaux foilers ont du mal à s'imposer

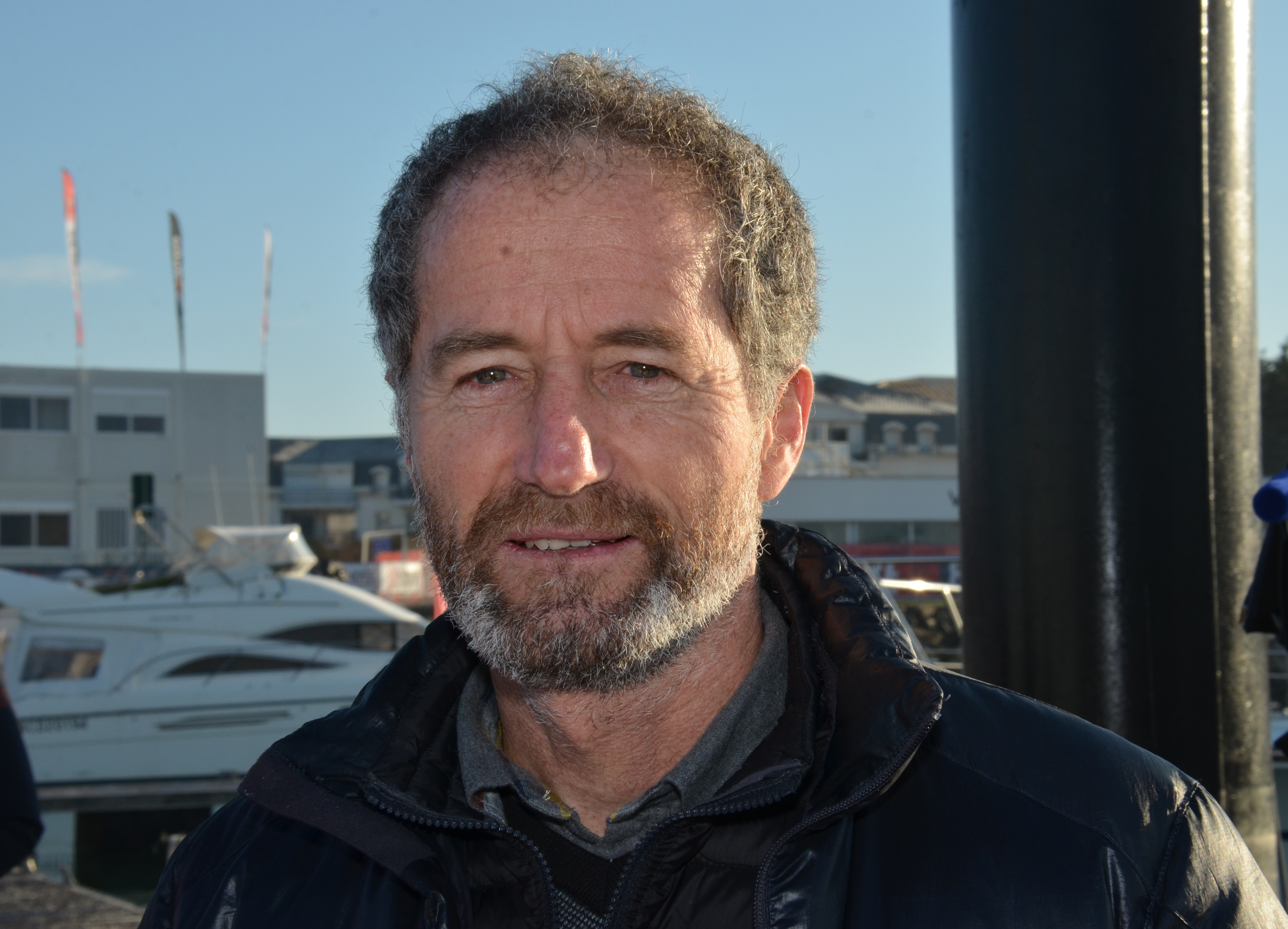
Michel Desjoyeaux tire un premier bilan des incidents de course qui ont émaillé le début de ce Vendée Globe

Le Vendée Globe 2004-2005 était jusqu'en 2020 l'unique exception à la règle qui voulait que le vainqueur soit un bateau de dernière génération (Vincent Riou l'emportait sur le même bateau PRB que le vainqueur précédent Michel Desjoyeaux). Malgré les évolutions considérables des nouvelles génération d'IMOCA, à la mi-course, les bateaux de tête ont près d'une semaine de retard virtuel par rapport à l'édition 2016 et les chronos sont pour la plupart en dessous de ceux de 2012 et même de 2008.
L'édition 2020 du Vendée Globe est marquée par des conditions météo plus délicates que dans les trois éditions précédentes, ce qui peut expliquer une partie de ce rythme plus lent qu'espéré. Les skippers des Imoca de la génération 2018-2020 déplorent que la puissance de leurs bateaux soit difficile à exploiter dans une mer formée ou au portant. Les enfournement dans la vague trop fréquents ralentissent les bateaux, fatiguent les matériaux et surtout les marins. 
Dans les environnements rugueux et hostiles du grand sud où « les flèches de l'Indien piquent un peu trop », où les skipper « souffrent », « serrent les fesses », « font le dos rond » et « serrent les dents », les IMOCA sans foils s'accrochent plus que jamais puisqu'ils dominent le groupe de poursuivants du trio de tête au milieu de l'Océan pacifique. Quatre de ces bateaux ont même été en tête de la course lors des classements provisoires: Groupe Apicil (5 fois en tête), Omia - Water Family (1 fois en tête), V and B-Mayenne (8 fois en tête) et Yes we Cam ! du "Roi Jean" Le Cam (8 fois en tête). Ce dernier, dont beaucoup saluent la course remarquable, malgré des problèmes de pilote automatique pendant la traversée d'un océan indien fidèle à sa réputation, réalise à l'occasion de plusieurs classements provisoires la meilleure progression de toute la flotte sur 24h, et réalisant sa meilleure journée de la course avec 454,1 milles sur 24 h (18,9 nœuds), se rapprochant à moins de 400 milles de Charlie Dalin, alors leader. Trois bateaux à dérives droites mis à l'eau 12 ans auparavant trustent même les 3 meilleures progressions en 24 h de toute la flotte lors des classements du 5 décembre 17 h et 21 h UTC, alors même qu'ils sont au contact avec quatre des meilleurs foilers du moment, donc dans des conditions quasiment identiques, la situation se reproduit le 28 décembre. À plusieurs occasions exceptionnelles, on a ainsi pu voir au milieu des déserts aquatique de l'indien et du Pacifique, des régates quasiment au contact opposant des bateaux de plusieurs générations différentes, on constate de façon récurrente que les foilers, de 1re et même de dernière génération, subissent encore la loi des bateaux anciens dès qu'on sort de la fenêtre étroite des conditions optimales.
À la mi-course, dans les conditions particulières de ce tour du monde, les performances en retrait de la nouvelle génération d'IMOCA semblent se confirmer dans les mers sauvages du grand sud. Le niveau de préparation en progrès permet également une diminution du taux d’abandons et une plus grande homogénéité de la flotte. Au 51e jour de course, après plus 18 000 milles de navigation pour les bateaux de tête, ce sont pas moins de 14 bateaux qui se tiennent dans un pack resserré de 1 000 milles. Parmi eux, seulement trois foilers de dernière génération (Apivia, Linked Out et L'Occitane en Provence), et trois bateaux qui courent leur quatrième Vendée Globe (Yes we Cam!, MACSF et Pure Best Western). Le 10e concurrent est seulement à 360 milles du tableau arrière du leader. Lors de l'édition 2016, à ce moment de la course, le 10e concurrent Arnaud Boissières accusait plus de 5300 milles de retard sur le leader Armel Le Cléac'h, un écart supérieur à celui qui sépare le 27e et dernier concurrent du Vendée Globe du leader le 29 décembre 2020. Armel Tripon, auteur d'une belle trajectoire après ses déboires du début de course, a repris plus de 1 000 milles aux leaders. Les fins de courses des éditions précédentes ont montré que ces 14 skippers peuvent raisonnablement prétendre à monter sur le podium.
C'est encore un peloton très compact qui franchit l'Équateur, maintenant un suspense inédit à ce stade du Vendée Globe, avec seulement 19h et 200 milles entre le 1er et le 9e. Ce suspense perdure jusqu'à l'arrivée puisque le 8e franchit la ligne moins de 24h après le 1er. Parmi les 10 premiers, et pour arriver à l'Équateur, les foilers de dernières génération comme ceux de Charlie Dalin et de Thomas Ruyant, ont parcouru une moyenne de 25100 milles, les foilers de 1re génération une moyenne de 24300 milles, et les bateaux à dérives droites une moyenne de 23600 milles. À l'arrivée, on retrouve les mêmes différences (Parmi les 10 premiers, distance moyenne parcourue par les foilers de dernière génération: 29155 milles, foilers de 1re génération : 28560 milles, bateaux à dérives: 27548 milles). Les distances parcourues sont remarquablement homogènes dans chaque groupe. Le potentiel de vitesse supérieur des foilers les contraint à des trajectoires plus dépendantes de certaines allures, certaines forces de vent et configurations de houles, là où les foilers moins extrêmes sont plus polyvalents, et où les bateaux à dérives droites peuvent tendre les trajectoires et serrer de plus près les routes orthodromiques. À chaque génération de bateaux ses trajectoires, les anciens vont moins vite mais compensent par une route plus directe. Force est de constater que sur ce tour du monde particulier, les bateaux de dernière génération manquent encore de versatilité pour concrétiser leur potentiel supérieur.

### Mise en perspective des incidents
Après la mésaventure de Kevin Escoffier et le démâtage de Nicolas Troussel, les surfs en survitesse se terminant en gros plantés, plus fréquents et plus violents pour les foilers, incitent les skippers, de leurs propres aveux, à de prudentes réductions de voilure.
Les vitesses et les accélérations plus élevées nécessitent une évolution considérable au niveau des voiles et des pilotes automatiques (les deux budgets les plus élevés des projets d'IMOCA de dernière génération),

#### Les voiles
En solitaire ou même en équipage réduit, il est impossible de régler les voiles au rythme trop rapide des variations de vent apparent liées aux accélérations brutales quand le bateau s'envole sur ses foils. Il faut donc développer des voiles plus polyvalentes, qui restent efficaces dans une palette plus large d'incidence de vent apparent en nécessitant peu de réglages, et/ou trouver des techniques qui permettent des réglages rapides, si possible en équipage réduit.
Une des pistes explorées est la possibilité de réglages fins (cambrure variable, bord de chute), éventuellement contrôlés par un pilote automatique intelligent. Ce type de pilotage assisté est encore interdit en course en 2020, mais il a été utilisé pour mettre au point les algorithmes de pilotage et pour entraîner les équipages à essayer de faire aussi bien que l'intelligence artificielle sur les monocoques foilers AC75 de la coupe de l'America 2021.

#### Les pilotes automatiques
Les pilotes automatiques doivent apprendre les nouveaux comportements du bateau, en utilisant de nouveaux capteurs qui leur permettent de tenir compte des variations brusques de vent apparent, de vitesse, de portance des foils et des voiles. Les contraintes exercées se traduisent depuis l'apparition des foils en 2016 par une explosion des avaries de pilotes (trop sollicités), et des avaries liées aux pilotes débordés par les accélérations sans précédent de cette génération (empannages et départs au lof intempestifs, surfs mal maîtrisés, plantés, chocs, démâtages, abandon de course après avaries sur tous les pilotes…).
Depuis l'avènement des foils dans la Coupe de l'America et dans la course au large (Classe Ultime, IMOCA), Le développement des pilotes "intelligents" dans les bateaux de dernière génération est un poste budgétaire en explosion, devant tous les autres postes sur certains projets. Une des pistes explorées et en passe de se concrétiser, est la possibilité d'évitement automatisé d'obstacles, que ce soient les autres navires détectés au radar, à l'AIS, ou des obstacles détectés grâce au système OSCAR, installé sur tous les trimarans ULTIM et sur 60 % des bateaux de ce Vendée Globe. Les vitesses atteintes par les foilers ne laissent maintenant que quelques secondes pour réagir (un bateau lancé à 40 nœuds met moins de cinq secondes pour parcourir 100 m). Les temps de réaction courts impliqués par ces nouveaux comportements tranchent avec le tempo historique des navigateurs en solitaire (et même en équipage): certaines manœuvres, auparavant programmées et réalisées en plusieurs dizaines de minutes, nécessitent maintenant une réalisation beaucoup plus rapide pour ne pas mettre en danger l'intégrité mécanique du bateau. Samantha Davies déclare : " En fait, mon pilote automatique est plus efficace que moi pour aller vite, poursuit Sam. En solitaire ou en double, sur le réglage des voiles, parfois, on n’est plus assez réactif pour suivre le pilote. Il faut donc naviguer différemment, apprendre un nouveau style de navigation ". En conséquence, une autre piste majeure est l'asservissement du réglage des voiles et des foils. Pour des raisons de coût, de maturité des technologies, cette piste est encore écartée de tous les règlements de compétitions nautiques. Pourtant, sur des voiliers volants qui s'apparentent de plus en plus à des avions sur le plan mécanique, il parait inéluctable que les asservissements automatisés déjà au point et généralisés dans l'aviation soient adaptés au monde des foilers. En attendant d'être autorisé par les règlements, des simulateurs permettent d'ores et déjà aux marins de s'entraîner sur des modèles de bateaux virtuels pour optimiser les manœuvres et appréhender les nouveaux comportements de ces bateaux.

#### Les mâts
En 2013, dans une démarche de sécurité fiabilité et de limitation des coûts, l'assemblée générale de la jauge IMOCA décide que les bateaux seront tous équipés de mâts standardisés (respectant le tirant d’air de 29 mètres) conçus sur un cahier des charges sous le contrôle de l’Imoca. Ces mâts imposés par la jauge IMOCA ont été conçus à une époque où les foilers n'étaient encore que dans les rêves des architectes. Les nouveaux foilers infligent à ces mâts des contraintes dynamiques beaucoup plus fortes que celles des bateaux de 2013, ce qui pourrait expliquer l'accident de Nicolas Troussel en début de course. Ces mâts imposés par la jauge constituent un maillon faible sur chaque bateau, un facteur limitant qui empêche d'exploiter le potentiel des foilers de dernière génération au maximum dès qu'ils sortent des conditions de mer optimales. C'est sans doute une des causes du nivellement des performances qui permet à de nombreux bateaux d'ancienne génération de rester compétitif dans le Vendée Globe 2020-2021, alors qu'on a constaté que dans les conditions optimales, les nouveaux foilers ont un potentiel de vitesse supérieur d'environ cinq nœuds par rapport à la précédente génération.

#### Foils et carènes
Charlie Dalin observe que « les bateaux de tête ont tous des foils » et « reste persuadé que c'est l'avenir ». Il s’en est « servi entre 80 et 90 % du temps ». « En revanche, selon lui, il faudra travailler les carènes qui ne sont pas […] adaptées aux conditions du Sud ».

#### Perspectives pour la classe IMOCA

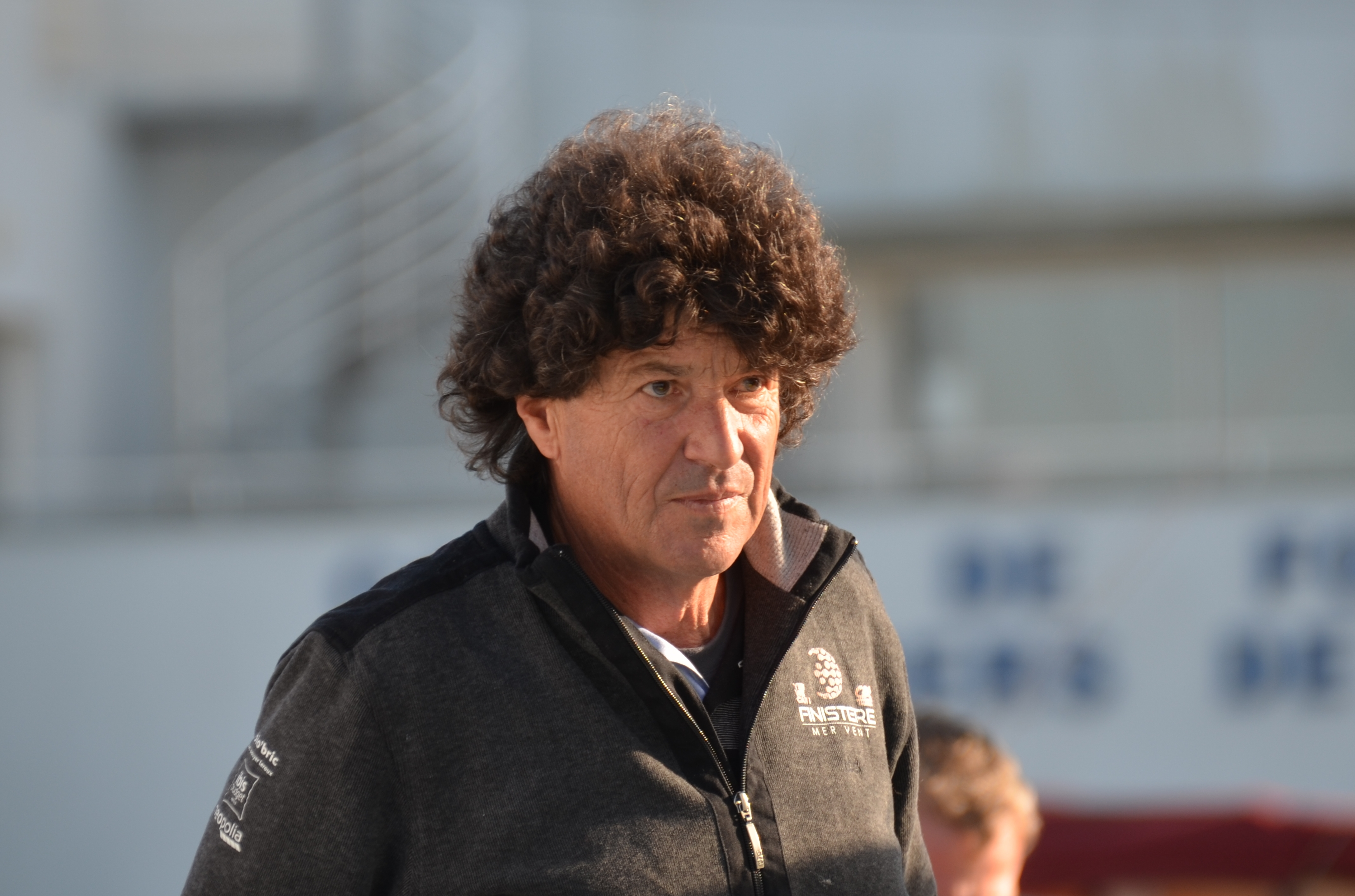
Jean Le Cam considère qu'on a envoyé dans cette édition de très chères « formules 1 dans les dunes du Paris Dakar ». Il est important que cette course "reste accessible pour des budgets restreints". 4 bateaux à petits budgets ont animé cette édition et sont restés compétitifs jusque sur la ligne d'arrivée

À son arrivée, Jean Le Cam bat le fer pendant qu'il est encore chaud et rappelle son point de vue : si les foilers l'emportent, comme lors de l'édition précédente, c'est un foiler de première génération avec un budget restreint qui s'impose devant les bateaux les plus extrêmes, et 4 bateaux à dérive vieux de 12 ans sont arrivés moins de 24h après le vainqueur, avec des budgets encore plus restreints. Il appelle de ses vœux une évolution de la jauge IMOCA équilibrée qui encadre les évolutions technologiques pour permettre à des équipes skipper/partenaires d'être compétitives avec des budgets maîtrisés. Le succès médiatique de cette édition 2020-2021 très disputée, haletante jusqu'au dernier jour, qui a enchanté les partenaires des skippers, a pour lui montré l'intérêt de contenir les budgets au bénéfice des coureurs, des partenaires et de l'image de la course dans son ensemble.
Michel Desjoyeaux évoque les enseignements à tirer de ce début de course pour les évolutions de la classe IMOCA : il regrette que l'interdiction par la jauge des gouvernes de profondeur sur les safrans limite le potentiel des foilers de nouvelle génération ; les skippers doivent freiner leurs ardeurs pour limiter la violence des chocs sur la coque, là où un foiler de génération précédente comme celui de Louis Burton (dessiné VPLP et Guillaume Verdier, mis à l'eau en 2015, vainqueur du Vendée Globe 2016-2017) passe mieux avec ses foils plus petits et rétractables. Quoique moins performant dans les conditions de navigation optimales pour les nouveaux foilers, la configuration reste plus versatile et plus facile à mener sur l'ensemble très varié des conditions météorologiques rencontrées dans ce tour du monde de 75 jours.
Jean Le Cam considère qu'on a envoyé dans cette édition des « formules 1 dans les dunes du Paris Dakar », des bateaux qu'on n'a pas eu le temps de fiabiliser, ou qui nécessitaient des budgets disproportionnés pour une préparation adaptée à l'Everest de la voile que constitue le Vendée Globe.
Desjoyaux, Le Cam et d'autres acteurs de la classe IMOCA évoquent la nécessité de poursuivre les évolutions de la jauge de façon concertée, en conciliant la possibilité d'intégrer les évolutions techniques, les conditions des différentes courses sur lesquelles s'alignent ces bateaux, la patience nécessaire à la validation des concepts prometteurs avant de les confronter aux courses les plus exigeantes, la modération des budgets des projets (en bridant réglementairement les évolutions techniques), et surtout en veillant à ce que les bateaux les plus extrêmes limitent les risques d'accidents de l'ampleur de celui de Kevin Escoffier.

#### Évolution de la jauge de 2021 post Vendée Globe
Une nouvelle version de la jauge est définie en mai 2021 pour tirer les leçons de cette édition 2020 du Vendée Globe. Un grand nombre de bateaux à foils se sont affrontés dans des conditions météorologiques difficiles et le nombre d'abandons a été particulièrement faible ce qui a démontré que ce type d'architecture était viable dans les conditions de la course autour du monde.
Parmi les membres de la commission technique chargée de faire évoluer la jauge pour les épreuves entre 2022 et 2025, deux tendances s'affrontent :
- d'une part ceux qui veulent aller plus loin en introduisant les safrans en T au nom de la logique d'expérimentation qui constitue une des caractéristiques fondamentales de cette classe de bateaux de course
- d'autre part ceux qui veulent plafonner les couts de construction qui se sont envolés avec l'introduction des foils pour permettre aux équipes à budget limité de conserver leur chance.

La nouvelle jauge repousse l'introduction de safran avec plan porteur notamment parce que la flotte existante a encore des marges de progression. Une limitation relativement modeste est introduite dans les coûts en fixant le volume maximum des foils à 8 m3. Cette règle ne pénalise dans la flotte existante que deux bateaux : l'Occitane (devenu Bureau Vallée 3 9,6 m3) et Arkéa Paprec (12 m3). Ceux-ci pourront toutefois conserver les foils existants mais devront appliquer la jauge s'ils changent leurs foils.
La standardisation qui concernait déjà le mât, le vérin de quille et son voile est étendue à la bôme, à l'étai de J2 et aux bastaques. Par contre la standardisation des foils, d'un safran à plan porteur et celle du puits de foil est rejetée.
Le coût de l'électronique, dont la sophistication s'accroit d'une édition à l'autre, est légèrement encadrée par l'établissement future d'une liste évolutive des capteurs et appareils autorisés lorsque leur coût dépasse les 10 000 euros. Dans une optique de développement durable, 100 kilogrammes de poids de jauge seront supprimés pour l'utilisation de matériaux bio-sourcés sur des éléments non structurels.

## Postérité

### Suspicion de tricherie par aide au routage
En février 2024, plus de trois ans après la course, un e-mail anonyme est envoyé à la Fédération française de voile pour signaler un cas de triche sur la course. Selon cette source, deux skippers, un en mer et l'autre à terre auraient échangé des conseils de routage, ce qui est interdit par le règlement de la course sans assistance extérieure. Le 13 février, l'autorité organisatrice du Vendée Globe prépare l'établissement d'un nouveau jury de course pour analyser les faits. Le lendemain, les noms de Clarisse Crémer et Tanguy Le Turquais, tous les deux en couple, ressortent dans le milieu de la voile,. Le 4 mars 2024, après entendu les deux skippers incriminés, le jury blanchit Clarisse Crémer des allégations de triche. Le jury a considéré qu'elle n'a pas utilisé les captures d'écran de routage partagées par Tanguy Le Turquais pour ses choix de navigation.